# Liste d'œuvres de musique classique utilisées dans la culture populaire
Les œuvres de musique classique sont fréquemment utilisées ou revisitées dans la culture populaire, telle que la chanson française. Cette liste d'œuvres de musique classique utilisées dans la culture populaire les présente, de manière non exhaustive, par compositeur, dans les domaines de la musique populaire, du spectacle, du cinéma, de la radio, de la télévision, des jeux vidéo, des sports et de la publicité.

## Musiques populaires
Les genres musicaux ne sont pas cloisonnés. Les compositeurs de musique classique puisent bien souvent leur inspiration à la source des musiques populaires ou des musiques traditionnelles. L'inverse est vrai : des compositeurs de musique non académique revisitent régulièrement les œuvres du répertoire classique.

### Sommaire alphabétique des compositeurs
- Adam
- Albéniz
- Albinoni
- Bach CPE
- Bach JS
- Barber
- Bartók
- Beethoven
- Berlioz
- Bernstein
- Binge
- Bizet
- Boëllmann
- Bohm
- Borodine
- Bozza
- Brahms
- Britten
- Bruch
- Caccini
- Chopin
- Chostakovitch
- Clarke
- Copland
- Correli
- Cui
- Debussy
- Dinicu
- Driffill
- Dukas
- Duruflé
- Dvořák
- Elgar
- Falla
- Fauré
- Flies
- Galuppi
- Gershwin
- Gesualdo
- Giazotto
- Ginastera
- Gnatali
- Gounod
- Granados
- Grieg
- Grison
- Haendel
- Haydn
- Holst
- Honegger
- Ives
- Janáček
- Ketèlbey
- Khatchatourian
- Kreisler
- Lemmens
- Leoncavallo
- Liszt
- Mahler
- Manfredini
- Marais
- Marcello
- Mascagni
- Massenet
- Mendelssohn
- Moussorgski
- Mozart
- Offenbach
- Orff
- Pachelbel
- Paganini
- Paradies
- Parry
- Pixinguinha
- Prokofiev
- Puccini
- Purcell
- Rachmaninov
- Raff
- Ravel
- Rheinberger
- Rimski-Korsakov
- Rodrigo
- Rossini
- Saint-Saëns
- de Sarasate
- Satie
- Scarlatti
- Schmidt
- Schubert
- Schumann
- Soloviov-Sedoï
- Sibelius
- Smetana
- Stölzel
- Strauss J.
- Strauss R.
- Stravinsky
- Tartini
- Tchaïkovski
- Verdi
- Villa-Lobos
- Vivaldi
- Wagner
- Waldteufel
- Widor
- Wolstenholme
- Young

### Adolphe-Charles Adam
- Le célèbre chant de Noël Minuit, chrétiens :
  - est repris en version easy-listening par Caravelli sur son album Noëls Par Caravelli de 1980[1].
  - est arrangé et interprété au piano par Henri Pelissier sur son album Plein Cœur Piano Bar de 1992[2].
  - est chanté en version new age par Les Prêtres sur leur album Spiritus Dei de 2010[3].
  - est chanté par John Littleton en version gospel, avec chœur et orchestre

### Isaac Albéniz
- Le thème Asturias (Leyenda) :
  - est utilisé par le groupe Iron Maiden à la 4eminute de la chanson To Tame a Land de son album Piece of Mind de 1983.
  - est utilisé en introduction et à la fin de la chanson Spanish Caravan de l'album Waiting for the Sun (1968) du groupe The Doors.

### Tomaso Albinoni
- Pour l'Adagio dit « d'Albinoni », voir Remo Giazotto ci-dessous.

### Carl Philipp Emanuel Bach
- La pièce Solfeggio en Do minor (H. 220) est interprétée en version pour orgue, synthétiseur, basse et batterie par le groupe Kajem, sur le titre Solfège de son album homonyme de 1985[4] et sur son album Kajem on tour live de 1995[5].
- L'Allegro, extrait de la Suite pour un orgue mécanique, est reprise sur l'album Kajem sus-cité[4].
- Ce même groupe reprend le Presto de la Sonate en do mineur (H. 230), sur son album Suite Gothique de 1994[6].

### Jean-Sébastien Bach
- Pour l'aria Bist du bei mir, voir Gottfried Heinrich Stölzel ci-dessous.
- L'Agnus Dei de La Messe en si mineur (BWV 232) est repris en version mêlant musique classique et musique africaine sur l'album Lambarena – Bach To Africa de 1993[7].
- La Siciliano de la Sonate pour flûte et clavecin (BWV 1031) : 
  - est interprétée en version pour orgue, synthétiseur, basse et batterie par le groupe Kajem sur son album Kajem 2 de 1987[8].
  - est interprétée en version pour accordéon et quatuor à cordes par Richard Galliano sur son album Bach de 2010[9].
- Un Prélude[Lequel ?] et un Adagio[Lequel ?] sont repris en version new age sur l'album Ancien Spirits de 1998[10].
- Le Prélude no 2 en si mineur, extrait des six petits préludes pour clavier (BWV 934), est interprété au synthétiseur par Graziano Mandozzi sur son album Bach Handel 300 de 1985[11].
- Les Petits Livres de notes d'Anna Magdalena Bach :
  - Le Menuet en sol majeur (BWV Anh 114) 
    - est interprété au synthétiseur par Wendy Carlos sur son album Switched on Bach 2 de 1973[12].
    - est interprété au synthétiseur par Graziano Mandozzi album Bach Handel 300 de 1985[11].

  - La Marche en ré majeur (BWV Anh 122) est interprétée au synthétiseur par Wendy Carlos sur son album Switched on Bach 2 de 1973[12].
  - La Musette en ré majeur (BWV Anh 126) est interprétée au synthétiseur par Wendy Carlos sur son album sus-cité[12].
- Le Concerto pour hautbois, violon et cordes (BWV 1060) est interprété dans son intégralité en version pour accordéon et quatuor à cordes par Richard Galliano sur son album Bach de 2010[9].
- Un Canon[Lequel ?]est interprété en version jazz par le groupe vocal Les Swingle Singers sur son album Jazz Sébastien Bach de 1963[13].
- L'Art de la Fugue (BWV 1080) :
  - Le 1er mouvement (Contrapunctus I) : 
    - est interprété à la guitare électro-acoustique par Alex Masi sur son album In The Name of Bach de 1999[14].
    - e st repris en version pour accordéon et quatuor à cordes par Richard Galliano sur son album Bach de 2010[9].

  - Le 9e mouvement (Contrapunctus IX) est interprété en version jazz par le groupe vocal Les Swingle Singers sur son album Jazz Sébastien Bach de 1963[13].
- L'Air sur la corde de sol est cité par :
  - Vinnie Moore dans le morceau April Sky, album Time Odyssey (1988) ;
  - Sabaton dans le morceau Hearts of Iron, album Heroes (2014).

#### Suites pour orchestre
- L'Ouverture no 2 en si mineur (BWV 1067) : 
  - La Bourrée et le Menuet sont interprétés au synthétiseur par Walter Carlos sur son album Switched on Bach 2 de 1973[12].
  - La Badinerie :
    - est interprétée au synthétiseur par Walter Carlos sur son album sus-cité[12]
    - est reprise par le groupe Ekseption sur le titre Peace Planet de son album 3 de 1970[15].
    - est interprétée au synthétiseur par Graziano Mandozzi sur son album Bach Handel 300 de 1985[11].
    - est interprétée en version pour orgue, synthétiseur, basse et batterie par le groupe Kajem sur son album Kajem 2 de 1987[8], ainsi que sur l'album Kajem on tour live de 1995[5].
    - est reprise en version latino dans un pot-pourri avec la pièce Ele E Eu de Pixinguinha sur l'album Camerata Brasil - Bach in Brazil de 2000[16].
    - est interprétée en version pour accordéon et quatuor à cordes par Richard Galliano sur son album Bach de 2010[9].
- Le 2e mouvement Air de l'Ouverture no 3 en ré majeur (BWV 1068) :
  - est repris en version jazz par le Trio Play Bach de Jacques Loussier sur son album Play Bach no 2 de 1960[17].
  - est interprété en version jazz par le groupe vocal Les Swingle Singers sur son album Jazz Sébastien Bach de 1963[13].
  - sert de base harmonique :
    - à la chanson When a Man Loves a Woman de Percy Sledge de son album homonyme de 1966[18].
    - à la chanson A Whiter Shade of Pale de Procol Harum sortie en 1967[19].
    - à la reprise de A Whiter Shade of Pale par Annie Lennox en 1995[20].
    - à la reprise de A Whiter Shade of Pale chantée par Graham Bonnett sur l'album Worlds on Hold de The Prog Collective de 2021[21].

  - est interprété au synthétiseur par Walter Carlos sur son album Switched on Bach de 1968[22]
  - est repris par le groupe Ekseption sur son album homonyme de 1969[23].
  - est repris en version easy-listening par le James Last Orchestra sur son album Classics Up To Date Vol. 2 de 1969[24].
  - est repris par Yngwie Malmsteen dans le refrain de la chanson Prisoner Of Your Love de son album The Seventh Sign de 1994[25].
  - est repris par Vinnie Moore dans la chanson April Sky de son album Time Odyssey de 1988[26].
  - est interprété au synthétiseur par Isao Tomita sur son album Bach Fantasy de 1996[27].
  - est repris en version new age sur l'album Ancien Spirits de 1998[10].
  - est repris en version pour orgue, synthétiseur, basse et batterie par le groupe Kajem, sur son album Kajem 2 de 1987[8] et sur son album Kajem on tour live de 1995, avec l'adjonction d'une guitare[5].
  - en version new age (transposé en do majeur) avec Hennie Bekker (en) au Synclavier accompagné de sons de la nature enregistrés par Dan Gibson, sur l'album Les Plus Beaux Chefs-D'œuvre Classiques De La Relaxation de 1991[28].
  - est repris sur l'album Synthétiseur Classique de 1996[29].
  - est repris par le groupe Sweetbox dans sa chanson Everything's Gonna Be Alright de 1997[30],[31].
  - est chanté par Dave sur le titre L'amant d'un seul soir de son album Classique de 1998[32].
  - est interprété en version mêlant musique latine et flamenco par le guitariste argentin Gustavo Montesano accompagné par le Royal Philharmonic Orchestra sur le titre Tango Aria de son album Flamenco Fantasy de 2001[33].
  - est repris en version easy-listening par le Gino Martinelli Sound Orchestra sur le pot-pourri Medley 2 : Baroque suite de son album Classics in Rock de 2007[34].
  - est repris en version new age sur l'album Classics d'Era de 2009[35].
  - est interprété en version pour bandonéon et quatuor à cordes par Richard Galliano sur son album Bach de 2010[9].

#### Airs spirituels et chorals
- L'air spirituel Ich Steh' An Deiner Krippen Hier (BWV 469) est repris en version easy-listening par le James Last Orchestra sur son album Ein Festliches Konzert Zur Weihnachtszeit Mit James Last de 1979[36].
- Le choral Uns ist ein Kindlein heut' gebor'n (BWV 414) est repris en version easy-listening par le James Last Orchestra sur son album sus-cité[36].

#### Pièces pour luth
- La Suite pour luth no 1 en mi mineur (BWV 996) :
  - La Bourrée :
    - Ses premières notes servent d'introduction à la chanson Blackbird des Beatles sortie sur leur  album « blanc » homonyme de 1968[37],[38].
    - est reprise par le groupe Jethro Tull sous le même titre de son album Stand Up de 1969[39],[37], puis sur son album The Jethro Tull Christmas Album de 2003[40].

  - La Courante est interprétée à la guitare électro-acoustique par Alex Masi sur son album In The Name of Bach de 1999[14].
- Le Prélude de la Suite pour luth no 2 en do mineur (BWV 997) est repris en version latino sur l'album Camerata Brasil - Bach in Brazil de 2000[16].

#### Pièces pour violon
- Le dernier mouvement (Presto) de la Sonate pour violon no 1 en sol mineur (BWV 1001) est interprété, dans une version à la guitare électrique, et dans autre version à la guitare électro-acoustique, par Alex Masi sur son album In The Name of Bach de 1999[14].
- L'Allemande de La Partita pour violon no 2 en ré mineur (BWV 1004) est interprétée à la guitare électro-acoustique par Alex Masi sur son album sus-cité[14]
- Le Prelude de La Partita pour violon no 3 en mi majeur (BWV 1006) est repris en version mêlant musique classique et musique africaine sur l'album Lambarena – Bach To Africa de 1993[7].
- Le 1er mouvement (Siciliano) de la Sonate pour violon et clavier no 4 en do mineur (BWV 1017) est interprété à la guitare électro-acoustique et à la guitare électrique par Alex Masi sur son album In The Name of Bach de 1999, mais mentionné par erreur avec le numéro d'œuvre BWV 101[14].
- Le Concerto pour violon en la mineur (BWV 1041) :
  - Le 1er mouvement (Allegro) est mis en parole par Maurane sur la chanson Concerto pour Arnould de son album Maurane – L'Olympia Maurane Avril 1999[41],[42].
  - est interprété dans son intégralité en version pour accordéon et quatuor à cordes par Richard Galliano sur son album Bach de 2010[9].
- Le Concerto pour deux violons en ré mineur (BWV 1043) :
  - Le 1er mouvement (Vivace) :
    - est interprété au synthétiseur par Graziano Mandozzi sur son album Bach Handel 300 de 1985[11].
    - est repris en version latino sur l'album Camerata Brasil - Bach in Brazil de 2000[16].

  - Le 2e mouvement (Largo) est repris en version easy-listening par le James Last Orchestra sur son album Classics de 1973[43].

#### Pièces pour violoncelle
- Le Prélude de la Suite pour violoncelle no 1 (BWV 1007) :
  - est repris en version new age par Era sur la chanson A Brand New Days de son album Classics II de 2010[44].
  - est interprété à l'accordéon par Richard Galliano sur son album Bach de 2010[9].
  - est arrangé pour huit violoncelles par le groupe The Piano Guys sur le titre The Cello Song de son album homonyme de 2012[45].
- La Gigue de La Suite pour violoncelle no 4 en mi bémol majeur (BWV 1010) est reprise en version mêlant musique classique et musique africaine sur l'album Lambarena – Bach To Africa de 1993[7].

#### Pièces pour clavecin
- Pour le Concerto pour quatre clavecins (BWV 1065), voir le Concerto pour quatre violons et violoncelle en si mineur RV 580 de Vivaldi ci-dessous.
- Pour le Concerto en ré mineur pour clavecin (BWV 974), voir le Concerto pour hautbois en ré mineur de Marcello ci-dessous.
- La Suite anglaise no 2 en la mineur (BWV 807) :
  - La Courante est interprétée à la guitare électro-acoustique par Alex Masi sur son album In The Name of Bach de 1999[14].
  - La Bourrée est interprétée en version jazz par le groupe vocal Les Swingle Singers sur son album Jazz Sébastien Bach de 1963[13].
- La Toccata en mi mineur (BWV 914) est interprétée à la guitare électro-acoustique par Alex Masi sur son album sus-cité, mais mentionnée par erreur sous le numéro d'œuvre BWV 565[14].
- L'Allemande de la Suite française no 1 en ré mineur (BWV 812) : 
  - un extrait est repris par Emerson, Lake and Palmer dans la partie centrale de la chanson Knife-Edge de leur album homonyme (1970)[46].
  - est interprété à la guitare électro-acoustique par Alex Masi sur son album In The Name of Bach de 1999[14].
- Le Prélude et fugue en ré mineur (BWV 851) est joué au piano dans la seconde partie de la chanson The Only Way (Hymn) / Infinite Space (Conclusion) de l'album Tarkus d'Emerson, Lake and Palmer de 1971[47].
- La Fantaisie chromatique et fugue (BWV 903) est interprétée à la guitare électro-acoustique et à la guitare électrique par Alex Masi sur son album In The Name of Bach de 1999[14].
- Le Concerto italien (BWV 971) :
  - est repris dans son intégralité en version jazz par le Trio Play Bach de Jacques Loussier sur son album Play Bach no 3 de 1962[48].
  - est interprété dans son intégralité au synthétiseur par Don Dorsey sur son album Bachbusters de 1985[49].
  - Le 1er mouvement (Allegro) :
    - est repris par le groupe Ekseption sur son album Beggar Julia's Time Trip de 1970[50].
    - est repris en version latino sur l'album Camerata Brasil - Bach in Brazil de 2000[16].
- La Fantaisie chromatique en ut mineur (BWV 903) est reprise en version jazz par le Trio Play Bach de Jacques Loussier sur son album Play Bach no 3 de 1962[48].
- Le Concerto no 5 pour clavecin et cordes en fa mineur (BWV 1056) :
  - est interprété dans son intégralité en version pour accordéon et quatuor à cordes par Richard Galliano sur son album Bach de 2010[9].
  - Le 2e mouvement (Largo) :
    - est repris par Vinnie Moore dans la chanson April Sky de son album Time Odyssey de 1988[26].
    - est repris par Arielle Dombasle avec le groupe Era dans la chanson Just Close Your Eyes de l'album Arielle Dombasle By Era de 2013[51].
- Les Quatorze canons sur les huit premières notes de la basse des Variations Goldberg (BWV 1087) sont interprétés au synthétiseur par Don Dorsey sur son album Bachbusters de 1985[49].
- Les Variations Goldberg sont interprétées en version jazz par le Trio Play Bach de Jacques Loussier sur son album Bach's Goldberg Variations de 2000[52].

#### Pièces pour orgue
- Pour le Concerto pour orgue (BWV 593), voir le Concerto no 8 pour deux violons et basse continue (RV 522) de Vivaldi ci-dessous.
- La Fantaisie et Fugue en sol mineur (BWV 542) est reprise en version jazz par le Trio Play Bach de Jacques Loussier sur son album Play Bach no 4 de 1963[53].
- La Fugue en sol majeur à la Gigue (BWV 577) est interprétée en version pour orgue, synthétiseur, basse et batterie par le groupe Kajem, sur le titre Fuga Gigue de son album Kajem 3 de 1989[54] et sur son album Kajem on tour live de 1995[5].
- Le choral pour orgue Ich ruf zu dir, Herr Jesu Christ (BWV 639) et l'Invention à trois voix no 2 en do mineur (BWV 788) font partie de la pièce The Sea Named "Solaris" interprétée au synthétiseur par Isao Tomita sur son album Kosmos de 1978[55], ainsi que sur son album Bach Fantasy de 1996[27].
- Le Choral Erbarm dich mein, o Herre Gott (BWV 721) est repris en version jazz par le Trio Play Bach de Jacques Loussier sur son album Play Bach no 4 de 1963[53].
- Le Choral Christ, unser Herr, zum Jordan kam (BWV 864) est repris en version jazz par le Trio Play Bach de Jacques Loussier sur son album sus-cité[53].
- Le Choral Wachet auf, ruft uns die Stimme (BWV 645) :
  - est repris en version jazz par le Trio Play Bach de Jacques Loussier sur son album sus-cité[53].
  - Quelques notes sont utilisées dans la mélodie à l'orgue Hammond de la chanson A Whiter Shade of Pale de Procol Harum sortie en 1967.
  - est interprété en version jazz par le groupe vocal Les Swingle Singers sur son album Jazz Sébastien Bach de 1963[13].
  - est interprété au synthétiseur par Walter Carlos sur son album Switched on Bach de 1968[22].
- Le Prélude et fugue en la mineur (BWV 543) est reprise le groupe Ekseption sur le titre The Lamplighter de son album 3 de 1970[15].
- La Toccata et fugue en fa majeur (BWV 540) est reprise dans la première partie de la chanson he Only Way (Hymn) / Infinite Space (Conclusion) de l'album Tarkus d'Emerson, Lake and Palmer de 1971[47].
- La célèbre Toccata et fugue en ré mineur (BWV 565) :
  - est reprise en version jazz par le Trio Play Bach de Jacques Loussier sur son album Play Bach no 1 de 1959[56].
  - Ses dernières mesures sont données sous une forme orchestrée par Léo Ferré à la fin de la chanson Mister Giorgina de son album La Langue française de 1962[réf. nécessaire].
  - Le début de la Toccata est interprété à l'orgue Hammond par Jon Lord en introduction de You Fool No One (CD 2) sur l'album MK III: The Final Concerts de Deep Purple, paru en 1996 mais enregistré en concert en 1975[réf. souhaitée].
  - est interprété dans son intégralité au synthétiseur par Don Dorsey sur son album Bachbusters de 1985[49].
  - est interprétée au synthétiseur par Isao Tomita sur son album Bach Fantasy de 1996[27].
  - Le début de la Toccata est interprétée à l'orgue Hammond par Jon Lord durant son solo figurant sur l'album This Time Around (Live In Tokyo) de Deep Purple, sorti en 2001 mais enregistré en 1975[réf. souhaitée].
  - est arrangée en version rock sur le titre Bach onto this de l'abum Before I Forget de Jon Lord de 1982[57].
  - est interprétée en version pour orgue, synthétiseur, basse et batterie par le groupe Kajem, sur le titre Toccate En Fuga de son album homonyme de 1985[4].
  - La Toccata est reprise en version new age sur l'album Ancien Spirits de 1998[10].
  - est interprétée à la guitare électro-acoustique et à la guitare électrique par Alex Masi sur son album In The Name of Bach de 1999[14].
  - Les débuts de la Toccata et de la Fugue sont joués en concert par Keith Emerson dans le Rondo du titre Finale (Medley) de l'album Live At The Royal Albert Hall de 1992[58].
  - est reprise sur l'album Synthétiseur Classique de 1996[29].
  - est reprise en version easy-listening par le Gino Martinelli Sound Orchestra sur le pot-pourri Medley 1 de son album Classics in Rock de 2007[34].
- La Fugue en sol mineur (BWV 578) est interprétée au synthétiseur par Walter Carlos sur son album By Request de 1975[59].

#### Inventions
- L'Invention à deux voix no 1 en do mineur (BWV 772) :
  - est reprise en version jazz par le Trio Play Bach de Jacques Loussier sur son album Play Bach no 3 de 1962[48].
  - est interprétée en version jazz par le groupe vocal Les Swingle Singers sur son album Jazz Sébastien Bach de 1963[13].
  - est interprétée au synthétiseur par Don Dorsey sur son album Bachbusters de 1985[49].
- L'Invention à deux voix no 2 en do mineur (BWV 773) est interprétée au synthétiseur par Isao Tomita sur son album Live In New York - Back To The Earth de 1988[60].
- L'Invention à deux voix no 4 en ré mineur (BWV 775) est interprétée au synthétiseur par Walter Carlos sur son album Switched on Bach de 1968[22].
- L'Invention à deux voix no 8 en fa majeur (BWV 779) :
  - est reprise en version jazz par le Trio Play Bach de Jacques Loussier sur son album Play Bach no 3 de 1962 (mais mentionnée par erreur avec le no 5)[48].
  - est interprétée au synthétiseur par Walter Carlos sur son album Switched on Bach de 1968[22].
  - est interprétée au synthétiseur par Don Dorsey sur son album Bachbusters de 1985[49].
  - est interprétée à la guitare électrique par Alex Masi sur son album In The Name of Bach de 1999[14].
  - est reprise en version latino sur l'album Camerata Brasil - Bach in Brazil de 2000[16].
- L'Invention à deux voix no 10 en sol majeur (BWV 781) est interprétée au synthétiseur par Don Dorsey sur son album Bachbusters de 1985[49].
- L'Invention à deux voix no 12 en la majeur (BWV 783) : 
  - est interprétée au synthétiseur par Walter Carlos sur son album Switched on Bach 2 de 1973[12].
  - est interprétée au synthétiseur par Don Dorsey sur son album Bachbusters de 1985[49].
- L'Invention à deux voix no 13 en la mineur (BWV 784) :
  - est reprise en version jazz par le Trio Play Bach de Jacques Loussier sur son album Play Bach no 3 de 1962 (mais mentionnée par erreur avec le no 2)[48].
  - est interprétée au synthétiseur par Walter Carlos sur son album Switched on Bach 2 de 1973[12].
  - est interprétée au synthétiseur par Isao Tomita sur le titre Whistling Boy de son album Bach Fantasy de 1996[27].
  - est reprise en version latino sur l'album Camerata Brasil - Bach in Brazil de 2000[16].
  - est interprétée en version pour orgue, synthétiseur, basse et batterie par le groupe Kajem sur son album Kajem 3 de 1989[54].
- L'Invention à deux voix no 14 en si bémol majeur (BWV 785) :
  - est reprise en version jazz par le Trio Play Bach de Jacques Loussier sur son album Play Bach no 3 de 1962 (mais mentionnée par erreur avec le no 8)[48].
  - est interprétée au synthétiseur par Walter Carlos sur son album Switched on Bach de 1968[22].
- L'Invention à deux voix no 15 en si mineur (BWV 786) :
  - est reprise en version jazz par le Trio Play Bach de Jacques Loussier sur son album sus-cité[48].
  - est interprétée au synthétiseur par Don Dorsey sur son album Bachbusters de 1985[49].
- L'Invention à trois voix no 1 en do majeur (BWV 787) est interprétée au synthétiseur par Don Dorsey sur son album Bachbusters de 1985[49].
- L'Invention à trois voix no 2 en do mineur (BWV 788) et le choral pour orgue Ich ruf zu dir, Herr Jesu Christ (BWV 639) font partie de la pièce The Sea Named "Solaris" interprétée au synthétiseur par Isao Tomita sur son album Kosmos de 1978[55], ainsi que sur son album Bach Fantasy de 1996[27].
- L'Invention à trois voix no 3 en ré majeur (BWV 789) est repris en version mêlant musique classique et musique africaine sur l'album Lambarena – Bach To Africa de 1993[7].
- L'Invention à trois voix no 3 en fa majeur (BWV 794) est interprétée au synthétiseur par Don Dorsey sur son album Bachbusters de 1985[49].
- L'Invention à trois voix no 10 en sol majeur (BWV 796) est interprétée au synthétiseur par Don Dorsey sur son album sus-cité[49].
- L'Invention à trois voix no 12 en la majeur (BWV 798) est interprétée au synthétiseur par Don Dorsey sur son album sus-cité[49].
- L'Invention à trois voix no 15 en si mineur (BWV 801) est interprétée au synthétiseur par Don Dorsey sur son album sus-cité[49].

#### Le Clavier bien tempéré
- Le Prélude no 1 en ut mineur (BWV 846), extrait du 1er livre :
  - est repris en version jazz par le Trio Play Bach de Jacques Loussier sur son album Play Bach no 1 de 1959[56].
  - est utilisé dans la chanson L'Étranger de Nana Mouskouri sur son album Dans le soleil et le vent de 1969[61].
  - Ses premières mesures sont reprises au piano et au synthétiseur par Don Airey à la fin du titre instrumental Weiss Heim de l'album Finyl Vinyl du groupe Rainbow, sorti en 1986[62].
  - est repris en version easy-listening par le James Last Orchestra sur son album Classics Up To Date Vol. 2 de 1969[24], ainsi que sur son album James Last Plays Bach de 1987[63].
  - ses premières mesures sont arrangées dans la chanson Fuir le bonheur de peur qu'il se sauve chantée en 1983 par Jane Birkin[64].
  - est repris dans la chanson Sur un prélude de Bach de Jean-Claude Vannier interprétée par la chanteuse Maurane sur son album Ami ou ennemi de 1991[65].
  - est jouée dans la La Fin du Show, partie finale de la Suite Rock En Rose de la chanteuse Nanette Workman de son album Chaude de 1982[66].
  - Ses premières mesures apparaissent dans la chanson Now and Then sur l'album Under a Violet Moon (1999) du groupe Blackmore's Night.
- La Fugue no 1 en do majeur (BWV 846), extraite du 1er livre, est reprise en version jazz par le Trio Play Bach de Jacques Loussier sur son album Play Bach no 1 de 1959[56].
- Le Prélude no 2 en ut mineur (BWV 847), extrait du 1er livre :
  - est repris en version jazz par le Trio Play Bach de Jacques Loussier sur son album sus-cité[56].
  - est repris en version easy-listening par le James Last Orchestra sur son album James Last Plays Bach de 1987[63].
  - est interprété en version pour orgue, synthétiseur, basse et batterie par le groupe Kajem sur son album Suite Gothique de 1994[6].
  - est repris en version funk par le Gino Martinelli Sound Orchestra sur le titre Funkbach de son album Classics in Rock de 2007[34].
  - est repris dans la chanson L'herbe tendre de la chanteuse Julie Zenatti de son album Plus de Diva de 2010[67].
  - est repris dans son introduction sur le titre Mystery Of Love de la chanteuse Donna Summer de son album Donna Summer de 1982
- La Fugue no 2 en ut mineur (BWV 847), extraite du 1er livre :
  - est reprise en version jazz par le Trio Play Bach de Jacques Loussier sur son album Play Bach no 1 de 1959[56].
  - est reprise en version easy-listening par le James Last Orchestra sur son album James Last Plays Bach de 1987[63].
- La Fugue no 4 en ut dièse mineur (BWV 849), extraite du 1er livre, est reprise en version easy-listening par le James Last Orchestra sur son album sus-cité[63].
- Le Prélude no 5 en ré majeur (BWV 850), extrait du 1er livre :
  - est repris en version jazz par le Trio Play Bach de Jacques Loussier sur son album Play Bach no 1 de 1959[56].
  - est repris en version easy-listening par le James Last Orchestra sur son album James Last Plays Bach de 1987[63].
- La Fugue no 5 en ré majeur (BWV 850), extraite du 1er livre :
  - est reprise en version jazz par le Trio Play Bach de Jacques Loussier sur son album Play Bach no 1 de 1959[56].
  - est interprétée en version jazz par le groupe vocal Les Swingle Singers sur son album Jazz Sébastien Bach de 1963[13].
- Le Prélude no 6 en ré mineur (BWV 851), extrait du 1er livre :
  - est repris en version jazz par le Trio Play Bach de Jacques Loussier sur son album Play Bach no 2 de 1960[17].
  - Ses premières mesures sont jouées à l'orgue Hammond et à la basse par le groupe de hard rock Rainbow comme transition entre le passage rock et le passage orchestral de la pièce instrumentale Difficult to Cure (qui reprend l'Hymne à la joie de Beethoven) de l'album Finyl Vinyl enregistré en concert en 1984 et sorti en 1986[62].
  - est repris en version easy-listening par le James Last Orchestra sur son album James Last Plays Bach de 1987[63].
- Le Prélude no 7 en mi bémol majeur (BWV 852), extrait du 1er livre est interprétée au synthétiseur par Walter Carlos sur son album Switched on Bach de 1968[22].
- La Fugue no 7 en mi bémol majeur (BWV 852), extraite du 1er livre : 
  - est interprétée au synthétiseur par Walter Carlos sur son album sus-cité[22].
  - est reprise en version easy-listening par le James Last Orchestra sur son album James Last Plays Bach de 1987[63].
- Le Prélude no 8 en mi bémol mineur (BWV 853), extrait du 1er livre :
  - est repris en version jazz par le Trio Play Bach de Jacques Loussier sur son album Play Bach no 1 de 1959[56].
  - est repris en version easy-listening par le James Last Orchestra sur son album James Last Plays Bach de 1987[63].
- La Fugue no 8 en mi bémol mineur (BWV 853), extraite du 1er livre, est reprise en version easy-listening par le James Last Orchestra sur son album sus-cité[63].
- La Fugue no 12 en fa mineur (BWV 857), extraite du 1er livre, est reprise en version easy-listening par le James Last Orchestra sur son album sus-cité[63].
- Le Prélude no 15 en sol majeur (BWV 860), extrait du 1er livre, est repris en version easy-listening par le James Last Orchestra sur son album sus-cité[63].
- Le Prélude et la Fugue no 16 en sol mineur (BWV 861), extraits du 1er livre, sont repris en version jazz par le Trio Play Bach de Jacques Loussier sur son album Play Bach no 2 de 1960[17].
- La Fugue no 19 en la majeur (BWV 864), extraite du 1er livre, est reprise en version easy-listening par le James Last Orchestra sur son album James Last Plays Bach de 1987[63].
- Le Prélude no 21 en si bémol majeur (BWV 866), extrait du 1er livre, est repris en version jazz par le Trio Play Bach de Jacques Loussier sur son album Play Bach no 2 de 1960[17].
- Le Prélude no 22 en si bémol mineur (BWV 867), extrait du 1er livre, est repris par Marie-Claire Séguin dans la chanson L'Arbre en paix de son album Marie-Claire Séguin de 1978.
- Le Prélude no 1 en ut majeur (BWV 870), extrait du 2d livre :
  - est interprété en version jazz par le groupe vocal Les Swingle Singers sur son album Jazz Sébastien Bach de 1963[13].
  - est interprété à la guitare électro-acoustique par Alex Masi sur son album In The Name of Bach de 1999[14].
- La Fugue no 2 en ut mineur (BWV 874), extraite du 2d livre, est interprétée en version jazz par le groupe vocal Les Swingle Singers sur son album Jazz Sébastien Bach de 1963[13].
- La Fugue no 5 en ré majeur (BWV 874), extraite du 2d livre, est interprétée en version jazz par le groupe vocal Les Swingle Singers sur son album sus-cité[13].
- Le Prélude no 9 en mi majeur (BWV 878), extrait du 2d livre, est interprété en version jazz par le groupe vocal Les Swingle Singers sur son album sus-cité[13].
- Le Prélude no 11 en fa majeur (BWV 880), extrait du 2d livre, est interprété en version jazz par le groupe vocal Les Swingle Singers sur son album sus-cité[13].
- Le Prélude no 14 en fa dièse mineur (BWV 883), extrait du 2d livre, est repris en version mêlant musique classique et musique africaine sur l'album Lambarena – Bach To Africa de 1993[7].
- La Fugue no 24 en si mineur (BWV 893), extraite du 2d livre, est interprété à la guitare électro-acoustique par Alex Masi sur son album In The Name of Bach de 1999[14].

#### Partitas pour clavier
- La Partita no 1 en si bémol majeur (BWV 825) est reprise dans son intégralité en version jazz par le Trio Play Bach de Jacques Loussier sur son album Play Bach no 2 de 1960[17].
- Le 1er mouvement (Sinfonia) de la Partita no 2 en ut mineur (BWV 826) est interprété en version jazz par le groupe vocal Les Swingle Singers sur son album Jazz Sébastien Bach de 1963[13].
- Le dernier mouvement (Gigue) de la Partita no 4 en ré majeur (BWV 828) est repris en version latino sur l'album Camerata Brasil - Bach in Brazil de 2000[16].

#### Oratorios
- La Passion selon saint Matthieu (BWV 244) :
  - L'aria de basse Mache Dich, Mein Herze, Rein, inspire la mélodie de la chanson Cent mille chansons chantée par Frida Boccara en 1968.
  - Erbarme dich / Wir setzen uns mit tränen nieder est repris en version pour soprano, orgue, synthétiseur, basse et batterie par le groupe Kajem, sur son album Kajem 2 de 1987[8] et sur son album Kajem on tour live de 1995[5].
- La Passion selon Saint Jean (BWV 245) :
  - L'air Lasset Uns Den Nicht Zerteilen est repris en version mêlant musique classique et musique africaine sur l'album Lambarena – Bach To Africa de 1993[7].
  - L'air Ruht Wohl, Ihr Heiligen Gebeine est repris en version mêlant musique classique et musique africaine sur l'album sus-cité[7].
  - L'air Herr, unser Herrscher est repris en version mêlant musique classique et musique africaine sur l'album sus-cité[7].

#### Cantates
- L'ouverture Sinfonia de la cantate la Wir danken dir, Gott, wir danken dir (BWV 29) 
  - est reprise en version jazz par le Trio Play Bach de Jacques Loussier sur son album Play Bach no 4 de 1963[53].
  - est interprétée au synthétiseur par Walter Carlos sur son album Switched on Bach de 1968[22].
- Le choral Nun komm, der Heiden Heiland de la cantate Schwingt Freudig Euch Empor (BWV 36) est interprété au synthétiseur par Isao Tomita sur le titre Storm In The Desert de son album Bach Fantasy de 1996[27].
- Le 1er mouvement (Aria) de la cantate Jauchzet Gott in allen Landen (BWV 51) est interprété au synthétiseur par Graziano Mandozzi sur son album Bach Handel 300 de 1985[11].
- Le 1er mouvement (chœur) de la cantate Also hat Gott die Welt geliebt (BWV 68) est repris en version easy-listening par le James Last Orchestra sur son albumEin Festliches Konzert Zur Weihnachtszeit Mit James Last de 1979[36].
- L'aria en duo Wir eilen mit schwachen, doch emsigen Schritten de la cantate Jesu, Der Du Meine Seele (BWV 78) est interprétée au synthétiseur par Isao Tomita sur le titre March Of The Mobile Toy Soldiers de son album Bach Fantasy de 1996[27].
- Le choral Zion hört die Wächter singen de la cantate Wachet auf, ruft uns die Stimme (BWV 140) est interprété au synthétiseur par Isao Tomita sur le titre Fantasy Of The Clock de son album sus-cité[27].
- La cantate Was Mir Behagt Ist Nur Die Muntre Jagd (BWV 208) :
  - est reprise en version mêlant musique classique et musique africaine sur l'album Lambarena – Bach To Africa de 1993[7].
  - L'Aria Schafe können sicher weiden : 
    - est interprété au synthétiseur par Walter Carlos sur son album Switched on Bach 2 de 1973[12].
    - est interprété au synthétiseur par Isao Tomita sur le titre Early Bird de son album Bach Fantasy de 1996[27].
    - est utilisé par le groupe The Piano Guys sur le titre Begin Again de son album 2 de 2013[68].
- Le chœur final Jesus bleibet meine Freud (Jésus que ma joie demeure) de la cantate Herz und Mund und Tat und Leben (BWV 147) :
  - est repris en version jazz par le Trio Play Bach de Jacques Loussier sur son album Play Bach no 2 de 1960[17].
  - est interprété au synthétiseur par Walter Carlos sur son album Switched on Bach de 1968[22].
  - le thème est interprété à l'orgue Hammond par Jon Lord en introduction du titre You Fool No One de l'album Live In London de Deep Purple sorti en 1982, mais enregistré en 1974[69].
  - est repris au début de la chanson Lady Lynda, puis dans la mélodie chantée, par le groupe américain The Beach Boys sur son album L.A. (Light Album) de 1979[70].
  - est interprété au piano en version easy-listening par Richard Claydermann sur son album Ein Weihnachtstraum - Rêveries De Noël de 1982[71].
  - est interprété au synthétiseur par Graziano Mandozzi sur son album Bach Handel 300 de 1985[11].
  - est interprété au synthétiseur par Don Dorsey sur son album Bachbusters de 1985[49].
  - est interprété en version pour orgue, synthétiseur, basse et batterie par le groupe Kajem, sur le titre Jesu, Joy Of Man's Desiring de son album Kajem 3 de 1989[54] et sur son album Kajem on tour live de 1995, avec l'adjonction d'une guitare[5].
  - est repris en version mêlant musique classique et musique africaine sur l'album Lambarena – Bach To Africa de 1993[7].
  - est interprété au synthétiseur par Isao Tomita sur le titre Jesus, Joy Of Man's Desiring de son album Bach Fantasy de 1996[27].
  - est chanté par Dave sur le titre Ma terre dolorosa de son album Classique de 1998[32].
  - est utilisé par le groupe The Piano Guys sur le titre More Than Words de son album 2 de 2013[68].

#### Concertos brandebourgeois
- Le 1er mouvement (Allegro) du Concerto brandebourgeois no 2 en fa majeur (BWV 1047) : 
  - est interprété au synthétiseur par Walter Carlos sur son album By Request de 1975[59].
  - est interprété au synthétiseur par Graziano Mandozzi sur son album Bach Handel 300 de 1985[11].
- Le Concerto brandebourgeois no 3 en sol majeur (BWV 1048) :
  - est interprété dans son intégralité au synthétiseur par Walter Carlos sur son album Switched on Bach de 1968[22].
  - Le 1er mouvement (Allegro) :
    - est repris par le groupe The Nice sur le titre Ars Longa Vita Brevis, 3 rd Movement, Aceptance-Brandenburger de l'album Ars Longa Vita Brevis de 1968[72].
    - est interprété par Ed Starink sur l'album Synthétiseur 6 Les Plus Grands Thèmes Classiques de 1991[73].
- Le Concerto brandebourgeois no 5 en ré majeur (BWV 1050) est interprété dans son intégralité au synthétiseur par Walter Carlos sur son album Switched on Bach 2 de 1973[12].
- Le Concerto brandebourgeois no 6 en si bémol majeur (BWV 1051) :
  - Le 1er mouvement (Allegro) est utilisé par le groupe The Nice sur le titre en concert Country Pie / Brandenburg Concerto No 6 de son album Five Bridges de 1970[74].
  - Le 3e mouvement (Allegro) est reprise en version latino sur l'album Camerata Brasil - Bach in Brazil de 2000[16].

### Samuel Barber
- L'Adagio pour cordes :
  - Le thème initial est interprété au synthétiseur (avec une sonorité de cordes) par Jon Lord comme introduction de la chanson When A Blid Mind Cries de l'album Live at the Olympia '96 de Deep Purple sorti en 1997[réf. souhaitée].
  - est repris en version new age sur l'album Ancien Spirits de 1998[10].
  - est repris en version new age sur l'album Classics d'Era de 2009[35].
  - est chantée par Arielle Dombasle avec le groupe Era sur l'album Arielle Dombasle By Era de 2013[51].
  - est repris en version trance, électronique par le DJ Tiësto en 2004 dans son album Just Be.

### Béla Bartók
- Le groupe britannique de rock progressif Emerson, Lake and Palmer adapte l'Allegro barbaro (Sz. 49, BB 63) sur son titre The Barbarian, sur leur 1er album homonyme de 1970[46].

### Ludwig van Beethoven
- L'ouverture Egmont :
  - est utilisée comme fond sonore par Léo Ferré dans la chanson parlée Ludwig de son album L'Imaginaire de 1982[75].
  - est reprise par le groupe de heavy metal The Great Kat sur son mini-album Beethoven, Beethoven And The Reincarnation Of Beethoven de 2021[76].
- Le 3e mouvement (Allegretto ma non troppo) du Trio avec piano no 6 en mi bémol majeur, opus 70 no 2, est repris au synthétiseur par Stephan Kaske sur le titre Triolette de son album Plugged On Ludwig Von Beethoven de 1996[77].
- La Marche turque (Vivace), extraite des Ruines d'Athènes, est reprise par le groupe de heavy metal The Great Kat sur son mini-album Beethoven, Beethoven And The Reincarnation Of Beethoven de 2021[76].
- Un extrait[Lequel ?] d'un Quatuor à cordes Razumovsky » est repris par le groupe de heavy metal The Great Kat sur son album sus-cité[76].
- un extrait[Lequel ?] du Triple concerto est repris par le groupe de heavy metal The Great Kat sur le titre Triple Guitar Concerto de son album sus-cité[76].

#### Pièces pour violon
- Le 3e mouvement (Rondo allegro) du Concerto pour violon en ré majeur, Op. 61:
  - est repris au synthétiseur par Stephan Kaske sur le titre Per Via Aerea de son album Plugged On Ludwig Von Beethoven de 1996[77].
  - est repris par le groupe de heavy metal The Great Kat sur son mini-album Beethoven, Beethoven And The Reincarnation Of Beethoven de 2021[76].
- La Romance pour violon et orchestre no 2 :
  - est reprise en version easy-listening par le James Last Orchestra sur son album Classics Up To Date Vol. 2 de 1969[24].
  - est interprétée au piano en version easy-listening par Richard Claydermann sur son album Ein Weihnachtstraum - Rêveries De Noël de 1982[71].
  - est interprétée à la guitare électro-acoustique et à la guitare électrique par Alex Masi, accompagné par l'orchestre Karlsbad String Academy, sur son album In The Name of Beethoven de 2005[78].

#### Symphonies
- Le 4e mouvement (Scherzo) de la Symphonie no 3 est reprise au synthétiseur par Stephan Kaske sur le titre Eroicator de son album Plugged On Ludwig Von Beethoven de 1996[77].
- La Symphonie no 5 :
  - Un extrait de chaque mouvement est interprété par Les Quatre Barbus dans la chanson parodique La Pince à linge sur des paroles de Francis Blanche et Pierre Dac, sortie d'abord en 45 tours[79], puis sur leur album Les grands musiciens revus et corrigés par Les Quatre barbus de 1955[80].
  - Le thème du 1er mouvement (Allegro con brio) :
    - est repris par le groupe néerlandais Ekseption d'abord en single en 1970, avant qu'un extrait de la même pièce ne figure sur le titre The 5th sur son album Ekseption publié en 1969[23].
    - est inteprété par le groupe Electric Light Orchestra au début, au milieu et à la fin de la chanson Roll over Beethoven (elle-même reprise de Chuck Berry) de son album ELO 2 de 1973[81].
    - est citée par Léo Ferré à la fan de la chanson Les Artistes de son album La Frime de 1977[82].
    - est repris par le groupe de heavy metal The Great Kat sur les titres Beethoven on Speed et Beethoven Mosh de son album Beethoven On Speed de 1990[83].
    - est repris par le groupe précédent sur son mini-album Beethoven, Beethoven And The Reincarnation Of Beethoven de 2021[76].
    - est repris sur l'album Synthétiseur Classique de 1996[29].
    - est reprise au synthétiseur par Stephan Kaske sur le titre Destiny Majeur de son album Plugged On Ludwig Von Beethoven de 1996[77].
    - est interprété à la guitare électro-acoustique par Alex Masi sur son album In The Name of Beethoven de 2005[78].
    - est repris en version easy-listening par le Gino Martinelli Sound Orchestra sur le pot-pourri Medley 1 de son album Classics in Rock de 2007[34].
    - est utilisé par le groupe The Piano Guys sur le titre Beethoven's 5 Secrets de son album homonyme de 2012[45].

  - Le thème du 2e mouvement (Andante con moto) est repris en version easy-listening par le James Last Orchestra sur son album Classics Up To Date Vol. 2 de 1969[24].
- La Symphonie no 6 « Pastorale » :
  - Le 1er mouvement (Allegro ma non troppo) :
    - est cité dans la chanson Les Musiciens de Léo Ferré sur son album Il est six heures ici et midi à New York de 1979[84].
    - est repris au synthétiseur par Stephan Kaske sur le titre The Great Pastoral de son album Plugged On Ludwig Von Beethoven de 1996[77].
- La Symphonie no 7 :
  - Le 2e mouvement (Allegretto) : 
    - est repris dans Poème sur la 7e par Johnny Hallyday de son album Vie de 1970[85].
    - est repris en version new age sur l'album Ancien Spirits de 1998[10].
    - est interprété en version jazz (thème et dix variations) par le Trio Play Bach de Jacques Loussier sur son album Beethoven - Allegretto From Symphony No. 7 de 2003[86].
    - est utilisé par le groupe The Piano Guys sur le titre Moonlight de son album homonyme de 2012[45].

  - Le 3e mouvement (Presto) est repris en version easy-listening par le James Last Orchestra sur son album Classics Up To Date Vol. 2 de 1969[24].
- Le 3e mouvement (Tempo di menuetto) de la Symphonie no 8 est repris au synthétiseur par Stephan Kaske sur le titre Cuore Sportivo de son album Plugged On Ludwig Von Beethoven de 1996[77].
- La Symphonie no 9 :
  - Le début du 2e mouvement sert d'introduction à la chanson Hier kommt Alex du groupe Die Toten Hosen, sur l'album Ein kleines bisschen Horrorschau de 1988. Il s'agit d'une référence à Orange mécanique (le livre et le film), le personnage d'Alex DeLarge étant un amateur de Beethoven.
  - L'Ode à la joie (sur un poème de Schiller) du dernier mouvement :
    - est adaptée en 1981 par le groupe de hard rock Rainbow (groupe de Ritchie Blackmore) sur l'album Difficult to Cure et sa chanson éponyme[87], ainsi que sur son album Finyl Vinyl de 1986, enregistré en concert en 1984, mais cette fois-ci avec un orchestre[62].
    - La version de Rainbow est aussi interprétée en concert par le groupe de hard rock Deep Purple (autre groupe de Ritchie Blackmore) et apparait sur son album In the Absence of Pink - Knebworth '85 de Deep Purple sorti en 1991 mais enregistré en 1985[88], ainsi que sur son DVD Come Hell or High Water de 1994 sous le titre Beethoven[89].
    - Ce titre est aussi adapté par Don Airey (ancien claviériste de Rainbow et claviériste de Deep Purple) sur son album Keyed Up de 2014[90].
    - est interprétée au piano en version easy-listening par Richard Claydermann sur son album Ein Weihnachtstraum - Rêveries De Noël de 1982[71].
    - est interprétée au synthétiseur par Don Dorsey sur son album Beethoven Or Bust de 1988[91].
    - est utilisée par Michael Jackson en ouverture de sa chanson Will you be there de son album Dangerous de 1991[92],[93].
    - est reprise par le groupe Savatage sur le titre instrumental Memory (Dead Winter Dead Intro) de son album Dead Winter Dead de 1995[94].
    - est chantée par Dave sur le titre Quel que soit le coin de terre de son album Classique de 1998[32].
    - est reprise par le groupe français Heavenly sur le titre Ode to Joy de son album Carpe Diem de 2009[95],[96].
    - est reprise en version easy-listening par le Gino Martinelli Sound Orchestra sur le pot-pourri Medley 1 de son album Classics in Rock de 2007[34].
    - est utilisée par le groupe The Piano Guys sur le titre Ants Marching / Ode To Joy de son album Wonders de 2014[97].
- Le 3e mouvement du Concerto pour piano no 3 est adapté par le groupe Ekseption sur le titre Rondo de son album 3 de 1970[15].

#### Sonates pour piano
- Le dernier mouvement (Presto) de la Sonate no 6 en fa majeur est interprété au synthétiseur par Don Dorsey sur son album Beethoven Or Bust de 1988[91].
- La Sonate no 8 « Pathétique » :
  - Le 1er mouvement est repris dans le clip Marry the Night de la chanteuse Lady Gaga de 2010.
  - Le thème du 2e mouvement (Adagio) :
    - est repris en version easy-listening par le James Last Orchestra sur son album Classics Up To Date Vol. 2 de 1969[24].
    - est repris par le groupe Ekseption sur le titre Concerto de son album Beggar Julia's Time Trip de 1970[50].
    - est chanté en version synthpop par Louise Tucker sur le titre Midnight Blue de l'album homonyme de 1982[98]
    - est chanté par Michèle Torr dans la reprise française Midnight Blue en Irlande de son album homonyme de 1983[99].
    - est repris en version pour soprano, hautbois, synthétiseur, basse et batterie par le groupe Kajem, sur le titre Adagio Cantabile de son album Kajem 3 de 1989[54].
    - est repris au synthétiseur par Stephan Kaske sur le titre Mythetique de son album Plugged On Ludwig Von Beethoven de 1996[77].
    - est arrangé au piano par Rick Wakeman sur le titre Pathetique de son album Classical Variations de 2001[100].
    - est repris en version easy-listening par le Gino Martinelli Sound Orchestra sur le pot-pourri Medley 2 : Baroque suite de son album Classics in Rock de 2007[34].
    - est chanté par Dave sur le titre Ils s'en vont de son album Classique de 1998[32].
    - est utilisé par le groupe The Piano Guys sur le titre You Say / Sonata Pathétique de son album 10 de 2020[101] ;
- La Sonate no 14 Op. 27 no 2 « Au clair de lune » :
  - est interprétée dans son intégralité au synthétiseur par Don Dorsey sur son album Beethoven Or Bust de 1988[91].
  - est interprétée dans son intégralité à la guitare électro-acoustique par Alex Masi sur son album In The Name of Beethoven de 2005[78].
  - Le thème du 1er mouvement : 
    - est repris sur le titre The 5th de l'album Ekseption du groupe éponyme publié en 1969[23].
    - est interprété au piano en version easy-listening par Richard Claydermann sur son album Ein Weihnachtstraum - Rêveries De Noël de 1982[71].
    - est repris en version new age, avec Hennie Bekker (en) au Synclavier accompagné de sons de la nature enregistrés par Dan Gibson, sur l'album Les Plus Beaux Chefs-D'œuvre Classiques De La Relaxation de 1991[28].
    - est repris en version pour orgue, synthétiseur, basse et batterie par le groupe Kajem, sur le titre Adagio de son album homonyme de 1985[4].
    - est repris sur l'album Synthétiseur Classique de 1996[29].
    - inspire la musique The Great Event de l'album de Leonard Cohen More Best of Leonard Cohen de 1997[102],.
    - apparait sur Bakkou (L.va.Beethoven Piano Sonata [Bakkou] yori) sur l'album Mikan no Gosenfu to Kurayami no Meikyuu de 2000 du groupe de visual kei Amadeus[réf. souhaitée].
    - un extrait est joué par Stuart « Stu » Hamm, le bassiste de Joe Satriani, sur le titre Bass solo de l'album de ce dernier Live in San Francisco de 2001[103].
    - est combiné en version jazz avec le thème du 2e mouvement de la Symphonie no 7, par le Trio Play Bach de Jacques Loussier sur la Variation 7 de son album Beethoven - Allegretto From Symphony No. 7 de 2003[86].
    - est repris en version acoustique de Hier Kommt Alex des Toten Hosen, sur l'album Nur zu Besuch: Unplugged im Wiener Burgtheater - 2005.
    - est joué dans la chanson À fleur de toi (2007 de Vitaa, extraite de son album homonyme de 2007[104] ;
    - est interprété intégralement au piano par Alan Wilder du groupe Depeche Mode sur son maxi CD Little 15 de 1988[105].
    - est repris au synthétiseur par Stephan Kaske sur le titre Moonrize de son album Plugged On Ludwig Von Beethoven de 1996[77].
    - est repris en version new age sur l'album Ancien Spirits de 1998[10].
    - est interprété en version mêlant musique latine et flamenco par le guitariste argentin Gustavo Montesano accompagné par le Royal Philharmonic Orchestra sur le titre Moonlight Rumba de son album Flamenco Fantasy de 2001[33].
    - est repris en version new age par Era sur la chanson I'm No Angel de son album Classics II de 2010[44].
    - est utilisé par le groupe The Piano Guys sur le titre Moonlight de son album homonyme de 2012[45].
- Le 2e mouvement (Scherzo ; Allegretto vivace) de la Sonate no 18 en mi bémol majeur est interprété au synthétiseur par Don Dorsey sur son album Beethoven Or Bust de 1988[91].
- La Sonate no 21 « Waldstein » :
  - Le 1er mouvement (Allegro con brio) est interprété à la guitare électro-acoustique par Alex Masi sur son album In The Name of Beethoven de 2005[78].
  - Le 3e mouvement (Rondo, Allegretto moderato, Prestissimo) est repris au synthétiseur par Stephan Kaske sur le titre Rocky Forrest de son album Plugged On Ludwig Von Beethoven de 1996[77].
- Le thème du 1er mouvement de la Sonate no 23 « Appassionata » est repris par Serge Gainsbourg dans la chanson Ma lou Marilou sur son album L'Homme à tête de chou de 1976[106].

#### Bagatelles pour piano
- La Bagatelle Op. 119 no 6 en sol majeur (Andante-Allegretto) est interprétée au synthétiseur par Don Dorsey sur son album Beethoven Or Bust de 1988[91].
- La Bagatelle Op. 126 no 2 en sol mineur (Allegro) est interprétée au synthétiseur par Don Dorsey sur son album sus-cité[91].
- La Bagatelle Op. 33 no 7 en la bémol majeur (Presto) est interprétée au synthétiseur par Don Dorsey sur son album sus-cité[91].

#### Pièces diverses pour piano
- La célèbre Lettre à Élise en la mineur :
  - Le thème principal est chanté par Anne Sylvestre dans sa chanson Lettre ouverte à Élise en 1973[107].
  - Le thème est interprété à l'orgue Hammond par Jon Lord durant son solo figurant sur l'album This Time Around (Live In Tokyo) de Deep Purple, sorti en 2001 mais enregistré en 1975[réf. souhaitée].
  - Le thème est utilisé par le groupe Accept au cours du solo de guitare de la chanson Metal Heart de l'album homonyme en 1985.
  - est interprétée au synthétiseur par Don Dorsey sur son album Beethoven Or Bust de 1988[91].
  - Le thème est repris par le groupe Dimmu Borgir au cours du solo de guitare de la chanson Metal Heart (reprise de la précédente) de son EP Godless Savage Garden de 1998.
  - Le thème est interprété au piano électrique par Jon Lord durant son solo servant d'introduction à la chanson Knocking at Your Back Door de l'album Nobody's Perfect de Deep Purple sorti en 1988.
  - est interprétée par Ed Starink sur l'album Synthétiseur 6 Les Plus Grands Thèmes Classiques de 1991[73].
  - est reprise sur l'album Synthétiseur Classique de 1996[29].
  - est reprise au synthétiseur par Stephan Kaske sur le titre Elisette de son album Plugged On Ludwig Von Beethoven de 1996[77].
  - est interprétée en version mêlant musique latine et flamenco par le guitariste argentin Gustavo Montesano accompagné par le Royal Philharmonic Orchestra sur le titre Fandango For Elise de son album Flamenco Fantasy de 2001[33].
  - est reprise par le groupe The Piano Guys sur le titre Für Elise Jam de son album 10 de 2020[101]
- Le rondo inachevé Colère pour un sou perdu Op. 129 est interprété au synthétiseur par Don Dorsey sur son album Beethoven Or Bust de 1988[91].
- Les Six Écossaises en mi bémol majeur (WoO 83) sont interprétées au synthétiseur par Don Dorsey sur son album sus-cité[91].
- Le thème et certaines des Variations héroïques Op. 35 sont interprétées au synthétiseur par Don Dorsey sur son album sus-cité[91].
- Le Menuet en sol majeur (WoO 10) est repris par le groupe de heavy metal The Great Kat sur son mini-album Beethoven, Beethoven And The Reincarnation Of Beethoven de 2021[76].

### Hector Berlioz
- Le 4e mouvement (Marche au supplice) de la Symphonie fantastique est repris en version easy-listening par le James Last Orchestra sur le titre Trumpet conversation de son album Classics de 1973[43].

### Leonard Bernstein
- L'opéra West Side Story :
  - L'air de la chanson America :
    - est repris en version instrumentale par The Nice sur le titre America (2nd Amendement) de l'album Ars Longa Vita Brevis de 1968[72].
    - est repris en version easy-listening instrumentale par le Vienna Symphonic Roch Orchestra sur son album West Side Story / Porgy And Bess de 1990[108].
    - est interprété à l'orgue Hammond par Jon Lord durant le titre Space Truckin' de l'album In the Absence of Pink - Knebworth '85 de Deep Purple sorti en 1991, mais enregistré en 1985[réf. souhaitée].
    - est repris en version easy-listening instrumentale par le Gino Martinelli Sound Orchestra sur son album Classics in Rock de 2007[34].

  - Les airs Maria ; Tonight ; Somewhere et One Hand, One Heart sont également repris :
    - par le Symphonic Roch Orchestra sur son album West Side Story / Porgy And Bess de 1990[108].
    - par le Gino Martinelli Sound Orchestra sur son album Classics in Rock de 2007[34].

### Ronald Binge
- Elizabethan Serenade :
  - est chantée en version synthpop par Louise Tucker sur le titre Only for You de l'album Midnight Blue de 1982[98].
  - est reprise en version pour orgue, synthétiseur, basse et batterie par le groupe Kajem, sur le titre Elisabeth Serenade de son album Kajem 2 de 1987[8].

### Georges Bizet
- L'opéra Carmen :
  - Le Prélude (avec la Marche des Toréadors) de l'Acte I : 
    - est interprété par Ed Starink sur le titre La Marche des Torédors de l'album Synthétiseur 5 Les Plus Grands Thèmes Classiques de 1990[109].
    - est repris en version easy-listening par le Gino Martinelli Sound Orchestra sur le pot-pourri Medley 1 de son album Classics in Rock de 2007[34].

  - La Marche des Toréadors est reprise en version easy-listening par le James Last Orchestra sur son album Classics Up To Date de 1966[110].
  - L'habanera L'amour est un oiseau rebelle : 
    - est reprise en version easy-listening par le James Last Orchestra sur son album sus-cité[110].
    - est reprise dans la chanson Carmen du chanteur belge Stromae sur son album Racine carrée de 2013[111].

  - Des thèmes[Lesquels ?] sont repris en version mêlant musique symphonique et musique électronique par le musicien allemand Matthias Arfmann (de) sur son album Presents Ballet Jeunesse de 2016[112].
- La musique de scène L'Arlésienne est interprétée par Ed Starink sur l'album Synthétiseur 6 Les Plus Grands Thèmes Classiques de 1991[73].

### Léon Boëllmann
- La Suite Gothique pour Orgue op. 25 :
  - La pièce Toccata en Do mineur est interprétée en version pour orgue, synthétiseur, basse et batterie par le groupe Kajem, sur le titre Toccata In C-mineur de son album homonyme de 1985[4].
  - Ce même groupe reprend La Suite dans son intégralité (Introduction-choral, Menuet gothique, Prière à Notre-Dame, Toccata) sur son album Suite Gothique de 1994[6].
  - Ce même groupe reprend Introduction-choral et Toccata sur son album Kajem on tour live de 1995, avec l'adjonction d'une guitare[5].

### Carl Bohm
- Le Lieder Still wie die Nacht op. 326 no 27 est repris en version easy-listening par le James Last Orchestra sur son album Classics de 1973[43].

### Alexandre Borodine
- Le 3e mouvement (Andante-Notturno') du Quatuor à cordes no 2 en ré majeur est repris en version easy-listening par le James Last Orchestra sur son album Classics Up To Date de 1966[110].
- Le thème des Danses polovtsiennes de l'opéra Le Prince Igor :
  - est repris en version easy-listening par le James Last Orchestra sur son album Classics Up To Date Vol. 2 de 1969[24].
  - est repris par le rappeur américain Warren G et la chanteuse Sissel Kyrkjebø reprennent dans la chanson Prince Igor de 1997.

### Eugène Bozza
- L'Aria pour saxophone est repris en version easy-listening par le Gino Martinelli Sound Orchestra sur son album Classics in Rock de 2007[34].

### Johannes Brahms
- Un thème du 3e mouvement (Un poco allegretto e grazioso) de la Symphonie no 1 est repris en version easy-listening par le James Last Orchestra sur son album Classics Up To Date Vol. 6 de 1984[113].
- Le thème du 3e mouvement de la 3e symphonie est repris :
  - en version easy-listening par le James Last Orchestra sur son album sur son album Classics de 1973[43].
  - dans Baby alone in Babylone par Jane Birkin (paroles de Serge Gainsbourg)
  - dans Quand tu dors près de moi par Yves Montand (paroles de Françoise Sagan)
  - dans Juste quelqu'un de bien, de Enzo Enzo.
  - sur l'album Synthétiseur Classique de 1996[29].
- La danse hongroise no 5 :
  - est reprise en version easy-listening par le James Last Orchestra sur son album Classics Up To Date de 1966.
  - est interprétée par Ed Starink sur l'album Synthétiseur 5 Les Plus Grands Thèmes Classiques de 1990.
  - est reprise en version easy-listening par le Gino Martinelli Sound Orchestra sur le pot-pourri Medley 4 : Vienese suite de son album Classics in Rock de 2007.
  - est reprise par Lara Fabian en 2020 dans le titre Nos cœurs à la fenêtre.
  - est utilisé par Insania dans le solo de The Last Hymn to Life, sur l'album V (Praeparatus Supervivet) de 2021.
- La Valse op.39 no 15 : 
  - est reprise en version easy-listening par le James Last Orchestra sur son album Classics Up To Date de 1966[110].
  - est interprétée par Ed Starink sur l'album Synthétiseur 6 Les Plus Grands Thèmes Classiques de 1991[73].
- Le thème du deuxième mouvement du Sextor à cordes n°1 est repris par Dave en 1976 dans la chanson La décision, version française de My decision enregistrée en 1975 par Frank Farian.

### Benjamin Britten
- La pièce orchestrale The Young Person's Guide to the Orchestra est jouée en ouverture des concerts du supergroupe Anderson, Bruford, Wakeman, Howe (constitués d'anciens membres de Yes), et figure sur leur album en concert An Evening Of Yes Music Plus de 1993[114].

### Max Bruch
- Le 2e mouvement (Adagio) du Concerto pour violon no 1 en sol mineur est repris en version easy-listening par le James Last Orchestra sur son album Classics Up To Date de 1966[110], ainsi que sur son album Ein Festliches Konzert Zur Weihnachtszeit Mit James Last de 1979[36].

### Giulo Caccini
- L'Ave Maria, qu'on lui attribue, est repris en version new age sur l'album Classics d'Era de 2009[35].

### Frédéric Chopin
- La Fantaisie-Impromptu est reprise en version easy-listening par le James Last Orchestra sur son album Classics Up To Date Vol. 3 de 1974[115].
- La Berceuse est reprise en version easy-listening par le James Last Orchestra sur son album Classics Up To Date Vol. 4 de 1976[116].
- La Ballade no 1 en sol mineur, op. 23 est reprise en version easy-listening (sur un tempo lent) par le James Last Orchestra sur son album Classics Up To Date Vol. 6 de 1984[113].
- La célèbre Marche funèbre, 3e mouvement (Adagio) de la Sonate pour piano no 2, est reprise par le groupe de heavy metal The Great Kat sur son album Beethoven on Speed de 1990[83].

#### Valses
- La valse Op 64 no 2 inspire le single Amies Ennemies chanté par Nâdiya en 2006[117].
- La valse Op 69 no 1 est interprétée à l'accordéon par Richard Galliano sur son album Valses de 2020[118].
- La valse Op 69 no 2 est interprétée à l'accordéon par Richard Galliano sur son album sus-cité[118].

#### Préludes
- Le Prélude no 4 en mi mineur :
  - est repris dans Jane B par Jane Birkin sur des paroles de Serge Gainsbourg.
  - est repris en version pour orgue, synthétiseur, basse et batterie par le groupe Kajem, sur le titre Prelude de son album Kajem 2 de 1987[8].
  - on peut aussi entendre cette œuvre dans That's My People du groupe de rap français Suprême NTM.
- Le Prélude no 10 en do dièse mineur « de la goutte d'eau » est utilisé par le groupe The Piano Guys sur le titre Lose You To Love Me de son album 10 de 2020[101].
- Le Prélude no 20 en do mineur :
  - est utilisé dans la chanson Could It Be Magic de Barry Manilow de 1973[119].
  - est repris dans Le Temps qui court , adaptation française du titre précédent par Alain Chamfort en 1975[120].
  - est utilisée par le groupe The Piano Guys sur le titre Kung Fu Piano: Cello Ascends Wonders de 2014[97].

#### Études
- L’étude no 3 Tristesse est reprise :
  - en version easy-listening par le James Last Orchestra sur de titre In Mir Klingt Ein Lied de son album Classics Up To Date Vol. 3 de 1974[115].
  - en 1984 par Charlotte et Serge Gainsbourg dans une chanson intitulée Lemon Incest.
  - sur l'album Synthétiseur Classique de 1996[29].
- Serge Gainsbourg utilise l'Étude no 9 en fa mineur dans la chanson Dépression au-dessus du jardin chantée par Catherine Deneuve (album Souviens-toi de m’oublier, 1981).

#### Nocturnes
- Les vingt-et-un nocturnes sont interprétés en version jazz par Jacques Loussier sur son album Solo Piano - Impressions On Chopin's Nocturnes[121].
- Le nocturne no 2 en mi bémol majeur opus 9 no 2 est repris :
  - en version new age, avec Hennie Bekker (en) au Synclavier accompagné de sons de la nature enregistrés par Dan Gibson, sur l'album Les Plus Beaux Chefs-D'Œuvre Classiques De La Relaxation de 1991.
  - dans la chanson Collateral Damage (2e partie de United States Of Eurasia) du groupe Muse[réf. nécessaire].
- Le nocturne no 8 en ré bémol majeur opus 27 no 2 est repris en version easy-listening par le James Last Orchestra sur son album Classics Up To Date Vol. 5 de 1978[122].
- Le nocturne no 12 en sol majeur opus 37 no 2 est repris en version easy-listening par le James Last Orchestra sur son album sus-cité[122].

### Dmitri Chostakovitch
- La Valse 2 de la Suite pour orchestre de variété n° 1 :
  - est interprétée par André Rieu et son orchestre lors de la mi-temps d'une finale[Laquelle ?] de coupe d'Europe de football[réf. nécessaire].
  - est interprétée à l'accordéon par Richard Galliano sur son album Valses de 2020[118].

### Jeremiah Clarke
- Son célèbre Trumpet Voluntary :
  - est repris en version pour orgue, synthétiseur, basse et batterie par le groupe Kajem, sur son album Kajem 2 de 1987[8] et sur son album Kajem on tour live de 1995[5].
  - est utilisé dans la chanson Waiting for You de l'album Fires at Midnight (2001) du groupe Blackmore's Night.
  - est repris en version easy-listening par le Gino Martinelli Sound Orchestra sur le pot-pourri Medley 1 de son album Classics in Rock de 2007[34].

### Aaron Copland
- Hoe-Down du ballet Rodeo (1942) est reprise par Emerson, Lake and Palmer sous le titre Hoedown sur leur album Trilogy en 1972, ainsi que sur leur album enregistré en concert Welcome Back My Friends to the Show That Never Ends de 1974.
- Ce même groupe reprend Fanfare for the Common Man sur leur album Works Volume I de 1977 et ensuite sur plusieurs de leurs albums en concert.

### Arcangelo Correli
- Le Concerto pour la nuit de Noël est repris en version easy-listening par le James Last Orchestra sur son albumEin Festliches Konzert Zur Weihnachtszeit Mit James Last de 1979[36].

### César Cui
- L'Orientale, extraite du cycle Kaleidoscope, un recueil de vingt-quatre Miniatures pour violon et piano, est reprise en version easy-listening par le James Last Orchestra sur son album Classics Up To Date Vol. 3 de 1974[115].

### Claude Debussy
- La pièce pour flûte traversière Syrinx est interprétée en version jazz par le Trio Play Bach de Jacques Loussier sur son album Plays Debussy de 2000[123].

#### Œuvres pour orchestre
- Le Prélude à l'Après-midi d'un faune :
  - est interprété au synthétiseur par Isao Tomita sur son album Firebird de 1976[124].
  - La phrase de flûte est citée dans la chanson Les Musiciens de Léo Ferré sur son l'album Il est six heures ici et midi à New York de 1979[réf. souhaitée].
  - est repris en version new age, avec Hennie Bekker (en) au Synclavier accompagné de sons de la nature enregistrés par Dan Gibson, sur l'album Les Plus Beaux Chefs-D'Œuvre Classiques De La Relaxation de 1991[28].
  - est interprété en version jazz par le Trio Play Bach de Jacques Loussier sur son album Plays Debussy de 2000[123].
  - est repris en version mêlant musique symphonique et musique électronique par le musicien allemand Matthias Arfmann (de) sur son album Presents Ballet Jeunesse de 2016[112].

#### Œuvres pour piano
- La Suite Bergamasque :
  - Clair De Lune (no 3) :
    - est interprété au synthétiseur par Isao Tomita sur son album Snowflakes are Dancing de 1974[125].
    - est repris en version new age, avec Hennie Bekker (en) au Synclavier accompagné de sons de la nature enregistrés par Dan Gibson, sur l'album Les Plus Beaux Chefs-D'Œuvre Classiques De La Relaxation de 1991[28].
    - est interprété en version jazz par le Trio Play Bach de Jacques Loussier sur son album Plays Debussy de 2000[123].

  - Passepied (no 4) est interprété au synthétiseur par Isao Tomita sur son album Snowflakes are Dancing de 1974[125].
- La suite Children's Corner :
  - La neige danse (no 4) est interprétée au synthétiseur par Isao Tomita sur son album sus-cité[125].
  - La Marche de la poupée de chiffon (no 6) est interprétée au synthétiseur par Isao Tomita sur son album sus-cité[125].
- Les Estampes :
  - Jardins sous la pluie (no 3) est interprété au synthétiseur par Isao Tomita sur son album sus-cité[125].
- Les Préludes :
  - Des pas sur la neige (livre I, no 6) est interprété au synthétiseur par Isao Tomita sur son album sus-cité[125].
  - La fille aux cheveux de lin (livre I, no 8) :
    - est interprétée au synthétiseur par Isao Tomita sur son album sus-cité[125].
    - est interprétée en version jazz par le Trio Play Bach de Jacques Loussier sur son album Plays Debussy de 2000[123].

  - La cathédrale engloutie (livre I, no 10) :
    - est interprétée au synthétiseur par Isao Tomita sur son album Snowflakes are Dancing de 1974[125], ainsi que sur son album Live In New York - Back To The Earth de 1988[60].
    - est interprétée en version jazz par le Trio Play Bach de Jacques Loussier sur son album Plays Debussy de 2000[123].
- La Rêverie :
  - est interprétée au synthétiseur par Isao Tomita sur son album Snowflakes are Dancing de 1974[125].
  - est reprise en version easy-listening par le James Last Orchestra sur son album Classics Up To Date Vol. 6 de 1984[113].
  - est interprétée par Ed Starink sur l'album Synthétiseur 6 Les Plus Grands Thèmes Classiques de 1991[73].
  - est reprise en version new age, avec Hennie Bekker (en) au Synclavier accompagné de sons de la nature enregistrés par Dan Gibson, sur l'album Les Plus Beaux Chefs-D'Œuvre Classiques De La Relaxation de 1991[28].
  - est interprétée en version jazz par le Trio Play Bach de Jacques Loussier sur son album Plays Debussy de 2000[123].
- L'Arabesque no 1 : 
  - est interprétée au synthétiseur par Isao Tomita sur son album Snowflakes are Dancing de 1974[125].
  - est interprétée en version jazz par le Trio Play Bach de Jacques Loussier sur son album Plays Debussy de 2000[123].
- L'Arabesque no 2 est interprétée au synthétiseur par Isao Tomita sur son album Clair De Lune - Ultimate Edition de 2012[126].
- L'Isle joyeuse est interprétée en version jazz par le Trio Play Bach de Jacques Loussier sur son album Plays Debussy de 2000[123].

### Grigoras Dinicu
- La pièce pour violon Hora staccato :
  - est interprétée au synthétiseur par Isao Tomita sur son album Kosmos de 1978[55].
  - est reprise en version easy-listening par le Gino Martinelli Sound Orchestra sur le pot-pourri Medley 4 : Vienese suite de son album Classics in Rock de 2007[34].

### William Ralph Driffill
- La Toccata en Fa mineur est reprise en version pour orgue, synthétiseur, basse et batterie par le groupe Kajem, sur le titre Toccata de son album Kajem 3 de 1989[54].

### Paul Dukas
- La Fanfare du ballet La Péri est interprétée au synthétiseur par Isao Tomita sur son album Live In New York - Back To The Earth de 1988[60].

### Maurice Duruflé
- Le Pie Jesu de son Requiem est repris par Michael Jackson en ouverture de sa chanson Little Susie (album History, 1995)

### Antonín Dvořák
- La Symphonie du nouveau monde :
  - 1er mouvement :
    - Un thème est repris dans la chanson Initials B.B. par Serge Gainsbourg[réf. souhaitée].
    - Un autre thème est arrangé au piano par Rick Wakeman sur le titre Variations of the New Word Symphony de son album Classical Variations de 2001[100].
    - Des thèmes sont repris en version mêlant musique symphonique et musique électronique par le musicien allemand Matthias Arfmann (de) sur son album ReComposed de 2005[127].

  - Le thème principal du 2e mouvement :
    - est repris en version easy-listening par le James Last Orchestra sur son album Classics Up To Date de 1966[110].
    - est interprété au synthétiseur par Isao Tomita sous le titre Goin' Home de son album Live In New York - Back To The Earth de 1988. Le musicien japonais y est accompagné par la soprano Clamma Daio, la chorale de la Cathédrale Saint-Jean-le-Théologien de New York, le pianiste Nikolaï Demidenko, la violoniste Mariko Senju, Chen Yin au pipa et Gorö Yamagushi au shakuachi[60].
    - est interprété par Ed Starink sur l'album Synthétiseur 6 Les Plus Grands Thèmes Classiques de 1991[73].
    - est arrangé au piano par Rick Wakeman sur le titre Variations of the New Word Symphony de son album Classical Variations de 2001[100].

  - Le 4e mouvement :
    - est repris dans The Wizard's Last Rhymes par le groupe italien de metal symphonique Rhapsody of Fire.
    - est repris par le groupe The Nice en ouverture et au milieu du titre America de l'album Ars Longa Vita Brevis de 1968[72].
    - est interprété à l'orgue Hammond par Jon Lord durant le titre Space Truckin' de l'album In the Absence of Pink - Knebworth '85 de Deep Purple sorti en 1991, mais enregistré en 1985[réf. souhaitée].
    - est chanté par Dave sur le titre Lutèce et le nouveau monde de son album Classique de 1998[32].
    - est arrangé au piano par Rick Wakeman sur le titre Variations of the New Word Symphony de son album Classical Variations de 2001[100].
    - Des thèmes sont repris en version mêlant musique symphonique et musique électronique par le musicien allemand Matthias Arfmann (de) sur son album ReComposed de 2005[127].

  - En 2016, à l'occasion des 130 ans de la statue de la Liberté à New-York, les quatre mouvements sont repris en version rock par Francis Décamps, ancien claviériste du groupe Ange, accompagné par l'Orchestre Victor Hugo Franche-Comté et des enfants de l'OrKestre TaKajouer du Pays de Montbéliard, formé en sa majorité d'enfants issus de l'immigration et dirigés par René Bosc qui joue aussi de la guitare. Aux claviers et à l'accordéon, Francis y est également entouré de Pascal Gutman au stick Chapman, Thomas Lotz aux claviers et la japonaise Senri Kawaguchi à la batterie. Le 26 octobre, la prestation est présentée en streaming sur la scène de Numerica, pôle numérique de Franche-Comté, puis diffusée sur YouTube deux jours plus tard, date de l'inauguration de l'œuvre d'Auguste Bartholdi, le 28 octobre 1886. Après deux années de finalisation et de mixage, avec les mêmes musiciens et Damien Chopard (des Gens de la Lune) à la guitare, le CD The Gift sort officiellement le 17 mai 2018[128],[129].
- La Danse slave no 10 en mi mineur est reprise en version easy-listening par le James Last Orchestra sur son album Classics Up To Date Vol. 2 de 1969[24].
- Le 2e mouvement (Lento) du Quatuor à cordes no 12 « Américain » est utilisé par le groupe The Piano Guys sur le titre Happier de son album 10 de 2020[101].

### Edward Elgar
- La marche Pomp and Circumstance est interprétée au synthétiseur par Walter Carlos sur son album By Request de 1975[59].

### Manuel de Falla
- La danse du feu, extraite du ballet L'amour sorcier, est interprétée par Ed Starink sur l'album Synthétiseur 5 Les Plus Grands Thèmes Classiques de 1990[109].

### Bernard Flies
- La berceuse Schlafe, mein Prinzchen, schlaf ein, longtemps attribuée à Mozart, est reprise en une version mêlant musique classique et musique arabe par Hughes de Courson sur le titre Mahdiyat de son album Mozart l'Égyptien de 1997[130].

### Gabriel Fauré
- La Pavane
  - est interprétée en version pour orgue, synthétiseur, basse et batterie par le groupe Kajem, sur le titre Pavane de son album homonyme de 1985[4].
  - est arrangée au piano par Rick Wakeman sur son album Classical Variations de 2001[100].
  - est reprise par le groupe Jethro Tull sur son album The Jethro Tull Christmas Album en 2003[40].
  - est utilisée par le groupe The Piano Guys sur le titre Titanium / Pavane de son album homonyme de 2012[45].
- La Berceuse, Op. 16 pour violon et piano, est arrangée au piano par Rick Wakeman sur son album Classical Variations de 2001[100].

### Baldassare Galuppi
- Le Largo en ré mineur de la Sonate no 3 pour clavecin est repris en version pour orgue, synthétiseur, basse et batterie par le groupe Kajem, sur le titre Largo de son album Kajem 2 de 1987[8].

### George Gershwin
- La Rhapsody in Blue :
  - est reprise par le groupe Ekseption sur son album homonyme de 1969[23].
  - est interprétée au synthétiseur par Isao Tomita, accompagné par le pianiste Nikolaï Demidenko, sur son album Live In New York - Back To The Earth de 1988[60].
  - est interprété par Ed Starink sur l'album Synthétiseur 6 Les Plus Grands Thèmes Classiques de 1991[73].
  - est reprise en version easy-listening par le Gino Martinelli Sound Orchestra sur le pot-pourri Medley 1 de son album Classics in Rock de 2007[34].
- L'opéra Porgy and Bess :
  - Les airs I Got Plenty Of Nothing ; Summertime ; I Love You, Porgy ; It Ain't Necessarily So ; Bess, You Are My Woman Now ; There's A Boat, That's Leavin' Soon For New York sont repris :
    - en version easy-listening instrumentale par le Vienna Symphonic Roch Orchestra sur son album West Side Story / Porgy And Bess de 1990[108].
    - Le titre "Summertime" est samplé par le groupe américain Sublime dans leur album Sublime de 1996 sous le titre "Doin' Time". La chanteuse Lana Del Rey fait sa propre version de ce titre en 2019.
    - en version easy-listening instrumentale par le Gino Martinelli Sound Orchestra sur son album Classics in Rock de 2007[34].

### Carlo Gesualdo
- Le madrigal Se la mia morte brami est repris par le groupe italien de métal progressif Gardejia sur son album Immortal de 2019[131].

### Remo Giazotto
- L’Adagio d’Albinoni, composé par Remo Giazotto :
  - est interprété par Tino Rossi, Danielle Darrieux, Marie-José, Colette Deréal en 1961 sous le titre Tout le bonheur du monde, une adaptation de Christian Jollet et Jacques Plait sur un arrangement de Armand Canfora.
  - est interprété par France Gall en 1963 sur son 1er 45 tours intitulé J'entends cette musique, sur des paroles écrites par son père Robert Gall et la musique de l'adagio arrangée par le compositeur Jacques Datin.
  - est interprété par Mouloudji en 1969 sous le titre L'Adagio du Pont Caulaincourt (album Chansons pour ma mélancolie), arrangé par François Rauber.
  - est adapté par le groupe Ekseption sur son album Beggar Julia's Time Trip de 1970[50].
  - est repris en version easy-listening par le James Last Orchestra sur son album Classics Up To Date Vol. 4 de 1976[116].
  - est repris par Brian Auger & The Trinity en 1969 sous le titre Adagio per Archi e Organo sur le disque Befour.
  - est interprété par The Doors en 1978 sous le titre The Severed Garden qui, sur un des poèmes écrits et enregistrés par Jim Morrison en 1970 A feast of friends, est accompagné sur la musique de l’Adagio sur l’album posthume An American Prayer. Cette version sera incluse en 1991 dans le film The Doors. Une version instrumentale du morceau est également présente sur l'album Waiting for the Sun dans sa réédition de 2008.
  - est chanté en version synthpop par Louise Tucker sur le titre Graveyard Angel de son album Midnight Blue de 1982[98].
  - est interprété par Nana Mouskouri en 1988 sur son album Classique qui le vocalise sous le titre Adagio.
  - est joué par le guitariste Yngwie Malmsteen sur son 1er album de hard rock instrumental Yngwie J. Malmsteen's Rising Force en 1984 sous le titre Icarus' Dream Suite Op. 4.
  - par Mireille Mathieu qui l’enregistre en 1991 en espagnol sous le titre Vivir de Sueños dans l’album Una Mujer (texte de Carlos Toro) et en français sous le titre Enfants d'amour et d'avenir (texte de Jean-Marie Moreau) dans l’album Mireille Mathieu.
  - est interprété par Ed Starink sur l'album Synthétiseur 5 Les Plus Grands Thèmes Classiques de 1990[109].
  - est repris sur l'album Synthétiseur Classique de 1996[29].
  - est repris en version new age sur l'album Ancien Spirits de 1998[10].
  - est interprété par la chanteuse Lara Fabian en 1999 sous le titre Adagio (interprété en anglais et en italien sur des paroles de Lara Fabian, Rick Allison et Charles David Pickell).
  - est repris dans Albinoni vs Stars Wars de Sigue Sigue Sputnik et dans l'introduction de Juana la Italiana de Conexión Salsera (groupe de timba, une musique cubaine proche de la salsa).
  - est inclus sur le morceau Velvet Blues d'Avril.
  - est interprété en version jazz par le Trio Play Bach de Jacques Loussier sur son album Baroque Favorites de 2001[132].
  - est interprété en version mêlant musique latine et flamenco par le guitariste argentin Gustavo Montesano accompagné par le Royal Philharmonic Orchestra sur le titre Tango Adagio de son album Flamenco Fantasy de 2001[33].
  - est interprété par la chanteuse Libanaise Majida El Roumi en 2005 sous le titre de Habibi.
  - est repris en version mêlant musique symphonique et musique électronique par le musicien allemand Matthias Arfmann (de) sur son album ReComposed de 2005[127].
  - est chanté par Luc Arbogast dans un prime de la saison 2 de The Voice, la plus belle voix en 2013 et sous le titre Eden sur son album Odysseus.
  - est repris en version new age par Era sur la chanson Abbey Road Blues de son album Classics II de 2010[44].

### Alberto Ginastera
- Toccata concertata, dernier mouvement du Concerto pour piano no 1 est adapté par Emerson, Lake and Palmer sur le titre Toccata de leur album Brain Salad Surgery en 1973[133], ainsi que l'année suivante sur leur album enregistré en concert Welcome Back My Friends to the Show That Never Ends[134].

### Radamès Gnatali
- Les pièces Remexendo et Variações Sobre O Samba Do Urubú sont reprises en version latino sur l'album Camerata Brasil - Bach in Brazil de 2000[16].

### Charles Gounod
- L'Ave Maria, inspiré du Prélude no 1 de Bach :
  - est repris en version easy-listening par le James Last Orchestra sur son album Weihnachten & James Last de 1973[135].
  - est interprété au piano en version easy-listening par Richard Claydermann sur son album Ein Weihnachtstraum - Rêveries De Noël de 1982[71].
  - est interprété au synthétiseur par Isao Tomita sur son album Bach Fantasy de 1996[27].
  - est chanté par Dave sur le titre Marie, mon rêve de son album Classique de 1998[32].
  - est repris par le groupe Erasure en face B du single Solsbury Hill (2003), ainsi qu'en concert sur le DVD The Erasure Show - Live in Cologne (2005) [réf. nécessaire].
  - est chantée par Arielle Dombasle avec le groupe Era sur l'album Arielle Dombasle By Era de 2013[51].

### Enrique Granados
- La Danse espagnole no 5 Andaluza est reprise en version easy-listening par le James Last Orchestra sur son album Classics Up To Date Vol. 4 de 1976[116].

### Edvard Grieg
- La suite orchestrale Peer Gynt :
  - Le thème Dans l'antre du roi de la montagne est repris par :
    - Le groupe The Who sur l'album The Who Sell Out (1967).
    - Le groupe Electric Light Orchestra sur l'album On the Third Day (1973).
    - Le James Last Orchestra sur son album Classics de 1973[43].
    - Le groupe Accept, pour le solo du guitariste Wolf Hoffmann lors de la tournée de 1985 (gravée sur l'album Staying a Life, 1990).
    - Le groupe Savatage avec Prelude to Madness sur l'album Hall of the Mountain King (1987).
    - Le groupe Erasure sur l'album The Circus (1987).
    - Le groupe Helloween reprend le thème en concert, en introduction du morceau Future World (tournée de 1988, gravée sur l'album Live in the UK, 1989).
    - Le groupe Rainbow sur le titre Hall of the Mountain King de l'album Stranger in Us All (1994).
    - Le groupe Gamma Ray utilise également le thème en introduction de sa reprise du morceau Future World d'Helloween sur sa tournée de 1995 (gravé sur l'album Alive '95, 1996).
    - Le groupe Apocalyptica sur l'album Cult (2000).
    - Le groupe Ska-P avec Simpático Holgazán sur l'album Eurosis (2000).
    - Le groupe Epica dans l'album The Classical Conspiracy (2009).
    - Le groupe Madness dans l'album Forever Young The Ska Collection (2012).
    - ce même thème, avec un rythme légèrement modifié, est utilisé comme générique du dessin animé Inspecteur Gadget.

  - Le thème de Au matin est repris :
    - par Claude François avec un rythme modifié sur la chanson Mais quand le matin.
    - par Ed Starink sur l'album Synthétiseur 6 Les Plus Grands Thèmes Classiques de 1991[73].
    - en version new age, avec Hennie Bekker (en) au Synclavier accompagné de sons de la nature enregistrés par Dan Gibson, sur l'album Les Plus Beaux Chefs-D'Œuvre Classiques De La Relaxation de 1991[28].
    - par le groupe Rainbow sur le titre Hall of the Mountain King de l'album Stranger in Us All (1994).
    - par le groupe Accept pour le morceau Final Journey, de l'album Blind Rage (2014).

  - La Chanson de Solveig :
    - est reprise en version easy-listening par le James Last Orchestra sur son album Classics Up To Date Vol. 3 de 1974[115].
    - est interprétée au synthétiseur par Isao Tomita sur son album Kosmos de 1978[55]
- Le 1er mouvement (Allegro) du Concerto pour piano : 
  - est interprété par Ed Starink sur l'album Synthétiseur 6 Les Plus Grands Thèmes Classiques de 1991[73].
  - est repris en version new age, avec Hennie Bekker (en) au Synclavier accompagné de sons de la nature enregistrés par Dan Gibson, sur l'album Les Plus Beaux Chefs-D'Œuvre Classiques De La Relaxation de 1991[28].
  - est repris en version easy-listening par le Gino Martinelli Sound Orchestra sur le pot-pourri Medley 1 de son album Classics in Rock de 2007[34].
- La pièce lyrique Til våren (Au printemps) Op.43 no 6 du livre III est reprise en version easy-listening par le James Last Orchestra sur son album Classics Up To Date de 1966[110].
- In folk style, la 1re Mélodie nordique op. 63 est reprise en version easy-listening par le James Last Orchestra sur son album Classics Up To Date Vol. 6 de 1984[113].

### Jules Grison
- La Toccata en fa de la 2e Collection de pièces d’orgue est reprise en version pour orgue, synthétiseur, basse et batterie par le groupe Kajem, sur le titre Toccata de son album Kajem 2 de 1987[8].

### Georg Friedrich Haendel

#### Pièces pour clavecin
- La célèbre Sarabande (4e mouvement de la Suite de pièces pour clavecin no 4, HWV 437) :
  - est reprise sur l'album Synthétiseur Classique de 1996[29].
  - est interprétée en version jazz par le Trio Play Bach de Jacques Loussier sur son album Baroque Favorites de 2001[132].
  - est reprise en version new age sur l'album Classics d'Era de 2009[35].
  - est chantée en version new age par Les Prêtres sur leur album Spiritus Dei de 2010[3].
  - est reprise et utilisée en guise d'instrumentale par le groupe de rap satirique monastère amer dans leur Hip Hop de Versailles, morceau mettant en dérision la bonne société versaillaise.
- Le 4e mouvement (Air and Variations, The Harmonious Blacksmith) de la Suite no 5 en mi majeur pour clavecin (HWV 430) est interprété par Graziano Mandozzi sur son album Bach Handel 300 de 1985[11].
- La Passacaille (dernier mouvement de la Suite de pièces pour clavecin no 7, HWV 432) est interprété en version jazz par le Trio Play Bach de Jacques Loussier sur son album Handel* – Water Music & Royal Fireworks de 2002[136].

#### Oratorios
- L'air Arrivée de la Reine de Saba, extrait de Solomon :
  - est interprété au synthétiseur par Graziano Mandozzi sur son album Bach Handel 300 de 1985[11].
  - est interprété en version pour orgue, synthétiseur, basse et batterie par le groupe Kajem sur le titre Queen of Sheba de son album Kajem 2 de 1987[8].
- Le Messie :
  - Le célèbre Hallelujah, qui clôt la 2e partie : 
    - est interprété au minimoog et au mellotron par Rick Wakeman au milieu de la pièce Excerpts From The Six Wives Of Henry VIII de l'album en concert Yessongs de Yes sorti en 1973[137].
    - est interprété au synthétiseur par Graziano Mandozzi sur son album Bach Handel 300 de 1985[11].
    - est interprété en version pour orgue, synthétiseur, basse et batterie par le groupe Kajem sur son album Suite Gothique de 1994[6].
    - est repris en version easy-listening par le Gino Martinelli Sound Orchestra sur le pot-pourri Medley 1 de son album Classics in Rock de 2007[34].

  - L'air How Beautiful are the Feet est interprété en version pour orgue, synthétiseur, basse et batterie par le groupe Kajem, sur le titre Allegro in F. de son album homonyme de 1985[4].
- L'air Where'er you walk de l'acte II de Semele (HWV 58) est arrangé au piano par Rick Wakeman sur son album Classical Variations de 2001[100].

#### Opéras
- L'air Lascia ch'io pianga, extrait de l'acte II de Rinaldo :
  - est interprété en version pour orgue, synthétiseur, basse et batterie sur son album Kajem 3 de 1989[54].
  - est repris en version new age par Era sur la chanson Journey de son album Classics II de 2010[44].
- Le Largo (Ombra mai fu), extrait de Serse :
  - est repris en version easy-listening par le James Last Orchestra sur son album Ein Festliches Konzert Zur Weihnachtszeit Mit James Last de 1979[36].
  - est interprété au piano en version easy-listening par Richard Claydermann sur son album Ein Weihnachtstraum - Rêveries De Noël de 1982[71].
  - est arrangé au piano par Rick Wakeman sur son album Classical Variations de 2001[100].
  - est interprété en version jazz par le Trio Play Bach de Jacques Loussier sur son album Baroque Favorites de 2001[132].
  - est repris en version easy-listening par le Gino Martinelli Sound Orchestra sur le pot-pourri Medley 2 : Baroque suite de son album Classics in Rock de 2007[34].
  - est repris en version new age sur l'album Classics d'Era de 2009[35].
  - est utilisé par le groupe The Piano Guys sur le titre Walking The Wire / Largo de son album Limitless de 2018[138].

#### Concertos
- Le Concerto pour orgue, orchestre et basse continue en fa majeur « le coucou et le rossignol » (HWV 295) est interprété en version pour orgue, synthétiseur, basse et batterie par le groupe Kajem, sur le titre Allegro in F. de son album homonyme de 1985[4] et sur son album Kajem on tour live de 1995[5].
- Le 1er mouvement (Andante allegro) du Concerto pour orgue op. 4 no 6 (HWV 294) :
  - est interprétée au synthétiseur par Graziano Mandozzi sur son album Bach Handel 300 de 1985[11].
  - est interprété en version pour orgue, synthétiseur, basse et batterie par le groupe Kajem sur son album Kajem 3 de 1989[54].
- Le 2e mouvement du Concerto pour orgue op. 4 no 2 (Allegro) est interprété par Kajem sur son album sus-cité[54].

#### Suites orchestrales
- Music for the Royal Fireworks :
  - L'Ouverture est reprise en version easy-listening par le James Last Orchestra sur son album Classics Up To Date Vol. 3 de 1974[115].
  - est interprétée au synthétiseur dans son intégralité (Ouverture, Bourrée, La Paix, La Réjouissance, Menuets) par Stephan Kaske sur son album Plugged On Georg Friedrich Händell de 1996[139].
- Water music :
  - La Suite no 1 en fa majeur (HWV 348) :
    - Allegro-Andante-Allegro est interprétée au synthétiseur par Stephan Kaske sur le titre Salto Allegro de son album Plugged On Georg Friedrich Händell de 1996[139].
    - L'air est interprété au synthétiseur par Stephan Kaske sur le titre Bel-Air de son album sus-cité[139].
    - Le Menuet :
      - est interprété au synthétiseur par Graziano Mandozzi sur son album Bach Handel 300 de 1985[11].
      - est interprété au synthétiseur par Stephan Kaske sur le titre Tempo Mythoetto de son album Plugged On Georg Friedrich Händell de 1996[139].

    - La Bourrée est interprétée par Graziano Mandozzi sur son album Bach Handel 300 de 1985[11].

  - La Suite no 2 en ré majeur (HWV 349) est interprétée au synthétiseur dans son intégralité (Allegro,,Alla Hornpipe, Menuet pour trompette, Lentement, Bourrée) par Stephan Kaske, respectivement sur les titres Rock'ndante, Hornpipe Ecstasy, Coromania, Loure Mystique et Bouree Attacante de son album Plugged On Georg Friedrich Händell de 1996[139].
  - La Suite no 3 en sol majeur (HWV 350) :
    - Le Menuet-Sarabande est interprétée au synthétiseur par Stephan Kaske sur le titre Andante Galante de son album Plugged On Georg Friedrich Händell de 1996[139].
    - Le Menuet 2 est interprété par Stephan Kaske sur le titre Syntuett de son album sus-cité[139].
    - Les Country Dance I et II sont interprétées au synthétiseur par Graziano Mandozzi sur son album Bach Handel 300 de 1985[11].

#### Sonates
- Le 4e mouvement (Allegro) de la Sonate pour flûte à bec en fa majeur, op. 11 no 1 (HWV 369), est interprété par Graziano Mandozzi sur son album Bach Handel 300 de 1985[11].
- Le 1er mouvement (Andante) de la Sonate à cinq (Concerto) en si bémol majeur pour violon et orchestre (HWV 288) est interprété par Graziano Mandozzi sur son album sus-cité[11].
- Le 3e mouvement (Adagio) de la Sonate pour viole de gambe et clavecin en do majeur (HWV 364b) est interprété par Graziano Mandozzi sur son album sus-cité[11].

### Joseph Haydn
- Le 3e mouvement (Allegro) du Concerto pour trompette est repris en version easy-listening par le James Last Orchestra sur le titre Trumpet conversation de son album Classics de 1973[43].
- Le 2e mouvement (Andante) de la Symphonie no 94 « La Surprise » est repris en version easy-listening par le James Last Orchestra sur son album Classics Up To Date Vol. 3 de 1974[115].
- Le 2e mouvement du Quatuor à cordes « L'empereur » Op. 76 no 3 dont la musique est reprise dans l'hymne allemand : 
  - un extrait est interprété à la guitare électrique par Ritchie Blackmore en introduction de Mistreated (CD 2) sur l'album MK III: The Final Concerts de Deep Purple, paru en 1996 mais enregistré en concert en 1975[réf. souhaitée].
  - est repris en version easy-listening par le James Last Orchestra sur son album Classics Up To Date Vol. 6 de 1984[113].

### Gustav Holst
- La suite orchestrale Les Planètes :
  - est reprise dans son intégralité :
    - au synthétiseur par le musicien américain Patrick Gleeson sur son album Beyond The Sun: An Electronic Portrait Of Holst's The Planet de 1976[140].
    - au synthétiseur par le musicien japonais Isao Tomita sur son album Planets de 1976[141], puis en une autre version sur son album The Planets 2003[142].
    - par les claviéristes Jeff Wayne, Rick Wakeman et le guitariste Kevin Peek sur leur album Beyond The Planets de 1984[143].
    - au synthétiseur par le musicien néerlandais Ed Starink sur son album The Planet by Holst, Suite For Large Orchestra synthesized by Starinc de 1989[144].
    - par l'orchestre de cuivres The Black Dyke Mills Band sur son album The Planets de 1997[145].
    - par le trio de jazz contemporain Krassport sur son album The Planets de 2012[146].
    - en version pour big band par le Jeremy Levy Jazz Orchestra sur son album The Planets: Reimagined de 2020[147].

  - La pièce Mars, the Bringer of War :
    - Le groupe de rock progressif King Crimson reprend Mars en concert au début de sa carrière. Sur le 2e album du groupe, In the Wake of Poseidon (1970), le titre The Devil's Triangle est bâti autour de la pièce de Holst[réf. souhaitée].
    - Le thème est utilisé par le groupe suédois de rock progressif Älgarnas Trädgård à la fin de la pièce Takeoff de son album Delayed de 2001[148].
    - est jouée en ouverture des concerts du groupe japonais de hard rock Loudness durant les années 1980[149].
    - est reprise par le groupe britannique de rock progressif Emerson, Lake & Powell sur son album homonyme de 1986[150].
    - est reprise au synthétiseur par Isao Tomita sur son album Live In New York - Back To The Earth de 1988[60].
    - est reprise par le groupe Manfred Mann's Earth Band sur la chanson A Couple Of Mates (from Mars & Jupiter) de son album Masque de 1989[151].
    - est reprise en version mêlant musique symphonique et musique électronique par le musicien allemand Matthias Arfmann (de) sur son album ReComposed de 2005[127].
    - La base harmonique et l'ostinato de Mars sont repris comme riff par de nombreux groupes de metal[Lesquels ?], notamment Diamond Head, dans l'introduction de Am I Evil ? (repris plus tard par Metallica), ou Judas Priest, avec un autre rythme, dans le refrain de War[réf. nécessaire].
    - est reprise par le groupe italien de métal progressif Gardejia sur son album Immortal de 2019[131].

  - La pièce Jupiter, the Bringer of Jolity :
    - est jouée en ouverture des concerts du groupe britannique Mott The Hoople durant les années 1970[152].
    - Un thème est interprété à l'orgue Hammond par Jon Lord en introduction de Space Truckin' durant les concerts de 1975 de Deep Purple : il peut être entendu sur l'album MK III: The Final Concerts paru en 1996, ainsi que sur l'album Live in Paris 1975, la dernière séance paru en 2001[réf. souhaitée].
    - Le thème principal est repris par le groupe Manfred Mann's Earth Band sur les chansons Joybringer (from Jupiter), A Couple Of Mates (from Mars & Jupiter) et Hymn (from Jupiter) de son album Masque de 1989[151].
    - Le thème est chanté par le groupe suédois Bathory sur le titre Hammerheart de son album Twilight Of The Gods de 1991[153].
    - Le début de la pièce est échantillonnée en introduction du titre Last Train To Trancentral (808 Bass Version) du groupe Acid house The KLF[154].
    - Le thème est chanté par Joy Enriquez sur le titre With This Love de son album homonyme de 2001[155].
    - Le thème est utilisé par le groupe The Piano Guys sur le titre Rolling In The Deep de son album homonyme de 2012[45].

### Arthur Honegger
- L'œuvre orchestrale Pacific 231 est interprétée au synthétiseur par Isao Tomita sur son album Kosmos de 1978[55].

### Charles Ives
- The Unanswered Question est interprétée au synthétiseur par Isao Tomita sur son album Kosmos de 1978[55].

### Leoš Janáček
- Emerson, Lake and Palmer reprend le thème du 1er mouvement de Sinfonietta dans la chanson Knife-Edge de leur album homonyme (1970)[46].

### Albert Ketèlbey
- La pièce orchestrale Sur un marché persan est reprise en version easy-listening par le James Last Orchestra sur son album Classics Up To Date de 1966[110].
- Sur un marché persan est par ailleurs reprise par Serge Gainsbourg pour My Lady Héroïne en 1977.

### Aram Khatchatourian
- La danse du sabre, extraite du ballet Gayaneh : 
  - est reprise par le groupe Ekseption sur son album homonyme de 1969[23].
  - est reprise en version easy-listening par le James Last Orchestra sur son album Russland Zwischen Tag Und Nacht de 1972[156].
  - est interprétée par Ed Starink sur l'album Synthétiseur 5 Les Plus Grands Thèmes Classiques de 1990[109].
  - est reprise en version mêlant musique symphonique et musique électronique par le musicien allemand Matthias Arfmann (de) sur son album Presents Ballet Jeunesse de 2016[112].

### Fritz Kreisler
- Une pièce pour violon [Laquelle ?] est reprise par le groupe de heavy metal The Great Kat sur le titre Sex & Violins de son album Beethoven on Speed de 1990[83].

### Jacques-Nicolas Lemmens
- La pièce Hélène - Polka, IJL 7 est interprétée en version pour orgue, synthétiseur, basse et batterie par le groupe Kajem, sur le titre Hélène Polka de son album homonyme de 1985[4] .
- La Fanfare est reprise par ce même groupe sur son album Kajem 3 de 1989[54] et sur son album Kajem on tour live de 1995[5].

### Ruggero Leoncavallo
- Mattinata est repris en version easy-listening par le James Last Orchestra sur son album Classics Up To Date Vol. 3 de 1974[115].

### Franz Liszt
- La Rhapsodie hongroise no 2 pour piano : 
  - des extratis sont repris par le groupe de heavy metal The Great Kat sur son mini-album Wagner's War de 2002[157].
  - est utilisée par le groupe The Piano Guys sur le titre Something Just Like This / Hungarian Rhapsody de son album Limitless de 2018[138].
- La pièce pour piano Rêve d'amour (Liebesträume) no 3 : 
  - est reprise en version easy-listening par le James Last Orchestra sur son album Classics Up To Date Vol. 3 de 1974[115].
  - est interprétée par Ed Starink sur l'album Synthétiseur 6 Les Plus Grands Thèmes Classiques de 1991[73].
  - est chantée par Dave sur le titre C'est l'heure de son album Classique de 1998[32].
  - est reprise en version easy-listening par le Gino Martinelli Sound Orchestra sur le pot-pourri Medley 2 : Baroque suite de son album Classics in Rock de 2007[34].

### Alessandro Marcello
- Le Concerto pour hautbois en ré mineur, retranscris par Bach dans le Concerto en ré mineur pour clavecin (BWV 974).
  - est interprété dans on intégralité en version jazz par le Trio Play Bach de Jacques Loussier sur son album Baroque Favorites de 2001[132].
  - Le 2e mouvement (Adagio) :
    - est repris dans la chanson Venetian Adagio du groupe Moonlight sortie en 1971 en 45 tours chez Vogue[158].
    - est repris dans la chanson Venetian Adagio du groupe Mayflower sortie en 1972 en 45 tours chez Imperial[159].

### Gustav Mahler
- Le 5e mouvement (Lustig im Tempo und keck im Ausdruckde) de la symphonie no 3 en ré mineur est interprété au synthétiseur par Isao Tomita, accompagné par la soprano Lorna Myers et la chorale de la Cathédrale Saint-Jean-le-Théologien de New York, sur son album Live In New York - Back To The Earth de 1988[60].
- Le 4e mouvement (Adagietto. Sehr langsam) de la Symphonie no 5 en do dièse mineur :
  - est repris en version new age sur l'album Classics d'Era de 2009[35].
  - est repris par Arielle Dombasle avec ce même groupe dans la chanson Tiesto Demoni de l'album Arielle Dombasle By Era de 2013[51].

### Francesco Manfredini
- Le Largo du Concerto de Noël est repris en version easy-listening par le James Last Orchestra sur son album Ein Festliches Konzert Zur Weihnachtszeit Mit James Last de 1979[36].

### Marin Marais
- La sonate Sonnerie De Sainte-Genevieve Du Mont est interprétée en version jazz par le Trio Play Bach de Jacques Loussier sur son album Baroque Favorites de 2001[132].

### Pietro Mascagni
- L'Intermezzo de Cavalleria Rusticana est repris en version easy-listening par le James Last Orchestra sur son album sur son album Classics de 1973[43].

### Jules Massenet
- La Méditation religieuse de l'acte II de l'opéra Thaïs, rendue célèbre sous le nom de « Méditation de Thaïs », est arrangée au piano par Rick Wakeman sur le titre Meditation de son album Classical Variations de 2001[100].

### Felix Mendelssohn
- Le 2e mouvement (Andante) du Concerto pour violon no 2 en mi mineur est repris en version easy-listening par le James Last Orchestra sur son album Classics Up To Date 2 de 1969[24].
- Le groupe Jethro Tull reprend Holy Herald dans The Jethro Tull Christmas Album en 2003[40].
- L'hymne religieux Hör' mein Bitten est arrangé au piano par Rick Wakeman sur le titre O For The Wings of a Dove de son album Classical Variations de 2001[100].
- Le 3e mouvement (Andante) de la Symphonie no 5 est interprété en version mêlant musique latine et flamenco par le guitariste argentin Gustavo Montesano accompagné par le Royal Philharmonic Orchestra sur le titre Andante Rumba de son album Flamenco Fantasy de 2001[33].
- L'ouverture Les Hébrides est reprise en version mêlant musique symphonique et musique électronique par le musicien allemand Matthias Arfmann (de) sur son album ReComposed de 2005[127].

### Modeste Moussorgski
- Le poème symphonique Une nuit sur le mont Chauve :
  - inspire le groupe français de musique électronique Justice pour les titres Stress et Genesis, extraits de son album † (Cross) de 2007[160],[161].
  - Un passage est échantillonné dans la chanson Whatever de la rappeuse Remy Ma en 2009.
  - Un sample de cette œuvre sert d'introduction à la chanson Intergalactic des Beastie Boys de 1998[162].
  - est repris en version hard rock par le groupe allemand Mekong Delta sur son album Dances Of Death (And Other Walking Shadows) de 1990[163].
  - Le groupe de black metal Marduk utilise ce thème dans sa chanson Glorification Of The Black God sur l'album Heaven Shall Burn... When We Are Gathered de 1996[164].
  - est cité dans la partie orchestrale de la chanson Un Roi Barbare de Michel Sardou, sortie en 1976[165].
  - est interprétée au synthétiseur par Isao Tomita sur son album Firebird de 1976[124].
- Les Tableaux d'une exposition pour piano :
  - sont repris dans leur intégralité :
    - au synthétiseur par Isao Tomita sur son album Pictures at an Exhibition de 1975[166].
    - par le groupe allemand Mekong Delta en versions hard rock (une première version uniquement avec guitare, basse et batterie, et une seconde accompagnés par un orchestre) sur son album Pictures At An Exhibition de 1996[167].
    - au synthétiseur par Stephan Kaske sur son album Plugged On P. Mussorgsky & M. Ravel de 1996[168].
    - par le groupe bulgare Slav De Hren (en) sur son album Pictures at an Exhibition de 2018[169].
    - par le groupe italien de rock progressif The Winstons sur son album Pictures at an Exhibition de 2018[170].
    - par le groupe allemand de rock progressif Voyager IV sur son album Pictures at an Exhibition de 2019[171].

  - Le groupe Emerson, Lake and Palmer reprend certaines pièces (Promenade, Gnomus, Il Vecchio Castello, Baba Yagà, La Grande Porte de Kiev) en version rock sur leur album Pictures at an Exhibition en 1971[172], puis dans une nouvelle version sur leur album In the Hot Seat en 1994[173].
  - Le thème d'ouverture Promenade :
    - est utilisé par Walter Carlos dans la pièce Pomp and Circumstance de son album By Request de 1975[59].
    - est repris en version easy-listening par le James Last Orchestra sur son album Classics Up To Date Vol. 6 de 1984[113]
    - est utilisé par le groupe The Piano Guys sur le titre Pictures At An exhibition de son album Wonders de 2014[97].

  - La pièce Gnomus est reprise en version mêlant musique symphonique et musique électronique par le musicien allemand Matthias Arfmann (de) sur son album ReComposed de 2005[127].
  - Le thème de La Grande Porte de Kiev est échantillonné par Michael Jackson dans sa chanson History de l'album History, past, present and future de 1995[Information douteuse].

### Wolfgang Amadeus Mozart
- Pour la berceuse Schlafe, mein Prinzchen, schlaf ein, voir Bernard Flies ci-dessus.
- La Fantaisie no 3 en ré mineur (K. 397) : 
  - est reprise en version easy-listening par le James Last Orchestra sur son album Spielt Mozart de 1988[174], mais mentionnée par erreur sous le no 1[174].
  - est adaptée en une version mêlant musique classique et musique arabe par Hughes de Courson sur le titre Al Sahara de son album Mozart l'Égyptien 2 de 2005[175].
- Un Larghetto[Lequel ?] est repris en version easy-listening par le James Last Orchestra sur son album Spielt Mozart de 1988[174].
- L' Adagio en do majeur pour harmonica de verre (K. 356) est interprété en version pour accordéon et quatuor à cordes par Richard Galliano sur son album Mozart de 2016[176].
- Un Allegro[Lequel ?] avec flûte traversière est repris en version easy-listening par le James Last Orchestra sur son album Classics Up To Date Vol. 6 de 1984[113].
- Un Menuet[Lequel ?] est adapté en une version mêlant musique classique et musique arabe par Hughes de Courson sur le titre Al Raqs de son album Mozart l'Égyptien 2 de 2005[175].

#### Concertos pour vent ou cordes
- Le 2e mouvement (Andante cantabile) du Concerto pour violon et orchestre no 4 en ré majeur (K. 218) est repris en version easy-listening par le James Last Orchestra sur son album Spielt Mozart de 1988[174].
- Le 2e mouvement (Rondeau : allegro) du Concerto pour flûte n°2 en ré majeur (K. 314) est adapté en une version mêlant musique classique et musique arabe par Hughes de Courson sur le titre Alatul Concerto Pour Kaval & Flûte de son album Mozart l'Égyptien 2 de 2005[175].
- Le Concerto pour clarinette (K. 622) :
  - est interprété dans son intégralité en version pour accordéon et quatuor à cordes par Richard Galliano sur son album Mozart de 2016[176].
  - Le 2e mouvement (Adagio) est repris en version easy-listening par le Gino Martinelli Sound Orchestra sur le pot-pourri Medley 2 : Baroque suite de son album Classics in Rock de 2007[34].

#### Musique de chambre
- Le 2e mouvement (Adagio) du Quatuor no 1 pour flûte et cordes (K. 285) est interprété en version pour accordéon et quatuor à cordes par Richard Galliano sur son album Mozart de 2016[176].
- Le 2e mouvement (Andante con moto) de la Sonate pour piano et violon en mi bémol majeur (K. 380/374 f) est adapté en une version mêlant musique classique et musique arabe par Hughes de Courson sur le titre Double Quatuor En Mi Bémol K 374 de son album Mozart l'Égyptien de 1997[130].
- Le 1er mouvement (Allegro) du Quatuor à cordes no 15 en ré mineur (K. 421) est repris en version easy-listening par le James Last Orchestra sur son album Spielt Mozart de 1988[174].
- Le dernier mouvement (Allegrettto) du Trio pour piano et cordes en sol majeur (K. 496) est adapté en une version mêlant musique classique et musique arabe par Hughes de Courson sur le titre Double Quatuor En Fa K 496 de son album Mozart l'Égyptien de 1997[130].
- La Sérénade no 13 pour quintette à cordes Une petite musique de nuit (K. 525) :
  - est interprétée dans son intégralité en version pour accordéon et quatuor à cordes par Richard Galliano sur son album Mozart de 2016[176].
  - Le célèbre 1er mouvement (Allegro) :
    - est repris sur l'album Synthétiseur Classique de 1996[29].
    - est repris en version easy-listening par le James Last Orchestra sur son album Classics Up To Date Vol. 6 de 1984[113].
    - est repris en version easy-listening par le James Last Orchestra sur son album Spielt Mozart de 1988[174].
    - est repris en version easy-listening par le Gino Martinelli Sound Orchestra sur le pot-pourri Medley 1 de son album Classics in Rock de 2007[34].
    - est interprété à la guitare électro-acoustique et à la guitare électrique par Alex Masi sur son album In The Name of Mozart de 2003[177].
    - est adapté en une version mêlant musique classique et musique arabe par Hughes de Courson sur le titre Layla Misriya de son album Mozart l'Égyptien 2 de 2005[175].

  - Le 2e mouvement (Romance) est interprété à la guitare électro-acoustique et à la guitare électrique par Alex Masi sur son album sus-cité[177].
- Le dernier mouvement (Allegretto con variazioni) du Quintette avec clarinette (K. 581) est adapté en une version mêlant musique classique et musique arabe par Hughes de Courson sur le titre Le Quintette D'Alexandrie de son album Mozart l'Égyptien 2 de 2005[175].

#### Musique sacrée
- La Messe du couronnement est enregistrée à Munich en 1974 par Jon Lord et Eberhardt Schoener en une version mêlant classique et rock, et télédiffusée sous le nom Rock meet classics.
- Le motet Ave Verum Corpus en Ré majeur K. 618 :
  - est repris en version easy-listening par le James Last Orchestra sur son album Ein Festliches Konzert Zur Weihnachtszeit Mit James Last de 1979[36].
  - est interprété en version pour orgue, synthétiseur, basse et batterie par le groupe Kajem, sur le titre Ave Verum Corpus de son album homonyme de 1985[4].
  - est chanté en version new age par Les Prêtres sur leur album Spiritus Dei de 2010[3].
- Le Requiem :
  - La partie Lacrimosa :
    - est utilisée par le groupe The Piano Guys sur le titre Hello / Lacrimosa de son album Uncharted de 2016[178].
    - est utilisée dans la chanson Lacrymosa du groupe Evanescence sur son album Synthesys de 2017[179].
    - est reprise par le groupe italien de métal progressif Gardejia sur son album Immortal de 2019[131].

  - L'ouverture Introitus Requiem :
    - est adaptée en une version mêlant musique classique et musique arabe par Hughes de Courson sur le titre Dhikr / Requiem / Golgotha de son album Mozart l'Égyptien de 1997[130].
    - est reprise par le groupe italien de métal progressif Gardejia sur son album Immortal de 2019[131].

  - est repris en version new age par Era sur les chansons Madeus et Outro Madeus de son album Classics II de 2010[44].
- Le 5e mouvement (Laudate Dominum) des Vêpres solennelles d'un confesseur (K. 339) est interprété en version pour accordéon et quatuor à cordes par Richard Galliano sur son album Mozart de 2016[176].
- L'air Qui Tollis, extrait du Gloria de la Messe en ut mineur (K. 427), est adapté en une version mêlant musique classique et musique arabe par Hughes de Courson sur le titre Al Maghfera de son album Mozart l'Égyptien 2 de 2005[175].

#### Symphonies
- Le 2e mouvement (Anandate) de la Symphonie concertante pour violon et alto (K. 364) est reprise en version easy-listening par le James Last Orchestra sur son album Spielt Mozart de 1988[174].
- Le 1er mouvement (Allegro con brio) de la Symphonie no 25 est adapté en une version mêlant musique classique et musique arabe par Hughes de Courson sur le titre Ikhtitaf Fi Assaraya de son album Mozart l'Égyptien de 1997[130].
- Le 4e mouvement de la Symphonie no 39 en mi bémol majeur est repris en version easy-listening par le James Last Orchestra sur le titre Rokoko de son album Classics de 1973[43].
- la Symphonie no 40 en sol mineur (K. 550) :
  - Le 1er mouvement (Molto Allegro) :
    - est cité (vers 4'30) par Léo Ferré dans la chanson Les Spécialistes sur son album Les Loubards de 1985[180].
    - est reprise en version easy-listening par le James Last Orchestra sur son album Spielt Mozart de 1988[174].
    - est interprété par Ed Starink sur l'album Synthétiseur 6 Les Plus Grands Thèmes Classiques de 1991[73].
    - est repris sur l'album Synthétiseur Classique de 1996[29].
    - est repris en une version mêlant musique classique et musique arabe par Hughes de Courson sur le titre Lamma Bada Yatathenna de son album Mozart l'Égyptien de 1997[130].
    - est interprété en version mêlant musique latine et flamenco par le guitariste argentin Gustavo Montesano accompagné par le Royal Philharmonic Orchestra sur le titre Rumba Allegro de son album Flamenco Fantasy de 2001[33].
    - est repris en version easy-listening par le Gino Martinelli Sound Orchestra sur le pot-pourri Medley 1 de son album Classics in Rock de 2007[34].

  - Le final (Allegro assai) est adapté en une version mêlant musique classique et musique arabe par Hughes de Courson sur le titre Ya Shady Symphony de son album Mozart l'Égyptien 2 de 2005[175].

#### Opéras
- La Flûte enchantée :
  - Der Hölle Rache kocht in meinem Herzen, l'air de la Reine de la nuit : 
    - est le titre d'une chanson du groupe anglais Anaal Nathrakh, extraite de son album Hell Is Empty And All The Devils Are Here de 2007, laquelle n'utilise pas la musique de cet air[181].
    - est adapté en une version mêlant musique classique et musique arabe par Hughes de Courson sur le titre La Reine Des Mille Et Une Nuits de son album Mozart l'Égyptien 2 de 2005[175].

  - L'album Streets: A Rock Opera du groupe de heavy metal Savatage (1991) s'ouvre sur un chœur d'enfants interprétant Seid Uns Zum Zweiten Mal Willkommen.
  - L'Aria « Der Vogelfänger bin ich ja » de Papageno est adapté en une version mêlant musique classique et musique arabe par Hughes de Courson sur le titre Hamilu Lhawa Tahibou de son album Mozart l'Égyptien de 1997[130].
- Les Noces de Figaro :
  - L'Ouverture est reprise en version easy-listening par le James Last Orchestra sur son album Spielt Mozart de 1988[174].
  - L'air Voi che sapete de l'acte II est repris en version easy-listening par le Gino Martinelli Sound Orchestra sur le pot-pourri Medley 1 de son album Classics in Rock de 2007[34].
- L'enlèvement au Sérail :
  - L'Ouverture est adaptée en une version mêlant musique classique et musique arabe par Hughes de Courson sur le titre Ikhtitaf Fi Assaraya de son album Mozart l'Égyptien de 1997[130].
  - L'air Martern aller arten de l'acte II est adapté en une version mêlant musique classique et musique arabe par Hughes de Courson sur le titre The Querelle Au Sérail de son album Mozart l'Égyptien 2 de 2005[175].
- L'Ouverture Thamos, roi d'Égypte est adaptée en une version mêlant musique classique et musique arabe par Hughes de Courson sur le titre Yaman Hawa son album Mozart l'Égyptien de 1997[130].
- L'Aria d'Auretta « Se fosse qui nascono » de L'oie du Caire est adapté en une version mêlant musique classique et musique arabe par Hughes de Courson sur le titre Ouazat Al Kahira de son album sus-cité[130].
- Cosi Fan Tutte :
  - L'Ouverture est adaptée en une version mêlant musique classique et musique arabe par Hughes de Courson sur le titre Mozart l'égyptien de son album Mozart l'Égyptien 2 de 2005[175].
  - L'air Soave sia il vento de l'acte I est adapté en une version mêlant musique classique et musique arabe par Hughes de Courson sur le titre Al Sahm Al Taéh de son album sus-cité[175].

#### Sonates pour piano
- La Sonate pour piano no 6 (K. 284) est interprétée dans son intégralité à la guitare électro-acoustique par Alex Masi sur son album In The Name of Mozart de 2003[177].
- Le 1er mouvement (Allegro Moderato) de la Sonate pour piano no 10 (K. 330) est repris en version easy-listening par le Gino Martinelli Sound Orchestra sur le titre Mozart 330 de son album Classics in Rock de 2007[34].
- La Sonate pour piano no 11 (K. 331) :
  - Le 1er mouvement (Andante grazioso) est repris en version easy-listening (sur un tempo lent) par le James Last Orchestra sur son album Spielt Mozart de 1988, mais mentionné par erreur sous la sonate no 16[174].
  - Le dernier mouvement Rondo alla Turca (Marche turque) :
    - est reprise par Boris Vian dans le thème de dans sa chanson Mozart avec nous.
    - est reprise par Nino Ferrer dans sa chanson L'année Mozart.
    - est interprétée par Ed Starink sur l'album Synthétiseur 5 Les Plus Grands Thèmes Classiques de 1990[109].
    - est adaptée en version speed metal par le groupe français Agressor sur l'album Towards Beyond.
    - est interprété à la guitare électro-acoustique par Alex Masi sur son album In The Name of Mozart de 2003[177].
    - est adapté en une version mêlant musique classique et musique arabe par Hughes de Courson sur le titre Marche Egyptienne de son album Mozart l'Égyptien 2 de 2005[175].
    - est reprise en version easy-listening par le Gino Martinelli Sound Orchestra sur le titre Medley : Rondo "Alla Turca" de son album Classics in Rock de 2007[34].
    - est interprétée en version pour accordéon et quatuor à cordes par Richard Galliano sur son album Mozart de 2016[176].
- Le 2e mouvement (Adagio) de la Sonate pour piano no 12 (K. 332) est reprise en version easy-listening par le James Last Orchestra sur son album Classics Up To Date Vol. 5 de 1978, mais mentionnée par erreur sous la sonate no 6.
- Le 1er mouvement (Adagio) de la Sonate pour piano no 13 (K. 333) est repris en version easy-listening (sur un tempo lent) par le James Last Orchestra sur son album Spielt Mozart de 1988[174].
- La Sonate pour piano no 16 (K. 545) :
  - Le 1er mouvement (Allegro) :
    - est repris en version easy-listening par le James Last Orchestra sur son album sus-cité[174].
    - est interprété à la guitare électro-acoustique par Alex Masi sur son album In The Name of Mozart de 2003[177].

  - Le 2e mouvement (Andante) est interprété à la guitare électro-acoustique par Alex Masi sur son album sus-cité[177].

#### Concertos pour piano
- Le Concerto pour piano nº 20 (K. 466) :
  - est interprété dans son intégralité en version jazz par le Trio Play Bach de Jacques Loussier (accompagné par un orchestre) sur son album Mozart Piano Concertos 20/23 de 2005[182].
  - Le 2e mouvement (Romance) : 
    - est repris en version easy-listening par le James Last Orchestra sur son album Spielt Mozart de 1988[174].
    - est repris en version easy-listening par le Gino Martinelli Sound Orchestra son album Classics in Rock de 2007[34].
- Le 2e mouvement (Andante) du Concerto pour piano nº 21 (K. 467) :
  - est repris en version easy-listening par le James Last Orchestra sur son album Classics Up To Date 2 de 1969[24].
  - est interprété en version pour orgue, synthétiseur, basse et batterie par le groupe Kajem sur Elvira Madigan de son album Kajem 2 de 1987[8].
  - est repris sur l'album Synthétiseur Classique de 1996[29].
  - est chanté par Dave sur le titre Nos accords de son album Classique de 1998[32].
  - est interprété en version mêlant musique latine et flamenco par le guitariste argentin Gustavo Montesano accompagné par le Royal Philharmonic Orchestra sur le titre Bulería Adagio de son album Flamenco Fantasy de 2001[33].
- Le Concerto pour piano no 23 (K. 488) :
  - est interprété dans son intégralité en version jazz par le Trio Play Bach de Jacques Loussier (accompagné par un orchestre) sur son album Mozart Piano Concertos 20/23 de 2005[182].
  - Le 2e mouvement (Adagio) :
    - est interprété par Ed Starink sur le titre Andante de l'album Synthétiseur 6 Les Plus Grands Thèmes Classiques de 1991[73].
    - est adapté en une version mêlant musique classique et musique arabe par Hughes de Courson sur le titre Concerto Pour Oud Et Piano no 23 de son album Mozart l'Égyptien de 1997[130].
- Le 2e ouvement (Adagio) du Concerto pour piano no 24 (K. 491) est interprété à la guitare électro-acoustique par Alex Masi, accompagné par l'Orchestre symphonique de Stuttgart, sur son album In The Name of Mozart de 2003[177].

### Jacques Offenbach
- Le French Cancan, arrangement du Galop infernal de l'opéra bouffe Orphée aux Enfers est repris en version easy-listening par le Gino Martinelli Sound Orchestra sur le pot-pourri Medley 4 : Vienese suite de son album Classics in Rock de 2007[34].
- La barcarolle Belle nuit, ô nuit d'amour, extraite des Contes d'Hoffmann, est reprise en version easy-listening par le James Last Orchestra sur son album Classics Up To Date de 1966[110].

### Carl Orff
- O Fortuna extrait de Carmina Burana : 
  - fait office d'introduction sur l'album Dechristianize du groupe américain Vital Remains[réf. nécessaire].
  - est interprétée par Ed Starink sur l'album Synthétiseur 6 Les Plus Grands Thèmes Classiques de 1991[73].

### Johann Pachelbel
Le Canon est repris dans de nombreuses musiques populaires :
- Le groupe Maroon 5 sur la chanson Memories.
- Calogero sur la chanson 1987.
- en version new age, avec Hennie Bekker (en) au Synclavier accompagné de sons de la nature enregistrés par Dan Gibson, sur l'album Les Plus Beaux Chefs-D'Œuvre Classiques De La Relaxation de 1991[28].
- Louane sur Jour 1 de son album Avenir (2014).
- Vianney sur Dumbo de son album Vianney (2016).
- Laurent Voulzy sur Jeanne de son album Lys and Love
- JerryC sur Canon Rock de l'album homonyme (2009).
- Menelik sur Je me souviens sur l'abum homonyme (2008).
- Aphrodite's Child, avec le bassiste chanteur Demis Roussos et le claviériste Vangelis, sur Rain and Tears de l'album End of the World (1968).
- Alain Barrière sur Tout s'en va déjà.
- Vitamin C sur Graduation (Friends Forever)[183] de l'album Vitamin C (1999).
- Les Frères Jacques sur La lune est morte (1968).
- par Ed Starink sur l'album Synthétiseur 5 Les Plus Grands Thèmes Classiques de 1990[109].
- est interprété en version jazz par le Trio Play Bach de Jacques Loussier sur son album Baroque Favorites de 2001[132].
- Era sur la chanson Ave Paternum Deo de l'album Classics II de 2010[44].
- est arrangé pour quatre violoncelles par le groupe The Piano Guys sur le titre Rockelbel's Canon de son album 2 de 2013[68].
- En version rap dans la chanson Armageddon de l'album VOX d'Evangelion..
- En version new wave par le groupe Pet Shop Boys sur le titre Go West.
- Dans la chanson La petite marchande de porte-clefs d'Orelsan, l'air est utilisé tout le long de la chanson.
- La chanteuse japonaise Kanon (en) dans sa chanson Kiseki ~ Song of Love.
- Le temps de vivre, chanson de Georges Moustaki.
- est interprété en version mêlant musique latine et flamenco par le guitariste argentin Gustavo Montesano accompagné par le Royal Philharmonic Orchestra sur le titre Soleá Carmen de son album Flamenco Fantasy de 2001[33].
- L'écho du silence est chanté par Rost, sur l'album La voix du Peuple de 2004.
- Le groupe de punk celtique Irish Moutarde, dans la chanson The Bitter End (sur l'album Perdition, 2018).
- La Maladie d'amour de Michel Sardou (sur l'album La Maladie d'amour, 1973).
- Tout pour ma chérie de Michel Polnareff (sur l'album Live at the Roxy, 1996).

### Niccolò Paganini
- Le Cantabile pour violon et piano en ré majeur est repris en version easy-listening par le James Last Orchestra sur son album Classics Up To Date Vol. 6 de 1984[113].
- Le Caprice no 24 pour violon est repris par le groupe de heavy metal The Great Kat sur son album Beethoven on Speed de 1990[83].

### Pietro Domenico Paradies
- Le mouvement Vivace - Allegro (Toccata) de la Sonate VI pour clavecin est interprété en version pour orgue, synthétiseur, basse et batterie par le groupe Kajem, sur le titre Toccata de son album Kajem 2 de 1987[8].

### Hubert Parry
- L'hymne Jerusalem :
  - est repris par Emerson, Lake and Palmer sur leur album Brain Salad Surgery[133] en 1973, ainsi que l'année suivante sur leur album enregistré en concert Welcome Back My Friends to the Show That Never Ends[134].
  - un extrait est interprété au piano électrique puis à l'orgue Hammond par Jon Lord au cours de son solo à la fin du titre Difficult to Cure de l'album In the Absence of Pink - Knebworth '85 de Deep Purple sorti en 1991, mais enregistré en 1985[réf. souhaitée].

### Pixinguinha
- Les pièces Vou Videndoi et Um A Zero sont reprises en version latino sur l'album Camerata Brasil - Bach in Brazil de 2000[16].
- La pièce Ele E Eu est reprise en version latino dans un pot-pourri avec la Badinerie de l'Ouverture no 2 en si mineur (BWV 1067) de Bach sur l'album sus-cité[16].

### Giacomo Puccini
- L'opéra Madame Butterfly :
  - L'air de Butterfly « Un bel dì, vedremo » de l'acte II est repris en version easy-listening par le James Last Orchestra sur le titre Eines Tages Seh'n Wir de son album Classics Up To Date Vol. 4 de 1976[116].
  - L'air Coro a bocca chiusa de l'acte II est repris en version easy-listening par le James Last Orchestra sur le titre Summchor de son album sus-cité[116].
- L'air O mio babbino caro (O, mon petit papa chéri), extrait de l'opéra Gianni Schicchi, est arrangé au piano par Rick Wakeman sur le titre O My Beloved Father de son album Classical Variations de 2001[100].

### Henry Purcell
- The Cold Song, de l'opéra King-Arthur :
  - est chantée par Klaus Nomi sur son album homonyme de 1981[184].
  - est chantée par Sting sur son album If on a Winter's Night... de 2009[185].
  - est chantée par Laurent Voulzy sur son album en concert Lys & Love Tour de 2011[186].
  - est chantée par Arielle Dombasle avec le groupe Era sur l'album Arielle Dombasle By Era de 2013[51].
- L'opéra Dido and Æneas :
  - Wayward sisters, de l'acte II, est chanté par Klaus Nomi sur son album Simple Man de 1982[184].
  - When I am laid in earth, de l'acte III, est chanté par Klaus Nomi sur son album sus-cité[184].

### Sergueï Prokofiev
- La Danse des chevaliers du ballet Roméo et Juliette :
  - est utilisée dans la chanson Taken for Granted de Sia Furler (Healing Is Difficult).
  - est reprise par Emerson, Lake and Palmer sur son album Black Moon de 1992.
  - est reprise en version mêlant musique symphonique et musique électronique par le musicien allemand Matthias Arfmann (de) sur son album Presents Ballet Jeunesse de 2016[112].
- Le 2e mouvement Tchoujbog et la danse des esprits de la Suite scythe est repris sous le titre The Enemy God Dances With The Black Spirits par Emerson, Lake and Palmer sur leur album Works Volume I sorti en 1977.
- La suite orchestrale Lieutenant Kijé :
  - La Troïka :
    - est citée dans la chanson I Believe in Father Christmas d'Emerson, Lake and Palmer publié d'abord sous forme de single en 1975 puis sur l'album Works Volume II sorti en 1977.
    - est reprise par Keith Emerson sur la réédition de 2012 de son album The Christmas Album[187].

  - Le thème lieutenant Kijé est repris par Sting dans Russians (1985).
- La marche, extraite de l'opéra L'amour des trois oranges, est interprétée par Ed Starink sur l'album Synthétiseur 5 Les Plus Grands Thèmes Classiques de 1990[109].
- Le conte musical Pierre et le Loup :
  - est adapté par Mauricio Romero pour contrebasse solo en 2008.
  - des thèmes[Lesquels ?] sont repris en version mêlant musique symphonique et musique électronique par le musicien allemand Matthias Arfmann (de) sur son album Presents Ballet Jeunesse de 2016[112].
- Des thèmes[Lesquels ?] de la musique de scène Eugène Onéguine sont repris en version mêlant musique symphonique et musique électronique par le musicien allemand Matthias Arfmann (de) sur son album sus-cité[112].

### Sergueï Rachmaninov
- Le Concerto no 2 en do mineur (2e mouvement), est repris dans la chanson All by Myself d'Eric Carmen[183].
- La Symphonie no 2 (3e mouvement), est reprise dans la chanson Never Gonna Love in Fall in Love Again d' Eric Carmen.
- La Vocalise, extraite des Romances, est reprise en version easy-listening par le Gino Martinelli Sound Orchestra sur son album Classics in Rock de 2007[34].

### Joseph Joachim Raff
- La Cavatine pour violon et orchestre, op.85, no.3 est reprise en version easy-listening par le James Last Orchestra sur son album Classics Up To Date Vol. 3 de 1974[115].

### Maurice Ravel
- Le 2e mouvement du Concerto pour piano en sol majeur est utilisé par Richard Desjardins dans la chanson 16.03.48 de son album Les Derniers Humains de 1988[188].
- Le célèbre Boléro :
  - est parodié par Francis Blanche et Pierre Dac dans la chanson Le Parti d'en rire.
  - est utilisé comme trame sonore pour L'Enfant au tambour interprété par Johanne Blouin sur son album Sainte Nuit de 1990[189].
  - Le trio Emerson, Lake and Palmer s'en inspire pour sa pièce Abaddon's Bolero de son album Trilogy de 1972 [190].
  - est utilisé par Walter Carlos dans la pièce Pomp and Circumstance de son album By Request de 1975[59].
  - est interprété par Ed Starink sur l'album Synthétiseur 5 Les Plus Grands Thèmes Classiques de 1990[109].
  - un extrait est interprété à l'orgue Hammond par Jon Lord durant le titre Space Truckin' de l'album In the Absence of Pink - Knebworth '85 de Deep Purple sorti en 1991, mais enregistré en 1985[réf. souhaitée].
  - est repris au synthétiseur par Stephan Kaske sur les titres Rockbolero et Synthbolero de son album Plugged On P. Mussorgsky & M. Ravel de 1996[168].
  - est interprété en version mêlant musique latine et flamenco par le guitariste argentin Gustavo Montesano accompagné par le Royal Philharmonic Orchestra sur le titre Flamenco Bolero de son album Flamenco Fantasy de 2001[33].
  - est interprété en version jazz par le Trio Play Bach de Jacques Loussier sur son album Ravel's Bolero de 2019[191].
- La Pavane pour une infante défunte :
  - est reprise en version easy-listening par le James Last Orchestra sur son album Classics Up To Date Vol. 4 de 1976[116].
  - est interprété par Jon Lord sur le titre Pavane de son album Before I Forget de 1982, réédité en 1999 avec ce titre en bonus[192].
  - est reprise par Isao Tomita sur son album Okhotsk Fantasy de 2016[193].
- Ma Mère l'Oye :
  - est reprise dans son intégralité sur l'album de Tomita sus-cité[193].
  - Le Jardin féérique est repris en version easy-listening par le Gino Martinelli Sound Orchestra sur son album Classics in Rock de 2007[34].
- La Féria, dernière partie de la suite pour orchestre Rapsodie espagnole, est interprétée par Ed Starink sur l'album Synthétiseur 5 Les Plus Grands Thèmes Classiques de 1990[109].
- Des thèmes[Lesquels ?] du ballet Daphnis et Chloé sont repris en version mêlant musique symphonique et musique électronique par le musicien allemand Matthias Arfmann (de) sur son album Presents Ballet Jeunesse de 2016[112].

### Josef Rheinberger
- Le Cantilene de la Sonate pour Orgue no 11 op. 148 est interprété en version pour orgue, synthétiseur, basse et batterie par le groupe Kajem, sur le titre Cantilena in F. de son album homonyme de 1985[4] et sur son album Kajem on tour live de 1995, avec l'adjonction d'une guitare[5].

### Nikolaï Rimski-Korsakov
- Le Vol du bourdon :
  - est interprété en version pour synthétiseur, basse et batterie par le groupe Kajem sur son album Kajem 3 de 1989[54].
  - est interprété à la basse piccolo par Joey DeMaio sur le titre Sting of the Bumblebee de l'album du groupe Manowar Kings of Metal de 1988[194].
  - est repris par le groupe de heavy metal The Great Kat sur son album Beethoven on Speed de 1990[83].
  - est repris en version easy-listening par le Gino Martinelli Sound Orchestra sur le pot-pourri Medley 1 de son album Classics in Rock de 2007[34].
- Les thèmes récurrents de la suite orchestrale Schéhérazade : 
  - sont repris en version mêlant musique symphonique et musique électronique par le musicien allemand Matthias Arfmann (de) sur son album ReComposed de 2005[127].
  - sont utilisés par le groupe The Piano Guys sur le titre Indiana Jones And The Arabian Nights de son album Uncharted de 2016[178].

### Joaquín Rodrigo
- Canario tiré de Fantasia para un Gentilhombre (1954) est adapté par Emerson, Lake and Palmer sur leur album Love Beach de 1979[réf. souhaitée].
- L'Adagio du Concerto d'Aranjuez : 
  - est repris en version easy-listening par le James Last Orchestra sur son album Classics Up To Date Vol. 4 de 1976[116].
  - est interprété au synthétiseur par Isao Tomita sur le titre Aranjuez de son album Kosmos de 1978[55].
  - est interprété par Ed Starink sur l'album Synthétiseur 5 Les Plus Grands Thèmes Classiques de 1990[109].

### Gioachino Rossini
- L'ouverture de Guillaume Tell :
  - est reprise par Spike Jones and his City Slickers en 1948, sur le morceau William Tell Overture (Feedlebomb).
  - est reprise par Manowar dans le morceau William's Tale sur l'album Battle Hymns (1982).
  - est utilisée par Walter Carlos dans la pièce Pomp and Circumstance de son album By Request de 1975[59].
  - est reprise par Mike Oldfield sur un single paru en 1977.
  - est chantée par Les Quatre Barbus avec des paroles de Francis Blanche.
  - est interprétée par Ed Starink sur l'album Synthétiseur 5 Les Plus Grands Thèmes Classiques de 1990[109].
  - est reprise en version easy-listening par le Gino Martinelli Sound Orchestra sur le pot-pourri Medley 1 de son album Classics in Rock de 2007[34].
- L'ouverture de La Pie Voleuse :
  - est jouée en ouverture de certains concerts du groupe Marillion et apparait sur l'album The Thieving Magpie (La Gazza Ladra) de 1988[195].
  - est interprétée par Ed Starink sur l'album Synthétiseur 6 Les Plus Grands Thèmes Classiques de 1991[73].
- L'ouverture du Barbier de Séville est reprise par le groupe de heavy metal The Great Kat sur son mini-album Guitar Goddess de 1996[196].

### Camille Saint-Saëns
- Le poème symphonique La danse macabre : 
  - est repris par le groupe Ekseption sur son album homonyme de 1969[23].
  - est interprété par Ed Starink sur l'album Synthétiseur 5 Les Plus Grands Thèmes Classiques de 1990[109].
- L'air Mon cœur s'ouvre à ta voix de l'opéra Samson et Dalila :
  - est chanté par Klaus Nomi sur son album homonyme de 1981[184].
  - est repris par le pianiste japonais Joe Hisaishi sur le titre バビロンの丘 (La colline de Babylone) de son album Piano Stories III de 1998[197].
  - est utilisé par le groupe Muse dans la chanson I Belong to You (+Mon cœur s'ouvre à ta voix) de Muse de son album The Resistance de 2009[198].
- Le Cygne, extrait de la suite le Carnaval des animaux :
  - est interprété en version pour orgue, synthétiseur, basse et batterie par le groupe Kajem sur son album Suite Gothique de 1994[6].
  - est arrangé au piano par Rick Wakeman sur son album Classical Variations de 2001[100].

### Pablo de Sarasate
- Les Zigeunerweisen (Air bohémiens) Op. 20 pour violon et orchestre :
  - sont repris en version easy-listening par le James Last Orchestra sur son album Classics Up To Date Vol. 4 de 1976[116].
  - un extrait est repris par le groupe de heavy metal The Great Kat sur son mini-album Guitar Goddess de 1996[196].
- La pièce Zapateado, Danse des souliers Op. 23 no 2 est reprise par le groupe de heavy metal The Great Kat sur son mini-album Wagner's War de 2002[157].

### Erik Satie

#### Œuvres pour piano
- Les Gymnopédies :
  - Les trois Gymnopédies sont interprétées par John Hackett à la flûte traversière et son frère Steve Hackett à la guitare acoustique sur leur album Sketches Of Satie de 2000[199].
  - La 1re Gymnopédie :
    - est interprétée par Ed Starink sur l'album Synthétiseur 5 Les Plus Grands Thèmes Classiques de 1990[109].
    - est interprétée en version jazz par le Trio Play Bach de Jacques Loussier sur son album Satie - Gymnopédies - Gnossiennes de 1997[200].
    - est reprise en version mêlant musique symphonique et musique électronique par le musicien allemand Matthias Arfmann (de) sur son album Presents Ballet Jeunesse de 2016[112].
    - est interprétée à l'accordéon par Richard Galliano sur son album Valses de 2020[118].
- Les six Gnossiennes :
  - sont interprétées à la flûte traversière et à la guitare acoustique par John et Steve Hackett sur leur album Sketches Of Satie de 2000[199].
  - sont interprétées en version jazz par le Trio Play Bach de Jacques Loussier Satie - Gymnopédies - Gnossiennes de 1997[200].
- Les Pièces froides :
  - Les Airs à faire fuir no 1 (D'une manière très particulière) et no 2 (Modestement) sont interprétées à la flûte traversière et à la guitare acoustique par John et Steve Hackett sur leur album Sketches Of Satie de 2000[199].
  - La danse de travers no 2 (Passer) est interprétée à la guitare acoustique par Steve Hackett sur l'album sus-cité[199].
- Les trois Avant-dernières Pensées (Idylle, dédiée à Claude Debussy ; Aubade, dédiée à Paul Dukas ; Méditation, dédiée à Albert Roussel) sont interprétées à la guitare acoustique par Steve Hackett sur l'album sus-cité[199].
- Les cinq Nocturnes sont interprétées à la flûte traversière et à la guitare acoustique par John et Steve Hackett sur leur album sus-cité[199].

### Domenico Scarlatti
- La Sonate no 32 en fa dièse mineur est interprétée en version jazz par le Trio Play Bach de Jacques Loussier sur son album Baroque Favorites de 2001[132].
- La Sonate no 33 en si mineur est interprétée en version jazz par le Trio Play Bach de Jacques Loussier sur son album sus-cité[132].

### Franz Schmidt
- L'Intermezzo de l'opéra Notre-Dame est repris en version easy-listening par le James Last Orchestra sur son album Classics Up To Date Vol. 5 de 1978[122].

### Franz Schubert
- Le 1er mouvement (Allegro Moderato) de la Symphonie nº 8 « inachevée » :
  - un extrait est repris en introduction de l'album Angels Cry du groupe brésilien de heavy metal Angra.
  - est repris en version mêlant musique symphonique et musique électronique par le musicien allemand Matthias Arfmann (de) sur son album ReComposed de 2005[127].
- Le groupe Fauve, pour sa chanson voyou, reprend le thème du 2e mouvement du trio pour piano et cordes no 2.
- Michel Legrand utilise le lied op.72 D774 Auf dem Wasser zu singen dans sa chanson Les Moulins de mon Coeur ou The Windmills of Your Mind.
- L'Ave Maria : 
  - est repris en version easy-listening par Caravelli sur son album Noëls Par Caravelli de 1980[1].
  - est interprété au piano en version easy-listening par Richard Claydermann sur son album Ein Weihnachtstraum - Rêveries De Noël de 1982[71].
  - est interprété par Ed Starink sur l'album Synthétiseur 5 Les Plus Grands Thèmes Classiques de 1990[109].
  - est chanté par Dave sur le titre homonyme de son album Classique de 1998[32].
  - est repris en version easy-listening par le Gino Martinelli Sound Orchestra sur le pot-pourri Medley 2 : Baroque suite de son album Classics in Rock de 2007[34].
  - est chanté en version new age par Les Prêtres sur leur album Spiritus Dei de 2010[3].
- La Sérénade :
  - est chantée par Dave sur le titre L'aveu d'un homme heureux de son album Classique de 1998[32].
  - est interprétée en version mêlant musique latine et flamenco par le guitariste argentin Gustavo Montesano accompagné par le Royal Philharmonic Orchestra sur le titre Tango Serenatade son album Flamenco Fantasy de 2001[33].
- L'Impromptu no 2 en la bémol majeur Op. 142 pour piano est repris en version easy-listening par le James Last Orchestra sur son album Classics Up To Date Vol. 2 de 1969[24].
- L'Impromptu no 3 en sol bémol majeur Op. 90 est repris en version easy-listening par le James Last Orchestra sur son album sus-cité[24].

### Robert Schumann
- Les Scènes d'enfants pour piano :
  - sont interprétées dans leur intégralité en version jazz par le Trio Play Bach de Jacques Loussier sur son album Schumann | Kinderszenen - Scenes From Childhood de 2011[201].
  - La Rêverie (Träumerei) en fa majeur :
    - est reprise en version easy-listening par le James Last Orchestra sur son album Classics Up To Date Vol. 3 de 1974[115].
    - est interprétée au piano en version easy-listening par Richard Claydermann sur son album Ein Weihnachtstraum - Rêveries De Noël de 1982[71].

  - L'enfant s'endort (Kind im Einschlummern) en mi mineur est repris en version mêlant musique symphonique et musique électronique par le musicien allemand Matthias Arfmann (de) sur son album ReComposed de 2005[127].
- Le 2e mouvement (Scherzo) de la Symphonie no 2 est repris en version easy-listening par le James Last Orchestra sur son album sur son album Classics de 1973[43].

### Jean Sibelius
- Le poème symphonique Finlandia : 
  - est interprété en version pour soprano, orgue, synthétiseur, basse et batterie par le groupe Kajem, sur le titre Hymne Finlandia de son album Kajem 3 de 1989[54].
  - est interprété par Ed Starink sur l'album Synthétiseur 6 Les Plus Grands Thèmes Classiques de 1991[73].
  - est repris en version easy-listening par le Gino Martinelli Sound Orchestra sur le pot-pourri Medley 1 de son album Classics in Rock de 2007[34].
- L'Intermezzo de la musique de scène Karelia est repris par le groupe The Nice sur son album Ars Longa Vita Brevis de 1968[72] ainsi qu'en version en concert sur son album Five Bridges de 1970[74].

### Bedřich Smetana
- Le poème symphonique La Moldau :
  - est repris en version easy-listening par le James Last Orchestra sur son album Classics Up To Date Vol. 4 de 1976[116].
  - est interprété par Ed Starink sur l'album Synthétiseur 6 Les Plus Grands Thèmes Classiques de 1991[73].
  - est repris en version mêlant musique symphonique et musique électronique par le musicien allemand Matthias Arfmann (de) sur son album ReComposed de 2005[127].

### Vassili Soloviov-Sedoï
- La chanson Les Nuits de Moscou est reprise en version easy-listening par le James Last Orchestra sur son album Russland Zwischen Tag Und Nacht de 1972[156].

### Johann Strauss (fils)
- La célèbre Marche de Radetzky est reprise en version easy-listening par le James Last Orchestra sur son album Rosen Aus Dem Süden - James Last Spielt Johann Strauß de 1980[202].

#### Valses
- Le Beau Danube Bleu est interprétée par Ed Starink sur l'album Synthétiseur 5 Les Plus Grands Thèmes Classiques de 1990[109].
- Voix du printemps est interprétée par Ed Starink sur l'album Synthétiseur 6 Les Plus Grands Thèmes Classiques de 1991[73].
- Rosen Aus Dem Süden est reprise en version easy-listening par le James Last Orchestra sur son album Rosen Aus Dem Süden - James Last Spielt Johann Strauß de 1980[202].
- G'schichten Aus Dem Wienerwald est reprise en version easy-listening par le James Last Orchestra sur son album sus-cité[202].
- Frühlingsstimmen-Walzer est reprise en version easy-listening par le James Last Orchestra sur son album sus-cité[202].
- Kaiserwalzer est reprise en version easy-listening par le James Last Orchestra sur son album sus-cité[202].

#### Polkas
- Sous le tonnerre et les éclairs, op. 324 est reprise en version easy-listening par le Gino Martinelli Sound Orchestra sur le pot-pourri Medley 4 : Vienese suite de son album Classics in Rock de 2007[34].
- Tritsch-Tratsch-Polka est reprise par le Gino Martinelli Sound Orchestra sur le titre sus-cité[202].
- Leichtes Blut est reprise en version easy-listening par le James Last Orchestra sur son album Rosen Aus Dem Süden - James Last Spielt Johann Strauß de 1980[202].
- Annen-Polka est reprise en version easy-listening par le James Last Orchestra sur son album sus-cité[202].
- Unter Donner Und Blitz est reprise en version easy-listening par le James Last Orchestra sur son album sus-cité[202].
- Eljen A Magyar est reprise en version easy-listening par le James Last Orchestra sur son album sus-cité[202].

### Richard Strauss
L'introduction d'Ainsi parlait Zarathoustra :
- est utilisée en introduction des concerts d'Elvis Presley à partir de 1971.
- en reprise en version funk par Eumir Deodato en 1972.
- est utilisée en introduction des concerts Dalida à l’Olympia en 1974.
- est jouée en introduction du concert Windows donné par Jon Lord le 1er janvier 1974 à Munich, en compagnie du chef d'orchestre allemand Eberhard Schoener.
- est interprétée à l'orgue Hammond par Jon Lord en introduction de Space Truckin' durant les concerts de 1975 de Deep Purple : il peut être entendu sur l'album MK III: The Final Concerts paru en 1996, ainsi que sur l'album Live in Paris 1975, la dernière séance paru en 2001[réf. souhaitée].
- est utilisée par Walter Carlos à la fin de la pièce Pomp and Circumstance de son album By Request de 1975[59].
- est interprétée au synthétiseur par Isao Tomita au début et à la fin du titre Space Fantasy de son album Kosmos de 1978[55], ainsi que sur son album Live In New York - Back To The Earth de 1988[60].
- est interprétée par Ed Starink sur l'album Synthétiseur 5 Les Plus Grands Thèmes Classiques de 1990[109].
- est interprété au synthétiseur par Jon Lord à la fin de son solo qui suit le titre Difficult to Cure de l'album In the Absence of Pink - Knebworth '85 de Deep Purple sorti en 1991, mais enregistré en 1985[réf. souhaitée].
- est utilisée en introduction de certains concerts[Lesquels ?] du groupe américain Dream Theater.
- est utilisée en introduction du concert Bullet in a Bible du groupe Green Day.
- est interprétée en version pour orgue, synthétiseur, basse, batterie, et timbale par le groupe Kajem, sur le titre A Migthy Fortress de son album Suite Gothique de 1994[6] et sur son album Kajem on tour live de 1995, avec l'adjonction d'une guitare[5].
- est reprise sur l'album Synthétiseur Classique de 1996[29].

### Gottfried Heinrich Stölzel
- L'aria Bist du bei mir en mi bémol majeur pour voix et basse continue (longtemps attribué à Jean-Sébastien Bach) :
  - est interprété au synthétiseur par Walter Carlos sur son album Switched on Bach 2 de 1973[12].
  - est interprété au synthétiseur par Graziano Mandozzi sur son album Bach Handel 300 de 1985[11].
  - est repris en version pour hautbois, orgue, synthétiseur, basse et batterie par le groupe Kajem sur son album Suite Gothique de 1994[6]

### Igor Stravinsky
- L'oiseau de feu :
  - Les pièces Introduction, Danse de l'Oiseau de feu, Khorovode (Ronde) des princesses, Danse infernale de tous les sujets de Kachtcheï, Berceuse et le Final sont interprétées au synthétiseur par Isao Tomita sur son album Firebird de 1976[124].
  - des thèmes[Lesquels ?] sont repris en version mêlant musique symphonique et musique électronique par le musicien allemand Matthias Arfmann (de) sur son album Presents Ballet Jeunesse de 2016[112].
  - Le Final :
    - figure en introduction de quasiment tous les concerts de Yes depuis 1971[137].
    - est interprété au synthétiseur par Isao Tomita sur son album Live In New York - Back To The Earth de 1988[60].

### Giuseppe Tartini
- La Sarabande est interprétée en version pour hautbois, orgue, synthétiseur, basse et batterie par le groupe Kajem sur le titre Sarabanda de son album Kajem 3[54] et sur son album Kajem on tour live de 1995, avec l'adjonction d'une guitare[5].

### Piotr Ilitch Tchaïkovski
- Le ballet Le Lac des Cygnes :
  - Le thème d'ouverture (Scène, moderato) du 2e acte est repris :
    - dans le refrain du titre Daydream du groupe Wallace Collection (album Laughing Cavalier, 1969)[réf. nécessaire].
    - sur l'album Synthétiseur Classique de 1996[29].
    - dans la chanson Writing on the Wall du groupe Blackmore's Night (album Shadow of the Moon, 1997), le thème constitue l'introduction et est présent dans le refrain[réf. nécessaire].
    - est repris en version mêlant musique symphonique et musique électronique par le musicien allemand Matthias Arfmann (de) sur son album ReComposed de 2005[127]ainsi que sur son album Presents Ballet Jeunesse de 2016[112].
    - en version easy-listening par le Gino Martinelli Sound Orchestra sur le pot-pourri Medley 3 : Tchaikovski suite de l'album Classics in Rock de 2007[34].
    - dans la chanson Glorificamus Te du groupe de musique sacrée Les Prêtres (album Gloria, 2011)[réf. nécessaire].
    - est utilisé par le groupe The Piano Guys sur le titre In My Blood / Swan Lake de son album Limitless de 2018[138].

  - La Danse des petits cygnes du 4e acte est reprise en version mêlant musique symphonique et musique électronique par le musicien allemand Matthias Arfmann (de) sur son album ReComposed de 2005[127].
- Le début du 1er mouvement du Concerto pour piano no 1 : 
  - est repris par le groupe Ekseption sur le titre Concerto de son album Beggar Julia's Time Trip de 1970[50].
  - est interprété par Ed Starink sur l'album Synthétiseur 6 Les Plus Grands Thèmes Classiques de 1991[73].
  - est repris sur l'album Synthétiseur Classique de 1996[29].
  - est repris en version easy-listening par le Gino Martinelli Sound Orchestra sur le pot-pourri Medley 1 de son album Classics in Rock de 2007[34].
  - est repris par le Gino Martinelli Sound Orchestra sur le pot-pourri Medley 3 : Tchaikovski suite de son album sus-cité[34].
- La Marche slave :
  - est reprise en version easy-listening par le James Last Orchestra sur son album Classics Up To Date Vol. 3 de 1974[115].
  - est utilisée par Accept en introduction de la chanson Metal Heart de l'album homonyme de 1985.
  - est reprise par le groupe Dimmu Borgir sur la chanson Metal Heart (reprise de la précédente) de son EP Godless Savage Garden de 1998.
- Le ballet Casse-noisette :
  - La marche, extraite du 1er tableau de l'acte I : 
    - est adaptée sous le titre Nut Rocker par le groupe B. Bumble and the Stingers en 1962.
    - est arrangée sous le même titre par Emerson, Lake and Palmer sur leur album Pictures at an Exhibition de 1971.
    - est reprise en version easy-listening par le Gino Martinelli Sound Orchestra sur le pot-pourri Medley 3 : Tchaikovski suite de son album Classics in Rock de 2007[34].
    - est reprise en version mêlant musique symphonique et musique électronique par le musicien allemand Matthias Arfmann (de) sur son album Presents Ballet Jeunesse de 2016[112].

  - 3e tableau de l'acte II :
    - La Danse des mirlitons :
      - est interprétée au synthétiseur par Walter Carlos sur son album By Request de 1975[59].
      - est reprise en version easy-listening par le Gino Martinelli Sound Orchestra sur le pot-pourri Medley 3 : Tchaikovski suite de son album Classics in Rock de 2007[34].

    - Trépak - Danse russe :
      - est interprétée au synthétiseur par Walter Carlos sur son album By Request de 1975[59].
      - est reprise en version easy-listening par le Gino Martinelli Sound Orchestra sur le pot-pourri Medley 3 : Tchaikovski suite de son album Classics in Rock de 2007[34].

    - La Danse de la féé dragée :
      - est interprétée au synthétiseur par Walter Carlos sur son album By Request de 1975[59].
      - est reprise en version easy-listening par le Gino Martinelli Sound Orchestra sur le pot-pourri Medley 3 : Tchaikovski suite de son album Classics in Rock de 2007[34].

    - La Danse chinoise est reprise par le Gino Martinelli Sound Orchestra sur le titre sus-cité[34].
- Le 3e mouvement de la Symphonie no 6 est repris en concert par le groupe The Nice sur son album Five Bridges de 1970[74].
- L'ouverture 1812 :
  - est jouée durant le solo de batterie de Cozy Powell au sein du groupe Rainbow, et figure notamment sur le titre Still I'm Sad de l'album Live in Munich 1977 sorti en 2006[203].
  - est reprise en version easy-listening par le Gino Martinelli Sound Orchestra sur le pot-pourri Medley 1 de son album Classics in Rock de 2007[34].
- L'ouverture Roméo et Juliette : 
  - est reprise en version easy-listening par le James Last Orchestra sur son album Classics Up To Date de 1966[110].
  - est reprise par le Gino Martinelli Sound Orchestra sur le pot-pourri Medley 1 de son album Classics in Rock de 2007[34].
- Le poème symphonique Capriccio italien, Op. 45 est repris par le Gino Martinelli Sound Orchestra sur le pot-pourri Medley 3 : Tchaikovski suite de son album sus-cité[34].
- Le 1er mouvement (Adagio) de la Symphonie no 6 « Pathétique » est repris sur le titre sus-cité[34].
- Le 1er mouvement (Allegro Moderato) du Concerto pour violon est repris en version new age par Era sur la chanson Thunder Flash de son album Classics II de 2010[44].
- La Romance pour piano Op. 5 est reprise en version easy-listening par le James Last Orchestra sur son album Classics Up To Date Vol. 5 de 1978[122].
- La Chanson triste Op.40 no 2 pour piano est reprise en version easy-listening par le James Last Orchestra sur son album sus-cité[122].
- Le thème de la Marche slave a été repris par le groupe de heavy metal Accept en tant qu'introduction du morceau Metal Heart sur l'album du même nom sorti en 1985, morceau plus tard repris par Dimmu Borgir sur leur EP Godless Savage Garden sorti en 1998. Le groupe de rock progressif Earthbound Papas a aussi utilisé la Marche slave en introduction de son album Octave Theory, sorti en 2011, cette fois dans sa version orchestrale originale[204].

### Giuseppe Verdi
- L'air Addio del passato de La Traviata (air lui-même inspiré d'une musique séfarade intitulée Adijo Kerido) :
  - La chanson Since My Love Is Gone interprétée par Nina Simone est calquée sur cet Addio del passato,
  - La cheffe d'orchestre Laurence Equilbey propose une version électro du même morceau sur son album Private Domain en 2009.
- La Marche triomphale de l'acte II de l'opéra Aida est interprétée par Ed Starink sur l'album Synthétiseur 5 Les Plus Grands Thèmes Classiques de 1990[109].
- Nabucco :
  - La musique du chœur des esclaves, Va, pensiero de l'opéra Nabucco :
    - est reprise en version easy-listening par le James Last Orchestra sur son album Classics Up To Date de 1966[110].
    - est reprise dans la chanson Je chante avec toi liberté interprétée par Nana Mouskouri en 1976.
    - est reprise en version new age sur l'album Classics d'Era de 2009[35].
- Des airs[Lesquels ?] de l'opéra La force du destin sont repris sur l'album d'Era sus-cité[35].

### Hector Villa-Lobos
- L' Ária de la Bachianas Brasileiras no 5 est reprise en version latino sur l'album Camerata Brasil - Bach in Brazil de 2000[16].

### Antonio Vivaldi

#### Concertos
- Les concertos pour violon les Quatre Saisons, op. 8 :
  - sont repris dans leurs intégralités :
    - en version jazz par le Raymond Fol Big Band sur son album Les Quatre Saisons "In Jazz" d´après Antonio Vivaldi de 1965[205].
    - en version jazz par le Norio Maeda Trio sur son album The Four Seasons - Modern Vivaldi de 1972[206].
    - par le claviériste japonais Koichi Oki sur son album mêlant musique électronique, jazz, rock et funk Antonio Vivaldi "Four Synthesizer Seasons" de 1974[207].
    - au synthétiseur par le musicien américain Patrick Gleeson sur son album The Four Seasons de 1982[208].
    - en version jazz par le Trio Play Bach de Jacques Loussier sur son album Vivaldi: The Four Seasons de 1997[209].
    - en version metal-néo-classique par le guitariste allemand Uli Jon Roth sur son album Metamorphosis Of Vivaldi's Four Seasons de 2003[210].
    - en version réarrangée par le compositeur allemand Max Richter pour orchestre (Konzerthaus Kammerorchester Berlin dirigé par André de Ridder avec Daniel Hope au violon solo) et synthétiseur (joué par Richter) sur son album Recomposed By Max Richter: Vivaldi - The Four Seasons de 2012[211]. Cette version est au programme du Bac Musique 2019[212].
    - en version pour accordéon et quatuor à cordes par Richard Galliano sur son album Vivaldi de 2013[213].
    - en version metal-néo-classique par le collectif de musiciens Vivaldi Metal Project sur son album The Four Seasons de 2016[214].
    - en version rock progressif par Daryl Way, violoniste du groupe Curved Air, sur son album Vivaldi's Four Seasons In Rock de 2018[215].

  - Le Concerto no 1 en mi majeur, « La primavera » (Le Printemps) (RV 269) :
    - Le 1er mouvement (Allegro) :
      - en repris en version disco par le groupe The Philarmonics sur son album Four New Seasons de 1978[216].
      - est interprété par Ed Starink sur l'album Synthétiseur 6 Les Plus Grands Thèmes Classiques de 1991[73].
      - est repris sur l'album Synthétiseur Classique de 1996[29].
      - est interprété en version mêlant musique latine et flamenco par le guitariste argentin Gustavo Montesano accompagné par le Royal Philharmonic Orchestra sur le titre Primavera Tango de son album Flamenco Fantasy de 2001[33].

    - des extraits des 1er mouvement (Allegro) et 3e mouvement (Allegro) sont interprétés au synthétiseur par Stephan Kaske sur son album Synthesiser - Antonio Vilvadi - The Greatest Hits de 1991[217].
    - Le 3e mouvement (Allegro) est repris en version new age sur l'album Classics d'Era de 2009[35].

  - Le Concerto no 2 en sol mineur, « L'estate » (L'Été) (RV 315) est interprété dans son intégralité au synthétiseur par Stephan Kaske sur son album Synthesiser - Antonio Vilvadi - The Greatest Hits de 1991[217].
  - Le Concerto no 3 en fa majeur, « L'autunno » (L'Automne) (RV 293) est interprété dans son intégralité au synthétiseur par Stephan Kaske sur son album sus-cité[217].
  - Le Concerto no 4 en fa mineur, « L'inverno » (L'Hiver) (RV 297):
    - est interprété dans son intégralité au synthétiseur par Stephan Kaske sur son album sus-cité[217].
    - Le 1er mouvement (Allegro non molto) est utilisé par le groupe The Piano Guys sur le titre Let It Go de son album Wonders de 2014.
    - Le 2e mouvement (Largo) :
      - est repris en version easy-listening par le James Last Orchestra sur son album Ein Festliches Konzert Zur Weihnachtszeit Mit James Last de 1979[36].
      - est repris en version new age sur l'album Classics d'Era de 2009.
- Le Concerto pour cordes « Alla Rustica » en sol Op. 51 no 4 (RV 151) est interprété au synthétiseur par Stephan Kaske son album Synthesiser - Antonio Vilvadi - The Greatest Hits de 1991[217].
- Le 1er mouvement (Allegro) du Concerto pour mandoline, cordes et basse continue en do majeur (RV 425) est interprété au synthétiseur par Stephan Kaske sur le titre Mystica de son album sus-cité L'estro armonico[217].
- Le Concerto no 8 pour deux violons et basse continue en la mineur (RV 522) :
  - Le 1er mouvement (Allegro) est interprété au synthétiseur par Stephan Kaske sur le titre La Forza Del Destino de son album sus-cité[217].
  - Le 2e mouvement (Larghetto e spiritoso) :
    - est repris par le groupe Manfred Mann's Earth Band dans les chansons Earth Hymn et Hearth Hymn 2 de son album The Good Earth de 1974.
    - est repris en version new age sur l'album Ancien Spirits de 1998[10].

  - Le 3e mouvement est interprété au synthétiseur par Stephan Kaske sur le titre Crytal Motion de son album Synthesiser - Antonio Vilvadi - The Greatest Hits de 1991[217].
- Le Concerto pour deux violoncelles en sol mineur (RV 531) est utilisé par le groupe The Piano Guys sur le titre Code Name Vivaldi de son album homonyme de 2012[45].
- Le 1er mouvement (Allegro) du Concerto pour deux flûtes traversières, cordes, clavecin et basse continue, en do majeur (RV 533) est interprété au synthétiseur par Stephan Kaske sur le titre Heavyvaldi de son album sus-cité[217].
- Le 1er mouvement (Allegro) du Concerto pour viole d'amour, luth, cordes et clavecin (RV 540) est interprété au synthétiseur par Stephan Kaske sur le titre Vivavivaldi de son album sus-cité L'estro armonico[217].
- Le 1er mouvement (Allegro) du Concerto no 10 pour quatre violons, violoncelle et cordes en si mineur (RV 580), retranscrit par Bach pour quatre clavecins :
  - est interprété au synthétiseur par Stephan Kaske sur le titre Upstairs, Downstairs de son album sus-cité L'estro armonico[217].
  - Quelques mesures du 1er mouvement sont reprises dans la chanson Agony is my Name du groupe Rhapsody of Fire sur leur album Power of the Dragon Flame de 2002[218].

#### Opéras
- L'opéra Arsilda, regina di Ponto :
  - L'air La Son Quel Gelsomino - Allegro est repris en version pour accordéon et quatuor à cordes par Richard Galliano sur son album Vivaldi de 2013[213].
  - L'air Tornar Voglio Al Primo Ardore - Andante Alla Francese est repris à l'accordéon par Richard Galliano sur son album sus-cité[213].
- L'air Vedro Con Mio Diletto - Larghetto de l'opéra Giustino :
  - est repris en version pour accordéon et quatuor à cordes par Richard Galliano sur son album sus-cité[213].
  - est repris à l'accordéon par Richard Galliano sur son album sus-cité[213].

### Richard Wagner
- La Marche nuptiale, Chœur des fiançailles de l'acte III de l'opéra Lohengrin, est interprétée au synthétiseur par Walter Carlos sur son album By Request de 1975[59].
- Liebestodt de l'opéra Tristan et Isolde est interprétée au synthétiseur par Isao Tomita sur son album Live In New York - Back To The Earth de 1988[60].
- L'ouverture de l'opéra Le Vaisseau fantôme est reprise en version mêlant musique symphonique et musique électronique par le musicien allemand Matthias Arfmann (de) sur son album ReComposed de 2005[127].
- La Chevauchée des Walkyries, prélude de l'acte III de l'opéra La Walkyrie :
  - est interprétée par Isao Tomita en thème central du titre Space Fantasy de son album Kosmos de 1978[55].
  - est jouée en ouverture du concert du groupe Michael Schenker Group enregistré sur son album Live At Budokan de 1981[219].
  - est interprétée par Ed Starink sur l'album Synthétiseur 5 Les Plus Grands Thèmes Classiques de 1990[109].
  - est reprise par le groupe de heavy metal The Great Kat sur son mini-album Wagner's War de 2002[157].
- L'ouverture de l'opéra Tannhaüser est chantée par Dave sur le titre Splendeur des jours de son album Classique de 1998[32].

### Émile Waldteufel
- La valse Amour et Printemps est interprétée à l'accordéon par Richard Galliano sur son album Valses de 2020[118].

### Charles-Marie Widor
- La Toccata de la 5e symphonie pour orgue :
  - est utilisée dans la chanson Machine Messiah (3e minute) de l'album Drama du groupe Yes sorti en 1979.
  - est interprétée en version pour orgue, synthétiseur, basse et batterie par le groupe Kajem, sur le titre Toccata de son album homonyme de 1985[4] et sur son album Kajem on tour live de 1995, avec l'adjonction d'une guitare[5].

### William Wolstenholme
- L'Allegreto pour orgue est interprété en version pour orgue, synthétiseur, basse et batterie par le groupe Kajem, sur son album Kajem 3 de 1989[54].

### Gordon Young
- Le Prelude in Classic Style est interprété en version pour orgue, synthétiseur, basse et batterie par le groupe Kajem, sur son album Kajem 3 de 1989[54].

## Spectacles

### Sommaire alphabétique
- Beethoven
- Chopin
- Verdi

### Ludwig van Beethoven
- L'humoriste Bernard Haller exprime ses pensées tout en interprétant le 1er mouvement de la Sonate pour piano no 14 Au clair de lune dans son sketch Le Concertiste, extrait de son spectacle Comment ça commence de 1994[220].

### Frédéric Chopin
- L'humoriste Raymond Devos réutilise la mélodie de L’étude no 3 « Tristesse » dans son sketch De la joie sur fond de tristesse, mais sur les paroles de la chanson Y a d'la joie de Charles Trenet.

### Giuseppe Verdi
- Aida :
  - L'opéra inspire une comédie musicale, écrite par Elton John et Tim Rice et produite par Walt Disney Theatrical Productions qui débute en 2000 à Broadway[réf. nécessaire].
  - Une adaptation pour une production à grand spectacle est produite par Art Production : Aïda, Monumental Opera On Fire[réf. nécessaire].

## Cinéma et télévision
La musique de film est un genre en soi. Les compositeurs qui écrivent pour le cinéma sont la plupart du temps de formation académique et écrivent souvent pour les deux genres musicaux. Les œuvres du répertoire classique illustrent aussi le paysage sonore des films, téléfilms, séries, émissions et dessins animés.

### Sommaire alphabétique des compositeurs
- Bach
- Barber
- Beethoven
- Berlioz
- Boccherini
- Brahms
- Bruckner
- Chopin
- Chostakovitch
- Debussy
- Delibes
- Donizetti
- Dukas
- Dvořák
- Fauré
- Giazotto
- Grieg
- Haendel
- Haydn
- Hérold
- Holst
- Khatchatourian
- Liszt
- Lully
- Mahler
- Mendelssohn
- Moussorgski
- Mozart
- Offenbach
- Orff
- Pachelbel
- Prokofiev
- Rachmaninov
- Rameau
- Ravel
- Rimski-Korsakov
- Rossini
- Satie
- Schubert
- Schumann
- Suppé
- Strauss J.
- Strauss R.
- Stravinsky
- Telemann
- Tchaïkovski
- Thomas
- Verdi
- Vivaldi
- Wagner
Weber

### Jean-Sébastien Bach
- Passion selon saint Matthieu, dans Casino (1995) de Martin Scorsese
- Suite pour orchestre no 3 en ré majeur (ou Air on the G String en anglais), dans Seven (1995)
- Toccata et fugue en ré mineur dans :
  - Fantasia (1940)
  - Rollerball (1975)
  - Aviator (2004)
  - Il était une fois... l'Homme (1978)
- Fugue en sol mineur, BWV 578 (theme remix) dans Shrek 4 (2010)
- Les Variations Goldberg dans : 
  - Le Silence des agneaux (1991)
  - Stupeur et Tremblements (2002)
- La cantate Herz und Mund und Tat und Leben (BWV 147a) dans Neon Genesis Evangelion.
- Le prélude no 1 du Clavier bien tempéré (BWV 846) est présent au générique de fin du film de La Dame de fer (2001).
- La musique du film Your eyes de Vladimir Cosma, du film La boum, dont le theme est arrangé de l'adagio de Bach.
- La Suite pour violoncelle no 1 en sol majeur dans :
  - 1990 : Les suites pour violoncelle seul de Bach représentent non seulement l'accompagnement musical du téléfilm Six crimes sans assassins, mais aussi l'un de ses thèmes. Le personnage principal du film, commissaire de police à la retraite (Jean-Pierre Marielle) les écoute quotidiennement, chaque lundi la 1re, la 2e mardi et ainsi de suite jusqu'au dimanche, où il choisit l'une des six et s'efforce de faire partager cette passion à l'écrivain (Fabrice Luchini) qui se charge de sa biographie - BWV 1007.
  - 2003 : Master and Commander où elle est interprétée par le violoncelliste américain d'origine chinoise Yo-Yo Ma - BWV 1007.
  - 2010 : Le Mariage à trois de Jacques Doillon - BWV 1010.
  - 2016 : Tamara (bande originale de film et esquisse au violon et au violoncelle respectivement par Ina Castagnetti et Sylvie Testud) - BWV 1007.

### Samuel Barber
- L'Adagio pour cordes :
  - Le Mépris de Jean-Luc Godard en 1963;
  - Elephant Man de David Lynch en 1980;
  - Platoon d'Oliver Stone en 1986;
  - Les Roseaux Sauvages d'André Téchiné en 1994;
  - Le Fabuleux Destin d'Amélie Poulain de Jean-Pierre Jeunet en 2001.

### Johannes Brahms
- La danse hongroise no °5 dans Le dictateur (1940) pour la scène du barbier juif rasant son client sur le rythme de cet air.
- L'Andante du Sextuor N°1,Op.18 est utilisé dans Les amants (1958).

### Ludwig van Beethoven
- Le thème du 1er mouvement de la Sonate pour piano no 14 Au clair de lune dans :
  - L'Homme qui jouait à être Dieu (1932) de John G. Adolfi
  - Boule de Suif (1945) de Christian-Jaque
  - Lacombe Lucien (1974) de Louis Malle, un des rares film où l'on peut entendre le 3e mouvement
  - La Ballade de Bruno (1977) de Werner Herzog
  - Misery (1990) de Rob Reiner
  - Val Abraham (1993) de Manoel de Oliveira
  - Entretien avec un vampire (1994) de Neil Jordan
  - Détective Conan (1996). Dans l'épisode spécial intitulé Sonate pour crime au clair de lune, la Sonate pour piano no 14 de Beethoven est reprise. À chaque morceau joué, les détectives privés et la police retrouvent le piano accompagné d'un mort assassiné. L'assassin laisse des partitions de la sonate sur les lieux du crime.
  - Yi-Yi (1999) d'Edward Yang
  - The Barber (2001) de Joel Coen.
  - Le Pianiste (2002) de Roman Polanski
  - Elephant (2003) de Gus Van Sant
  - La Face cachée de la lune (2003) de Robert Lepage
  - Confessions d'un homme dangereux (2003) de George Clooney
  - Comme une image d'Agnès Jaoui (2004)
  - Ray (2005) de Taylor Hackford
  - Revolver (2005) de Guy Ritchie
  - The Quiet (2005) de Jamie Babbit
  - Casshern (2005) de Kazuaki Kiriya
  - Torchwood (saison 1, épisode 10 Hors du temps) (2006)
  - Guerre et paix (2007) adaptation télévisée en quatre épisodes réalisée par Robert Dornhelm
  - Le Refuge de François Ozon (2010)
  - Borderline d'Olivier Marchal (2015)
- La Symphonie no 6, dite Symphonie Pastorale dans Fantasia (1940) et illustrée par une séquence animée sur le thème de la mythologie grecque.
- Le 2e mouvement de la Symphonie n° 7 de Beethoven dans : 
  - Lola de Jacques Demy (1961),
  - Haewon et les Hommes de Hong Sang-soo (2013),
  - Zardoz de John Boorman (1974),
  - Irréversible de Gaspar Noé (2002),
  - The Fall de Tarsem Singh (2006),
  - Love Exposure de Sion Sono (2008),
  - Prédictions d'Alex Proyas (2009),
  - Le Discours d'un roi de Tom Hooper (2010),
  - Adieu au langage de Jean-Luc Godard (2014),
  - X-Men: Apocalypse de Bryan Singer (2016).
- La Symphonie n° 9 de Beethoven dans : 
  - Orange mécanique.
  - Neon Genesis Evangelion.
- Un extrait du concerto pour piano no 4 est utilisé dans le film Le Discours d'un roi.
- Le thème du 2e mouvement du concerto pour piano no 5 dans Le Cercle des poètes disparus.
- Le film Le Quatuor de Yaron Zilberman utilise largement le quatuor à cordes numéro 14 en ut dièse mineur, op. 131 de Beethoven.
- Quatuor à cordes nº 13 de Beethoven (5emouvement Cavatina) - enregistrement par le Quatuor Végh en 1973 dans le long métrage Le Mariage à trois réalisé en 2010 par Jacques Doillon.
- La Lettre à Élise peut être entendue à la harpe dans Django Unchained de Quentin Tarantino.
- Le thème du 1er mouvement de la Symphonie no 5 est repris et adapté en version disco dans la BO de La Fièvre du samedi soir sous le titre A Fifth of Beethoven (1977)[221]. Ce titre est lui-même samplé par Robin Thicke pour sa chanson When I Get U Alone (2002)[183].

### Hector Berlioz
- La Damnation de Faust et La Marche Hongroise, scènes emblématiques de la répétition puis du concert par le chef d'orchestre Stanislas Lefort (Louis de Funès) dans La Grande Vadrouille, reprisent à la fin dans leur planeur par Terry Thomas, Louis de Funès et Bourvil.
- 5e mouvement (Songe d'une nuit de sabbat) de la Symphonie fantastique dans : 
  - Shining (1980), reprit par Wendy Carlos.
  - Les diables (1971).

### Luigi Boccherini
- Le menuet du Quintette à cordes opus 11 no 5 dans :
  - Tueurs de dames (1955) d'Alexander Mackendrick.
  - Les Frères Grimm (2005) de Terry Gilliam.
- La Musica Notturna delle strade di Madrid dans Master and Commander : De l'autre côté du monde (2003).

### Anton Bruckner
- La Symphonie no 7 en mi majeur dans Senso de Luchino Visconti.

### Frédéric Chopin
- Ballade no 1 en sol mineur dans Le Pianiste de Roman Polanski.
- L’étude no 3 Tristesse est chantée par Tino Rossi dans Le chanteur inconnu.
- « La goutte d'eau », prélude no 15 de l'opus 28 dans :
  - Rêves (夢, Yume) de Akira Kurosawa.
  - Prometheus de Ridley Scott.
- Valse en la mineur (op. posthume, 1848) dans La Rafle de Roselyne Bosch.
- Valse op. 64 n° 2 dans : 
  - Valse avec Bachir.
  - L'Auberge espagnole.
  - L'Heure zéro.
  - La Tourneuse de pages.
  - La Boum 2.
  - L'Heure zéro.
- Nocturne op. 9 n°1 dans : Intouchable
- Nocturne op. 9 n°2 dans : 
  - L'épisode 100 de Salut Les Geeks.
  - Un épisode d'Hannibal.
- Prélude, op. 28, no. 15 dans :
  - XXx lors de la scène au café.
  - Hercule Poirot quitte la scène lorsqu'Elizabeth Cole le joue juste après que Hastings ait eu sa dernière conversation avec Poirot.
- Polonaise Héroïque, opus 53 dans : Pas de problème

### Dmitri Chostakovitch
- En 1999, Stanley Kubrick utilise la Valse de la Suite pour orchestre de variété n° 1 dans Eyes Wide Shut.
- En 2016, Zack Snyder utilise la Suite pour orchestre de jazz nº 2 dans Batman v Superman : L'Aube de la justice.

### Claude Debussy
La touche « impressionniste » de Claude Debussy en fait un compositeur particulièrement adapté à l'univers du cinéma. De nombreux films, séries ou publicités ont fait usage de ses compositions.
- Le Clair de lune de la Suite bergamasque pour piano solo dans :
  - Fantasia de Walt Disney (1940) (scène inédite dans la version originale)
  - Géant (1956) de George Stevens : le morceau apparaît comme un des morceaux favoris du personnage d’Oncle Bally.
  - Casino Royale (1967) : Sir James Bond « se met au vert » avec Debussy, jouant Clair de lune sur un piano à queue dans la pièce de musique de sa demeure.
  - The Right Stuff (1983) de Philip Kaufman
  - Frankie and Johnny (1991) de Garry Marshall
  - Val Abraham (1993) de Manoel de Oliveira
  - L'Odeur de la papaye verte (1993) de Trần Anh Hùng
  - Sept ans au Tibet (1997) de Jean-Jacques Annaud : le morceau est joué par la boîte à musique donnée à Heinrich Harrer par le dalaï-lama.
  - The Game (1997) de David Fincher
  - All About Lily Chou-Chou (2001) de Shunji Iwai : le réalisateur fait référence au surnom donné à la fille de Claude Debussy et utilise le Clair de lune dans un des passages pathétique de l'histoire.
  - Ocean's Eleven (2001) de Steven Soderbergh
  - Dog Soldiers (2002) de Neil Marshall : utilise Clair de lune pour un effet comique.
  - Man on Fire (2004) de Tony Scott
  - Faussaire (2005) de Lasse Hallström
  - Ocean's Thirteen (2007) de Steven Soderbergh
  - Reviens-moi (2007) de Joe Wright
  - À bord du Darjeeling Limited (2007) de Wes Anderson
  - Twilight, chapitre I : Fascination (2008) de Catherine Hardwicke
  - Tokyo Sonata (2008) de Kiyoshi Kurosawa.
  - La Rafle (2010) de Roselyne Bosch
  - Twilight, chapitre 3 : Hésitation (2010) de David Slade
  - Populaire (2012) de Régis Roinsard
  - Les Héritiers (2014) de Marie-Castille Mention-Schaar
  - Skins, Beverly Hills : Nouvelle Génération
  - Glee
  - The Nostalgia Critic
  - Les Simpson
  - How I Met Your Mother
- La série télévisée Westworld utilise à plusieurs reprises la pièce Rêverie.
- Doctor Gradus ad Parnassum de Children's Corner est entendu dans Fortunat, film d'Alex Joffé (1960).
- Le Quatuor à cordes est entendu dans Even Cowgirls Get the Blues (1993) de Gus Van Sant.
- Le mouvement lent de la pièce En blanc et noir pour deux pianos est joué par les personnages de Anna Mouglalis et Jacques Dutronc dans Merci pour le chocolat (2000) de Claude Chabrol.
- La 1re Arabesque est entendue dans la scène du dîner du film Les Oiseaux (1963) d'Alfred Hitchcock, dans A Good Year (2006) de Ridley Scott et dans Singularités d'une jeune fille blonde (2009) de Manoel de Oliveira.
- La Cathédrale Engloutie est entendue (dans une version électronique) dans New York 1997 (1981) de John Carpenter, lorsque le héros glisse dans un Manhattan futuriste.
- Les sons et les parfums tournent dans l'air du soir est brièvement entendu dans une scène du film Usual Suspects (1995) de Bryan Singer.
- Dans Le Créateur (1998) d'Albert Dupontel, lorsque celui-ci boit en compagnie de Le Floch (Paul Le Person) pour lui remonter le moral, on entend furtivement le début du 3e Nocturne (Sirènes) au moment où l'écrivain parle de ses moments d'inspiration.
- Le 1er des trois Nocturnes (Nuages) est entendu dans Feux rouges (2004) de Cédric Kahn.
- Beau Soir est entendu dans Ève (1950) de Joseph L. Mankiewicz, quand Margo rallume la radio de la voiture. D'autre part le thème principal du film, composé par Alfred Newman, semble contenir des réminiscences de Beau Soir.
- Le Prélude à l'après-midi d'un faune est entendu dans Flashdance (1983) de Adrian Lyne.
- La Petite Suite est entendue dans L'Homme bicentenaire (1999) de Chris Columbus.
- La Sarabande de la suite Pour le piano est entendue dans La Coupe d'or (2000) de James Ivory.
- Le film Ocean's Eleven de Steven Soderbergh, sorti en 2001, contient une reprise du Clair de Lune extrait de la Suite bergamasque de Claude Debussy, interprété par l'Orchestre de Philadelphie.
- Le prélude La Fille aux cheveux de lin est entendu dans Le Portrait de Jennie (1948) de William Dieterle, mais aussi dans Les Dames de Cornouailles (2004) de Charles Dance.
- La Rêverie4 est entendue dans Pacte avec un tueur (1987) de John Flynn.
- General Lavine, eccentric, prélude du Second Livre, est entendu dans Milou en mai (1989), de Louis Malle.
- Des pas sur la neige est joué au piano par Romain Duris dans De battre mon cœur s'est arrêté (2005) de Jacques Audiard.

### Léo Delibes
- Le duetto Sous le dôme épais de l'acte I de Lakmé : Viens, mallika dans : 
  - True Romance.
  - L'Impasse.
  - Attila Marcel.
  - Le Jugement dernier, Homer Simpson est accueilli au paradis avec cet air.
  - Nip/Tuck Saison 2, épisode 9, Sœurs siamoises (Rose & Raven Rosenberg)
  - L'épisode 12 de la saison 4 d'Alias.
  - Regular Show épisode 21 de la saison 2.
  - Il est aussi joué dans Les Prédateurs (The Hungers), dans la scène Catherine Deneuve est au piano.

### Paul Dukas
- La séquence de L'Apprenti sorcier dans Fantasia (1940), avec une mise en scène de Mickey Mouse.

### Gaetano Donizetti
- Lucia di Lammermoor :
  - « Il dolce suono » (scène de la folie) - Acte III, scène 1, 4e air : repris dans Le Cinquième Élément de Luc Besson).
  - « Chi mi frena in tal momento » - Acte II, scène 2 : utilisé par Martin Scorsese dans Les Infiltrés.
- « Una furtiva lagrima », extrait de L'elisir d'amore (L'Élixir d'amour), utilisé par Woody Allen dans Match Point.

### Antonín Dvořák
- La Symphonie du Nouveau Monde sert de thème musical tout au long du film Georgia d'Arthur Penn (1981).
- Le 4e et dernier mouvement de cette symphonie, épique et particulièrement puissant, est utilisé par la télévision française pour des émissions consacrées à la médecine.
- Ce même dernier mouvement est utilisé dans Underground d'Emir Kusturica, en accompagnement de séquences d'images d'archives détournées, illustrant l'accession au pouvoir du régime communiste de Tito.

### Gabriel Fauré
- Le réalisateur Terrence Malick utilise le septième et dernier mouvement de son Requiem, In Paradisum, dans son long-métrage La Ligne Rouge sorti en 1998.

### Remo Giazotto
- L’Adagio d'Albinoni est utilisé :
  - Le Procès (1962)
  - Comment réussir quand on est con et pleurnichard (1974), un des personnages principaux, Marie-Josée, tente de se suicider à chaque déception sentimentale, toujours de la même manière : elle met l'Adagio d'Albinoni, avale un tube de somnifères, et ouvre le gaz. Ses tentatives échouent toujours, et se soldent souvent par la destruction de son immeuble par une explosion causée par la fuite de gaz.
  - Rollerball (1975)
  - Cosmos 1999 (1975) pour un de ses épisodes de la 1er saison de la série, Le Domaine du Dragon.
  - Les Bronzés (1978) un des héros, Jean-Claude Dusse (Michel Blanc), dit avoir essayé de se suicider avec comme fond sonore l'Adagio d'Albinoni[222].
  - Flashdance (1983) juste avant la célèbre scène de danse sur la musique Maniac de Michael Sembello.
  - After Hours (1985)
  - Fucking Åmål (1998).
  - Ring 0 (2000)
  - Quand je serai petit (2012). À noter que Jean-François Zygel apparaît dans le film et y explique l'origine du morceau.
  - saison 2 de The Voice, la plus belle voix (2013)
  - Manchester by the Sea (2017)
  - American Crime Story: The Assassination of Gianni Versace (2018) épisodes 1 et 9.

### Edvard Grieg
- Dans l'antre du roi de la montagne dans :
  - M le maudit de Fritz Lang.
  - Funny Game U.S. de Michael Haneke.
  - The Social Network,
  - Inspecteur Gadget.
- On peut entendre La mort d'Åse (Peer Gynt) dans le film La Rafle (2010)
  - Dans le film Soleil vert le morceau Au matin tiré de l'acte IV de Peer Gynt est utilisé à la suite du 1er morceau de la 6e symphonie de Beethoven pour la scène la plus célèbre du film montrant la nature disparue.

### Georg Friedrich Haendel
- La Sarabande (4e mouvement de la Suite de pièces pour clavecin no 4, HWV 437) dans Barry Lyndon (1975)
- Hallelujah (Le messie, HWV56) dans L'Étoffe des héros (1983)
- Water Music dans La Folie du roi George (1994)
- Zadok the Priest dans La Folie du roi George (1994)

### Joseph Haydn
- Symponie n° 88, Finale. Allegro con spirito dans Benjamin ou Les mémoires d'un puceau (1968)

### Ferdinand Hérold
- Zampa ou La Fiancée de marbre dans Colonel Blimp (1943)

### Gustav Holst
- Les Planètes dans :
  - L'Etoffe des héros (1983)
  - Gladiator (2000)

### Aram Khatchatourian
- L'adagio de Gayaneh dans :
  - 2001, l'Odyssée de l'espace
  - Jeux de guerre
  - Aliens le retour

### Franz Liszt
- Le thème principal du 1ermouvement du Concerto pour piano et orchestre no 1 en mi bémol majeur constitue l'un des thèmes du dessin animé Les Schtroumpfs.
- Liebesträumeno 3 — dans une version abrégée — apparaît dans Ève de Joseph L. Mankiewicz.
- Nuages Gris est également utilisé dans Eyes Wide Shut de Stanley Kubrick.

### Jean-Baptiste Lully
- Marche pour la cérémonie des Turcs dans : 
  - Tous les matins du monde (1991)
  - Le roi danse (2000)
  - Raid dingue (2016)

### Gustav Mahler
- L'adagietto du 4e mouvement de la 5e symphonie de Gustav Mahler dans Mort à Venise (1971)
- Piano Quartet, Quatuor pour piano et cordes en la mineur dans Shutter Island (2010)

### Felix Mendelssohn
- Les Hébrides dans Colonel Blimp (1943)

### Modeste Moussorgski
- David Shire fait une version disco d'Une nuit sur le mont Chauve baptisée Night on Disco Mountain pour le film La Fièvre du samedi soir.
- Une partie de la pièce Le Gnome tirée des Tableaux d'une exposition est reprise comme thème pour les tempêtes et catastrophes diverses dans la série animée Les Schtroumpfs
- Un thème récurrent du dessin animé Les Schtroumpfs (thème du village) est en fait le morceau Tuileries des Tableaux d'une exposition

### Wolfgang Amadeus Mozart
- Le Nozze di Figaro :
  - L'air « Che soave zeffiretto » fait partie de la musique du film The Barber des Frères Coen (2001).
  - L'air « L'ho perduta » fait partie de la musique du film L'Accompagnatrice de Claude Miller en 1992 et des Témoins d'André Téchiné en 2007.
  - Un extrait de l'ouverture fait partie de la musique du film Last Action Hero de John McTiernan (1993).
  - Un extrait de l'ouverture fait partie de la musique du film Un fauteuil pour deux de John Landis en 1983.
  - Un extrait de l'ouverture fait partie de la musique du film Le Discours d'un Roi.
- Un extrait du Concerto pour piano n° 21 est entendu dans le générique du programme pour enfants Mes mains ont la parole de l'émission Récré A2.
- Une petite musique de nuit dans Anastasia (1956).
- Le Concerto pour piano n° 23 de Mozart
  - Le 2e mouvement, Adagio de ce concerto  est utilisé dans le film L'Incompris de Luigi Comencini.
  - Ce mouvement est utilisé dans le film La Chambre des suicidés de Jan Komasa.
  - Cet adagio sert de musique au film Elvira Madigan réalisé par Bo Widerberg. La bande sonore de ce long métrage a donné à cette pièce une telle célébrité qu'elle est communément appelée Concerto pour piano Elvira Madigan.
  - Des extraits de ce concerto sont entendus dans deux films représentant la fin de la vie de Staline, Une exécution ordinaire et La Mort de Staline. Un enregistrement de ce concerto a été retrouvé sur le tourne-disques du dictateur à sa mort.
- Le 3e mouvement Alla Turca (ou La Marche Turque) de la Sonate pour piano n° 11 de Mozart dans The Truman Show.
- Concerto pour clarinette :
  - Un extrait du concerto est utilisé dans le film Le Discours d'un Roi.
  - L’Adagio du concerto pour clarinette est un des thèmes principaux du film Out Of Africa.
- Le film Amadeus reprend plusieurs composition de Mozart.
- Requiem :
  - The Big Lebowski des Frères Coen.
  - Requiem pour un massacre, ce qui suggéra d'ailleurs le nom français du film.
  - La strophe Dies Irae de la Sequentia dans X-Men 2 (2003) pour illustrer la progression de Diablo jusqu'au Bureau ovale.
  - Un extrait de la strophe Lacrimosa dans Watchmen (2009) lors du combat entre Ozymmandias, Nite Owl II et Rorschach.

### Jacques Offenbach
- French cancan dans :
  - Colonel Blimp (1943)
  - La Valse de Paris (1950) de Marcel Achard.
  - Moulin Rouge (1952) de John Huston.
  - French Cancan (1955) de Jean Renoir.
  - Can-Can (1960) de Walter Lang.
  - Moulin Rouge (2001) de Baz Luhrmann.
  - Les Looney Tunes passent à l'action (2003) de Joe Dante et Eric Goldberg
  - Un mariage de rêve (2008) de Stephan Elliott.
  - Les Aventures extraordinaires d'Adèle Blanc-Sec (2010) de Luc Besson.

### Carl Orff
- O Fortuna extrait de Carmina Burana apparaît dans le film Excalibur de 1981 réalisé par John Boorman.

### Johann Pachelbel
- Dans le film d'animation Neon Genesis Evangelion on peut entendre un extrait du Canon de Pachelbel.
- En 2001, dans la série télévisée Charmed, le morceau est joué lors du mariage de Piper Halliwell et Léo Wyatt.

### Sergueï Prokofiev
- extraits de Roméo et Juliette - Cendrillon - Symphonies numéros 2 et 7 - Alexandre Nevski - Ivan le Terrible, dans le film Je suis le seigneur du château de Régis Wargnier (1989).
- Pierre et le Loup
  - En 1946, Walt Disney en fait un dessin animé narré par Sterling Holloway. Ce dessin animé est publié pour la première fois dans un recueil intitulé La Boîte à musique, puis eu sa propre vidéo dans les années 1990.
Si la partition a été très peu modifiée, cette adaptation inclut néanmoins des changements par rapport à l'œuvre originale :
    - Durant l'introduction des personnages, les trois premiers animaux sont désignés par des prénoms russes qu'ils conservent tout au long de l'histoire : Sacha est l'oiseau, Sonia est la cane et Ivan est le chat. Seul le loup reste anonyme.
    - Pierre rêve qu'il s'échappe avec son fusil de bois et qu'il réussit à attraper le loup.
    - Pierre et ses amis animaux sont au courant de la présence du loup dans le bois et se préparent à l'attraper.
    - C'est Ivan et non Pierre qui tente de passer une corde autour de la queue du loup.
    - Alors que l'œuvre originale ne précise pas combien les chasseurs sont censés être, leur nombre est ici fixé à trois. Les chasseurs sont prénommés Micha, Iacha et Vladimir.
    - À la fin du film, il apparaît que Sonia n'a pas été mangée par le loup (alors que l'on voit des plumes sortir de la gueule du loup, Sonia est en fait restée cachée dans un tronc d'arbre creux).

  - En 1958, une émission télévisée nommée Art Carney Meets Peter and the Wolf (Art Carney dans Pierre et le Loup), avec, naturellement, Art Carney, et les marionnettes Bil Baird, est diffusée par l'American Broadcasting Company, et fait suffisamment d'audience pour être rediffusée l'année suivante. Le spectacle suit une histoire originale dans laquelle Art Carney interagit avec des marionnettes d'animaux parlants, notamment le loup, qui est la bête noire du groupe. La 1re partie est musicale, avec des musiques adaptées de Lieutenant Kije et d'autres compositions de Prokofiev avec l'insertion de paroles en anglais. Le programme continue ensuite avec Pierre et le Loup, joué exactement comme l'original, et mimé par les marionnettes.
  - Vers 1960, Hans Conried en enregistre une version jazz[223].
  - En 1964, Allan Sherman parodie Pierre et le Loup sur un album album appelé Peter and the Commissar, réalisé avec Arthur Fiedler et le Boston Pops Orchestra.
  - Une version de 1966 interprétée par le joueur d'Orgue Hammond Jimmy Smith et arrangée par Oliver Nelson ne comprend pas de narration[224].
  - En 1975, Robin Lumley et Jack Lancaster produisent une version avec leur groupe fusion Brand X comme bande-son d'un dessin animé. Leur musique reprend certains des thèmes de Prokofiev. Avec Vivian Stanshall comme narrateur, l'équipe comprenait nombre de célébrités (entre autres Gary Moore, Manfred Mann, Phil Collins, Bill Bruford, Stephane Grappelli, Alvin Lee, Cozy Powell, Brian Eno, Jon Hiseman), la musique est très hétérogène - du rock psychédélique au jazz (le solo de violon de Stephane Grappelli sur le thème du chat).
  - En 1988, « Weird Al » Yankovic et Wendy Carlos produisent une version comédie utilisant un orchestre de synthèse et de nombreuses additions à l'histoire et à la musique. (Pierre capture le loup en utilisant le fil dentaire de son grand-père, ce qui amène à la morale de l'histoire : Lave-toi les dents chaque jour).
  - Dans un épisode de 1990 des Tiny Toons intitulé Buster et le Carcajou, Elmyra Duff est la narratrice d'une histoire où Buster Bunny et ses amis combattent un carcajou. Dans cet épisode, les personnages sont représentés par les instruments suivants : Buster Bunny est représenté par une trompette ; Babs Bunny est représentée par une harpe ; Ti-Minet est représenté par un violon ; Sweety est représenté par une flûte ; Hamton est représenté par un tuba ; Plucky Duck est représenté par un cor (puis plus tard par une cornemuse, un orgue, et enfin un synthétiseur). Le carcajou est représenté par des percussions.
  - Peter Schickele écrit une version comédie du texte intitulée Sneaky Pete and the Wolf pour l'orchestre symphonique d'Atlanta en 1993.
  - En septembre 1996, Coldcut fait une version scratch du thème principal - incluse dans la piste More Beats and Pieces, de son album Let Us Play (édité par Ninja Tune[225]).
  - En 2001, la National Public Radio produit Peter and the Wolf: A Special Report, qui traite l'histoire comme un développement journalistique. Le texte est dit par les animateurs Robert Siegel, Linda Wertheimer, Ann Taylor et Steve Inskeep, sur une musique interprétée par l'orchestre symphonique de Virginie.
  - Sesame Workshop en produit une version avec les personnages de la version américaine 1, rue Sésame en 2001.
  - En février 2004, Bill Clinton, Mikhaïl Gorbatchev, et Sophia Loren ont été récompensés d'un Grammy Award dans la catégorie Meilleur livre audio pour enfants pour la narration de l'album de l'Orchestre National Russe Pierre et le loup / Sur Les traces du Loup (Peter and the Wolf / Wolf Tracks en anglais). Cet enregistrement comprend le texte de Pierre et le Loup, dit par Sophia Loren, ainsi que Sur les Traces du Loup, écrit par Walt Kraemer, Marta Bredon et Linda Whitaker, narré par Bill Clinton. Ce texte est accompagné par une musique originale de Jean-Pascal Beintus. Cette fois-ci, l'histoire est racontée du point de vue du loup et a pour morale de laisser vivre en paix les animaux.
  - En 2006, Adaptation cinématographique de Suzie TempletonPierre et le Loup.

### Sergueï Rachmaninov
- Le début du 2e concerto pour piano est utilisé comme ressort comique dans le film Sept Ans de réflexion réalisé par Billy Wilder.
- Le 2e concerto pour piano apparait en intégralité dans Brève rencontre de David Lean.

### Jean-Philippe Rameau
- Les Indes galantes dans Intouchables (2011)

### Maurice Ravel
- Le Boléro de Ravel est le final et générique de fin du film Les Uns et les Autres de Claude Lelouch en 1981.

### Nikolaï Rimski-Korsakov
- Le Vol du bourdon dans : 
  - Le Frelon vert (1966), le compositeur Al Hirt s'en inspire pour composer le générique.
  - Shine (1996)
  - Kill Bill : Volume 1 (2003), lors de l'arrivée des 88 fous, bras armé des yakuzas tōkyōites qui portent tous le même masque que le Frelon Vert dans la série.
  - Intouchables (2011)
  - La Fille du 14 juillet (2016)

### Gioachino Rossini
- Largo al factotum dans Jeux d'espions (1980), lorsque l'agent Kendig passe la frontière suisse, il chante cet opéra.
- Le Barbier de Séville dans Le Clapier de Séville (1950)
- L'ouverture de Guillaume Tell dans : 
  - Des arbres et des fleurs (1932).
  - La Fanfare (1934).
  - Les Bidasses en folie (1971) l'ouverture est utilisée dans le film.
  - Orange mécanique (1971), des extraits sont repris dans le film.
  - Les Virtuoses (1996), l'ouverture est jouée au cours de la finale du concours dans le film.
  - Lone Ranger : Naissance d'un héros (2013) est utilisé par Hans Zimmer pour la musique du film.

### Erik Satie
- Gnossienne No.1 et Gymnopédie No.1 sont utilisés dans le film Le Funambule réalisé par James Marsh. -
- La 1re des Gymnopédies et les trois 1resGnossiennes dans le film Le Feu follet de Louis Malle (1963)
- Gnossienne no 3 interprétée par Jean-Joël Barbier et Gymnopédieno 1 interprétée par Aldo Ciccolini dans le film Une histoire immortelle réalisé par Orson Welles en 1968

### Franz Schubert
- Le 2e mouvement du Trio pour piano et cordes no 2 est repris dans Barry Lyndon de Stanley Kubrick.
- Le Quatuor à cordes no 14 est un élément central du film La Jeune Fille et La Mort de Roman Polanski.
- L'Andantino de la Sonate pour piano no 20 apparait et dans Au hasard Balthazar de Robert Bresson et dans Winter Sleep de Nuri Bilge Ceylan.
- La Symphonie inachevée dans :
  - Colonel Blimp (1943)
  - Minority Report (2002) lorsque le héros John Anderton regarde les visions fournies par les Precogs.
- L'Adagio du Quintette à deux violoncelles est repris dans Trois hommes et un couffin de Coline Serreau.
- Le lied Der Hirt auf dem Felsen (le Pâtre sur le rocher) est utilisé dans le film Mortelle Randonnée de Claude Miller.
- L'Ave Maria, dans 
  - Fantasia (1940)
  - Intouchables (2011)
- Un extrait du 1er mouvement de la Symphonie no 8 de Schubert constitue le thème de Gargamel dans la série animée Les Schtroumpfs (le thème de Gargamel inclut aussi les premières notes du 4e mouvement de Schéhérazade de Rimsky-Korsakov).

### Robert Schumann
- Chants de l'aube et Études symphoniques dans Conte de printemps d'Éric Rohmer.

### Franz von Suppé
- Matin, midi, et soir à Vienne dans Bunny chef d'orchestre.

### Richard Strauss
- Ainsi parlait Zarathoustra a été utilisé
  - par Stanley Kubrick pour 2001, l'Odyssée de l'espace.
  - C'est le thème du générique de l'émission politique À armes égales, diffusée sur la première chaîne de l'ORTF dans les années 1970.
  - Puis le thème musical des journaux télévisés de La Cinq de 1987 à 1991.
  - Le thème d'ouverture de cette œuvre est également utilisé dans Toy Story 2 lorsque Buzz l'éclair traverse une sorte de pont magnétique, en référence à 2001, l'Odyssée de l'espace. Chaque pas de Buzz est accompagné d'une note rappelant Ainsi parlait Zarathoustra.
  - Le même thème est également utilisé dans le film d'animation WALL-E, lorsque le commandant de l'AXIOM s'apprête à désactiver le pilote automatique AUTO.

### Johann Strauss (fils)
- Wildfeuer Polka dans Anastasia (1956)
- Le beau Danube bleu dans :
  - Le Chant du Danube (1934)
  - Au revoir Mr. Chips (1939)
  - Le Petit Fugitif (1953)
  - Le Salaire de la peur (1953) lors de la scène finale.
  - Le Beau Danube bleu (1954)
  - Sissi, (1955-1958) cette valse apparaît lors des scènes de bals.
  - Trapèze (1956) au début du film.
  - Le Journal d'Anne Frank (1959)
  - La Note ivre (1959)
  - 2001, l'Odyssée de l'espace (1968)
  - Harold et Maude (1971) lorsque Ruth Gordon initie Bud Cort à la danse.
  - Le Tambour (1979) lors du rassemblement nazi pour l'accueil du représentant du Fhürer.
  - La Porte du paradis (1980) lors de la scène du bal de promotion à l'Université Harvard.
  - L'été meurtrier (1983)
  - Europa Europa (1900) lorsqu'une famille juive l'entend à la radio.
  - Homer dans l'espace (1994) lorsqu'Homer mange des chips.
  - L'Homme qui vint pour être le dîner (2015), lorsqu'Homer essaie de manger sans succès des chips.

### Igor Stravinsky
- Le Sacre du Printemps, dans Fantasia (1940), dans une séquence animée retraçant l'histoire de la Terre, de sa formation à la fin du Crétacé.

### Georg Philipp Telemann
- Ouverture burlesque : IV. Colombine dans Intouchables (2011)

### Piotr Ilitch Tchaïkovski
Comme pour beaucoup de compositeurs classiques, les musiques de Tchaïkovski ont été utilisés dans beaucoup de films, séries TV et autres émissions télévisées.
- La Marche slave dans :
  - joué à la fin du film À pied, à cheval et en spoutnik! (1958)
  - joué à la fin du film Le Grand Départ vers la Lune (1967)
- Le début du Concerto pour piano et orchestre no 1 dans  Harold et Maude (Hal Ashby, 1971), dans la scène de la piscine.
- Casse-noisette dans :
  - Fantasia (Walt Disney, 1940), avec les morceaux Danse de la fée Dragée, Danse chinoise, Danse des mirlitons, Danse arabe, Danse russe et Valse des fleurs,
  - Casse-Noisette et les Quatre Royaumes (Lasse Hallström et Joe Johnston, 2018) le morceau Danse de la fée Dragée est utilisé comme thème de fin,
  - la Valse des fleurs est également utilisée dans Demain je me marie.
- La Belle au Bois Dormant (Walt Disney, 1959) est principalement inspiré du ballet du même nom, il utilise pour ses thèmes musicaux et chansons les musiques des différentes scènes du ballet.
- Le thème de l'Ouverture 1812 :
  - Help! (Richard Lester, 1965), le final apparaît dans le film.
  - The Music Lovers (Ken Russell, 1970), à la fin du film.
  - Bananas ( Woody Allen, 1971).
  - Y a-t-il un pilote dans l'avion ? (David Zucker et Jerry Zucker, 1980) dans le générique de fin du film.
  - Gorky Park (Michael Apted, 1983) lorsque les coups de canon couvrent le bruit de coups de feu.
  - Le Cercle des poètes disparus (Peter Weir, 1989) le thème de l'ouverture est sifflé par John Keating.
  - La Disparition de M. Davenheim (1990) le méchant utilise les coups de canons du final pour couvrir ses coups de marteaux sur un coffre fort.
  - La Malédiction des Simpson (1998) pendant un documentaire intitulé When Buildings Collapses.
  - Malcolm (2000) épisode Souvenirs, souvenirs, Hal le fait entendre à Reese pour le rendre intelligent.
  - V pour Vendetta (James McTeigue, 2006), lors de l'explosion de bâtiments publics.
  - Phinéas et Ferb (2012) le final est utilisé dans l'épisode Souvenirs de Doofenschmirtz.
  - La La Land (2016), une partie du final offre les premières notes de la comédie musicale au truchement d'un autoradio.
  - The King's Man : Première Mission (Matthew Vaughn, 2021), lorsque Raspoutine se bat avec un agent anglais.
- Le Lac des Cygnes dans :
  - Black Swan (Darren Aronofsky, 2010), les jeunes danseuses doivent s'entraîner à danser sur le ballet du Lac des Cygnes.
  - Billy Elliot (Stephen Daldry, 2010), Billy entend le thème principal du Lac des Cygnes dans la voiture de Mrs Wilkinson et, à la toute fin du film, devenu danseur de haut niveau, il s'élance sur ce même thème.
  - Des hommes et des dieux (Xavier Beauvois, 2010), la musique accompagne le repas d'adieu entre les moines de Tibhirine avant leur enlèvement.
- Le concerto pour violon en ré majeur op.35 figure dans le long métrage Le Concert (Radu Mihaileanu, 2009).

### Ambroise Thomas
- Mignon est utilisé dans Colonel Blimp (1943) pour rendre fou un officier allemand, devenu allergique après l'avoir entendu en boucle pendant son emprisonnement.

### Giuseppe Verdi
- Libiamo dans Ziegfeld Follies de Vincente Minnelli, Lemuel Ayers, Roy Del Ruth, Robert Lewis et George Sidney.
- La traviata dans Don Camillon en Russie de Luigi Comencini.
- Il trovatore (extraits) dans Senso de Luchino Visconti.
- Le Dies iræ du Requiem dans Django Unchained de Quentin Tarantino.

### Antonio Vivaldi
- Concerto pour mandoline dans :
  - La mariée était en noir (1968)
  - L'Enfant sauvage (1970)
  - Kramer contre Kramer (1979)
  - Vidocq (2001)
  - Les Looney Tunes passent à l'action (2003)
- Les Quatre Saisons, L'Été dans Intouchables (2011)

### Richard Wagner
- La Chevauchée des Walkyries (prélude de l'acte III de l'opéra Die Walküre) a été utilisée dans de nombreux films que ce soit dans sa version d'origine (avec ou sans voix) ou de façon détournée :
  - Quel opéra, docteur ? (1957)
  - Apocalypse Now (1979) lors d'une attaque aérienne.
  - Jarhead : La fin de l'innocence (2005) lors de la projection du film Apocalypse Now.
  - Florence Foster Jenkins (2016) lors d'une représentation de la pièce.
  - Ennio Morricone en compose une version parodique teintée d’harmonica pour illustrer, et ridiculiser, la charge de la Horde sauvage dans le film Mon nom est Personne de Tonino Valerii,
  - Hans Zimmer, pour le film d'animation Rango, compose une version ponctuée d'accords de banjo et de guimbarde pour accompagner la charge des chauves souris ; cette version qui commence exactement comme l'originale glisse ensuite vers des sonorités plus Western qui ne sont pas sans rappeler les musiques de films d'Ennio Morricone ; Hans Zimmer fait alors évoluer son morceau vers des phrases qui rappellent les films Batman Begins et Pirates des Caraïbes dont il a également composé les musiques, puis revient vers l'œuvre originale de Wagner, non sans s’offrir un petit détour par Le Beau Danube bleu de Johann Strauss II ;
- John Boorman choisit plusieurs morceaux d'opéras de Wagner pour son film Excalibur, dont la Marche funèbre de Siegfried (dans l’acte III du Crépuscule des dieux).
- Le prélude de Tristan et Isolde dans Melancholia.
- Lohengrin dans Colonel Blimp.

### Carl Maria von Weber
- Der Freischütz dans : 
  - L'Écureuil rouge (1993)
  - L'épisode 4 de la série Hellsing Ultimate (2006)
  - Intouchables (2011)

## Jeux vidéo

### Sommaire alphabétique des compositeurs
- Bach
- Beethoven
- Debussy
- Delibes
- Dvořák
- Rimski-Korsakov
- Liszt
- Moussorgski
- Offenbach
- Purcell
- Saint-Saëns
- Scarlatti
- Schubert
- Tchaïkovski

Wagner

### Jean-Sébastien Bach
- Le thème C de Tetris d'Alekseï Pajitnov est une adaptation de l'une des Suites françaises pour clavier (no 3 en si mineur BWV814) de Jean-Sébastien Bach.
- La toccata et fugue en ré mineur
  - est utilisée comme unique musique du jeu Dark Castle, sur Mega Drive ;
  - on en entend aussi un extrait dans Civilization II, accompagnant la vidéo qui apparaît à la suite de la construction de la Cathédrale de Jean-Sébastien Bach ;
  - dans Scooby Doo's Maze Chase sur Intellivision[226].
- On peut entendre le petit prélude BWV934 dans une mission de Portal 2. On retrouve cette musique dans le 3e volume de la bande originale du jeu sous le titre Machiavellian Bach.

### Ludwig van Beethoven
- Le thème du 1er mouvement de la Sonate pour piano no 14 est repris de nombreuses fois :
  - Jet Set Willy (1984), jeu vidéo publié par Software Projects Ltd.
  - Earthworm Jim 2 (1995) de Shiny Entertainment
  - Resident Evil (1996) de Capcom
  - Shadowman (1999) de Acclaim Entertainment
  - Return to Castle Wolfenstein (2001) d'id Software
- Le 1er mouvement de la Symphonie no 5 de Beethoven est repris dans Dragon's Lair II: Time Warp (1991) de Digital Leisure (en), animé par Don Bluth, tout particulièrement dans le niveau 5 du jeu où on se trouve chez Ludwig van Beethoven en 1804.
- La 2e partie de la Symphonie no 7 de Beethoven peut-être entendue dans le menu du jeu War Thunder.
- Le 2e mouvement de la Symphonie no 9 a été repris dans Thunder Castle, sorti en 1986 sur Intellivision, notamment sur l'écran de titre et comme thème de « power up » dans le niveau du sorcier[226].

### Georges Bizet
- Le Prélude (avec la Marche des Toréadors) de l'Acte I  de L'opéra Carmen est repris dans le jeu Atomic Heart dans la mission se déroulant dans le théâtre en plus d'être remixé.

### Claude Debussy
- Le 2e thème du château de Dracula dans Castlevania II: Belmont's Revenge de Konami correspond au début du Passepied, dernière pièce de la suite Bergamasque de Claude Debussy
- Une variation de Clair De Lune de la Suite Bergamasque est utilisé dans les salles de sauvegarde, Save Room, dans les jeux vidéo The Evil Within 1 et 2.
- Le morceau Clair De Lune a une place importante dans Danganronpa V3.

### Léo Delibes
- Le duetto Sous le dôme épais de l'acte I de Lakmé : Viens, mallika est joué par la soprano Alessandra Ruffini dans Fallout: New Vegas de Bethesda Softworks.

### Antonín Dvořák
- La Symphonie du Nouveau Monde est utilisé lors d'un combat dans Asura's Wrath de CyberConnect2.
- Elle est aussi présente dans l'écran titre du jeu Star Crash sur Commodore 64 d'Olivier Barthélémy (1984 Micro Application)

### Franz Liszt
- Une version chantée du Liebesträume no 3 est utilisée comme thème du personnage d'Elena dans Pandora's Tower sur Wii.

### Modeste Moussorgski
- Une nuit sur le mont Chauve :
  - Les premières secondes sont reprises dans Earthworm Jim pour le thème du 2e niveau du jeu (What the Heck?) ;
  - Comme thème de « power up » dans le 1er niveau de Thunder Castle sur Intellivision[226].
- Le thème La Grande Porte de Kiev des Tableaux d'une exposition est utilisé comme fond sonore pour la cité-état de Kiev dans Civilization V.

### Jacques Offenbach
- Le French Can-can (Galop infernal), extrait d'Orphée aux Enfers dans :
- Super Mario Land de Nintendo sur Game Boy
- Parodius de Konami sur NES.
- Looney Tunes : Cartoon Concerto sur NES.

### Henry Purcell
- Abdelazer or The Moor's Revenge, second mouvement (rondo), dans Thunder Castle sur Intellivision[226].

### Camille Saint-Saëns
- La pièce Aquarium extraite du Carnaval des animaux est entendue sur Canal+, lors des éditions du festival de Cannes. Cette musique peut être désormais écoutée avant la diffusion de chaque film en compétition à ce festival.

### Domenico Scarlatti
- Sonate K. 159 dans Thunder Castle sur Intellivision[226].

### Franz Schubert
- Symphonie nº 8, premier mouvement (ouverture), dans Thunder Castle sur Intellivision[226].

### Piotr Ilitch Tchaïkovski
- Un court passage du thème de l'amour, de Roméo et Juliette, peut être entendu dans le jeu Les Sims, lorsque deux Sims s'embrassent.

### Richard Wagner
- Chevauchée des Walkyries dans :
  - Sub Hunt sur Intellivision (musique de la victoire en fin de partie) ;
  - Looney Tunes : Cartoon Concerto sur NES.

## Publicité

### Sommaire alphabétique des compositeurs
- Beethoven
- Dukas
- Fauré
- Prokofiev
- Rossini
- Tchaïkovski
- Verdi

### Ludwig van Beethoven
- Symphonie n°7 pour Blanc-Bleu[227]

### Paul Dukas
- L'apprenti sorcier dans la publicité de Lotus.

### Gabriel Fauré
- Pavane en fa dièse mineur, Op. 50, de Gabriel Fauré pour le parfum Loulou de Cacharel[227].

### Sergueï Prokofiev
- Roméo et Juliette dans la publicité de Blanc-Bleu[227].
- La Danse des chevaliers du ballet Roméo et Juliette est utilisée dans la publicité pour le parfum Égoïste de Chanel.

### Gioachino Rossini
- Semiramis pour Clan Campbell[227]

### Piotr Ilitch Tchaïkovski
- Le final du Lac des cygnes pour les chocolats Lindt[227].

### Giuseppe Verdi
- Le Trouvère pour Lee[227]
- Rigoletto pour Jambon Aoste[227]

## Sports

### Richard Strauss
- L'introduction d'Ainsi parlait Zarathoustra est utilisée en thème d'entrée du Nature Boy Ric Flair, catcheur ainsi que de sa fille Charlotte Flair, catcheuse également[réf. nécessaire].

### Georg Friedrich Haendel
- La Sarabande (4e mouvement de la Suite de pièces pour clavecin no 4, HWV 437) est utilisée comme musique d'entrée du catcheur Damien Sandow[réf. nécessaire].